# Art gréco-bouddhique

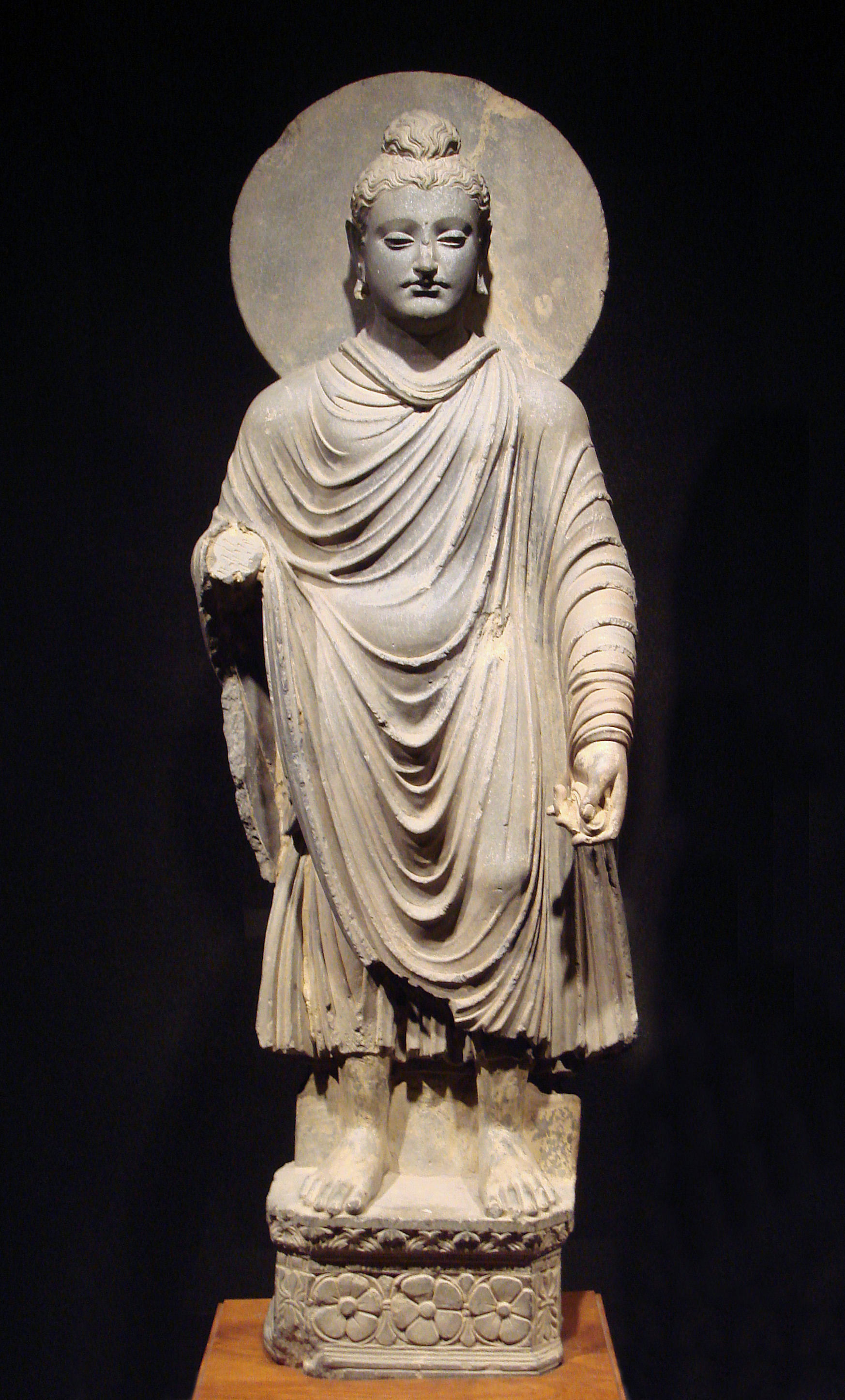
Bouddha du Gandhara,, Musée national de Tokyo

L’art gréco-bouddhique désigne, selon le terme consacré par la thèse de doctorat d'Alfred Foucher soutenue et publiée en 1905, l'ensemble des productions picturales, statuaires, toreutiques et monétaires issues de la synthèse des styles grecs et indo-bouddhistes. Le travail d'Alfred Foucher a été continué par l'italien Mario Bussagli (it), professeur d'histoire de l'art de l'Inde et de l'Asie centrale, à partir de 1942. Contrairement à Alfred Foucher, il ne se rend pas sur place mais, obtient des informations et des sources grâce à ses anciens étudiants. Cet art naît tout d'abord au Gandhara (Pakistan, région de Peshawar, correspondant au territoire de la satrapie la plus orientale de l’empire des Perses achéménides) au début de notre ère, sous l'Empire kouchan, à la faveur de la rencontre culturelle entre peuples nomades d'Asie centrale, monde grec, monde indien et monde irano-perse. C'est probablement l'éclectisme religieux de ce milieu qui a favorisé, là où le bouddhisme était majoritaire sans être une religion d’État, la formation d'ateliers illustrant un art qui leur était familier, relatant la vie du Bouddha, mais sur lesquels ne pouvaient manquer de peser les influences diverses issues des activités militaires, diplomatiques, commerciales et intellectuelles intenses à cette période. Cet art, au-delà de sa définition complexe, connaît plusieurs développements et styles régionaux au cours de l'Antiquité tardive et jusqu'au VIIe siècle de notre ère.
L'art gréco-bouddhique se caractérise notamment par un fort réalisme issu de l'art hellénistique, transmettant mouvement, émotions et vitalité des corps, appliqué non plus seulement aux figures traditionnelles de l'art grec oriental, mais à la figuration du Bouddha, des bodhisattvas, et de scènes associées au bouddhisme. L'origine socio-culturelle de l'art gréco-bouddhique est à situer dans les tout derniers royaumes gréco-bactriens du IIe siècle av. J.-C., puis du fait de l'interaction entre communautés indo-grecques et royaume des Kouchans.
On retrouve cet art dans la sculpture, la peinture, la monnaie et l'architecture, notamment à Taxila.
Les œuvres appartenant à cet art ont été majoritairement portées à notre connaissance par le pillage et l'orientalisme du XIXe siècle puis par d'importants travaux d'archéologie avec le concours de différents pays, dont le Royaume-Uni, la France et l'Italie au XXe siècle.
L'art gréco-bouddhique connut un fort succès en Asie centrale puis rayonna jusqu'en Chine, en Corée, et au Japon. Sans cesse recyclée, son influence a été majeure et définitive dans toute l'Asie durant plus de deux millénaires. Il influença également l'expression artistique et architecturale d'autres religions, notamment l'hindouisme en Inde, avant que celles-ci ne s'étendent. On peut percevoir les conséquences indirectes de cet apport grec en Asie jusqu'aux confins de l'Asie du Sud-Est. Ainsi on ne peut s'étonner de rencontrer de nombreuses références à l'art grec, figuratives, décoratives ou architecturales, transformées et renouvelées, sur les temples khmers d'Angkor par exemple.

## Contexte d'apparition

### Aux confins du monde grec et du monde indien

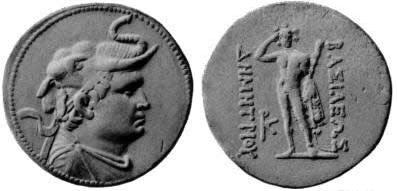
Monnaie d'argent à l'effigie du souverain gréco-bactrien Démétrios Ier (200-180 av. J.-C.), portant une coiffe en forme de tête d'éléphant, symbole de ses conquêtes en Inde. Au revers, Héraklès portant la peau du Lion de Némée et sa massue. La légende du revers dit « ΒΑΣΙΛΕΩΣ ΔΗΜΗΤΡΙΟΥ » – BASILÉŌS DĒMĒTRÍOU, que l'on peut traduire par « du roi Démétrios ».

Cette forme d'art hybride, syncrétique, apparaît après que les derniers souverains indo-grecs, héritiers des conquêtes d'Alexandre le Grand, sont entrés en contact avec des bouddhistes indiens, en particulier sous Démétrios Ier (200-180 av. J.-C.) et Ménandre Ier (160-135 av. J.-C.), appelé Milinda en sanskrit. Ces dynastes se réclament de l'héritage grec porté par les armées d'Alexandre le Grand dans la région au IVe siècle av. J.-C., puis par les Séleucides jusque dans les années 250 av. J.-C., avant le morcellement de la partie la plus orientale du royaume séleucide. Les monnaies de ces souverains transmettent dès le IIe siècle av. J.-C. la jonction des héritages grecs et indiens, avec notamment l'insistance sur la figure de l'éléphant comme symbole de la conquête de l'Inde. Ces royaumes grecs orientaux fonctionnent sur le modèle de la cité grecque, à l'instar de la ville d'Aï Khanoum en Afghanistan actuelle, comportant les traits classiques de la ville grecque : sanctuaires, remparts et habitations d'architecture grecque, diffusion de la littérature grecque, monnayages grecs. La pénétration des éléments grecs en Inde se fait notamment au IIIe siècle av. J.-C., comme en témoigne le développement de la ville de Pataliputra, centre d'un rayonnement culturel dans tout le nord-ouest indien à partir de la montée en puissance des dynastes gréco-bactriens. Dans leur sillage, plusieurs villes sont fondées sur le modèle grec : Sirkap, par exemple, au Pakistan actuel, a livré de nombreux vestiges architecturaux relevant d'un style grec, ainsi qu'une production originale de palettes en pierre présentant des scènes typiques du baroque hellénistique telles des Néréides chevauchant des Kétos.

### Palettes à fard: osmoses
Entre le IIe siècle avant notre ère et la fin du Ier siècle de notre ère ou même le début du IIe siècle l'usage de « palettes à fard » se répand puis disparaît. Ces objets du quotidien des familles d'origine grecque plus ou moins lointaine sont le signe d'une osmose entre le style grec des classes moyennes et les milieux culturels du Gandhara en transformation constante, car les populations sont toujours mobiles, mais dans ces régions et à cette époque tout particulièrement. S'y manifestent clairement les liens entre l'Asie centrale hellénisée et le Gandhara, qui se place sur le grand axe marchand entre l'Inde et les steppes.
Henri-Paul Francfort propose de distinguer trois ensembles:
1 : Dans cet ensemble, peut-être le premier dans l'ordre chronologique, où la culture grecque est la plus reconnaissable tant par le style que par les thèmes, on peut reconnaître des compositions mythologiques comme ce couple entre des arbres qui évoque Apollon et Daphné et celui où la femme est en position dominante : certainement Héraclès et Omphale. Les palettes sont en pierre beige, grise ou olive, réalisées au tour et comportent deux registres plus ou moins nets. Le style évoque l'art grec et hellénistique et son influence à Rome.

Palettes style indo-grec, dès le IIe siècle avant notre ère.
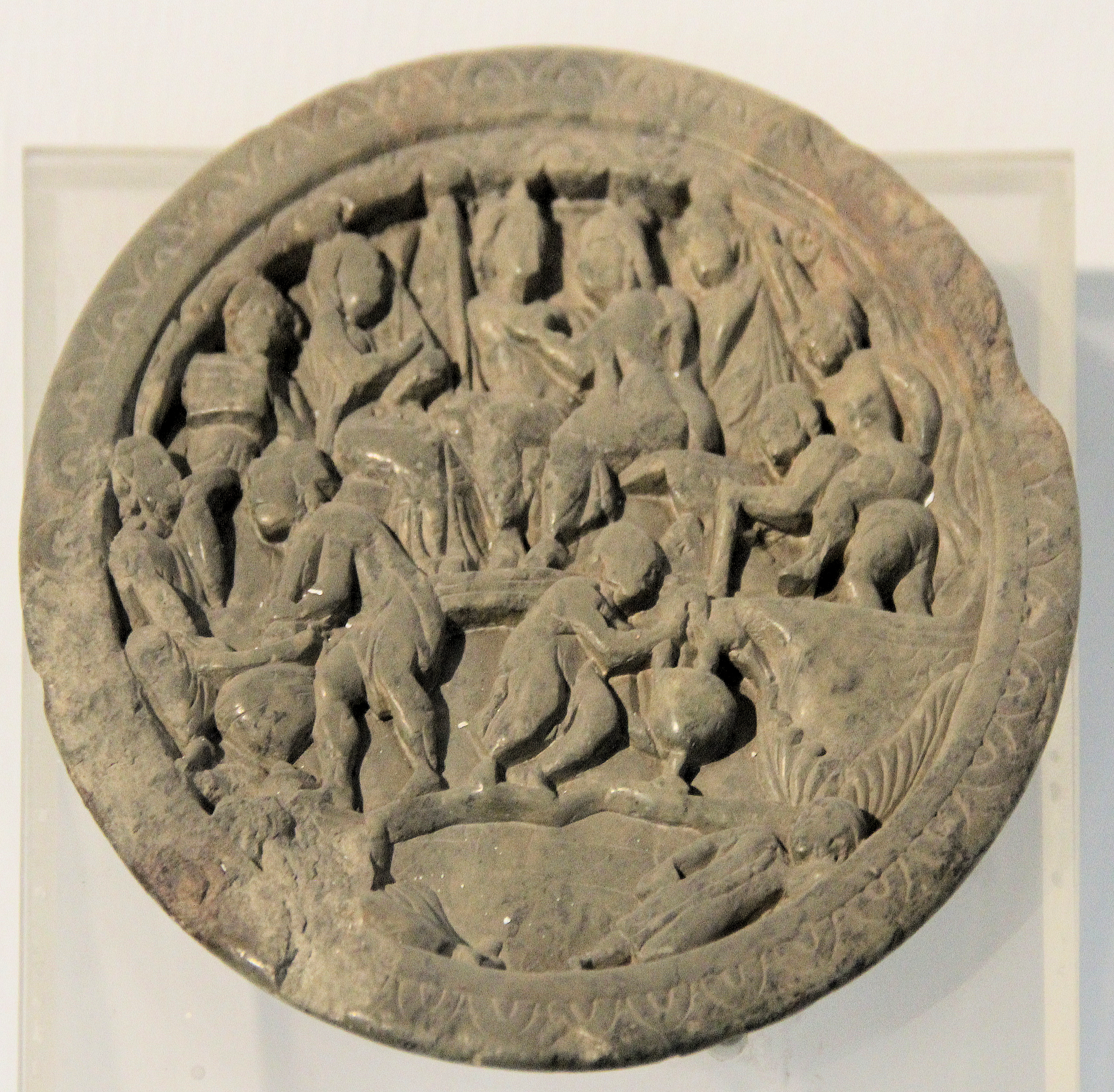
Scène dionysiaque dite « noces de Dionysos et d’Ariane ». Fin du IIe siècle (?[6]). Indian National Museum, New Dehli
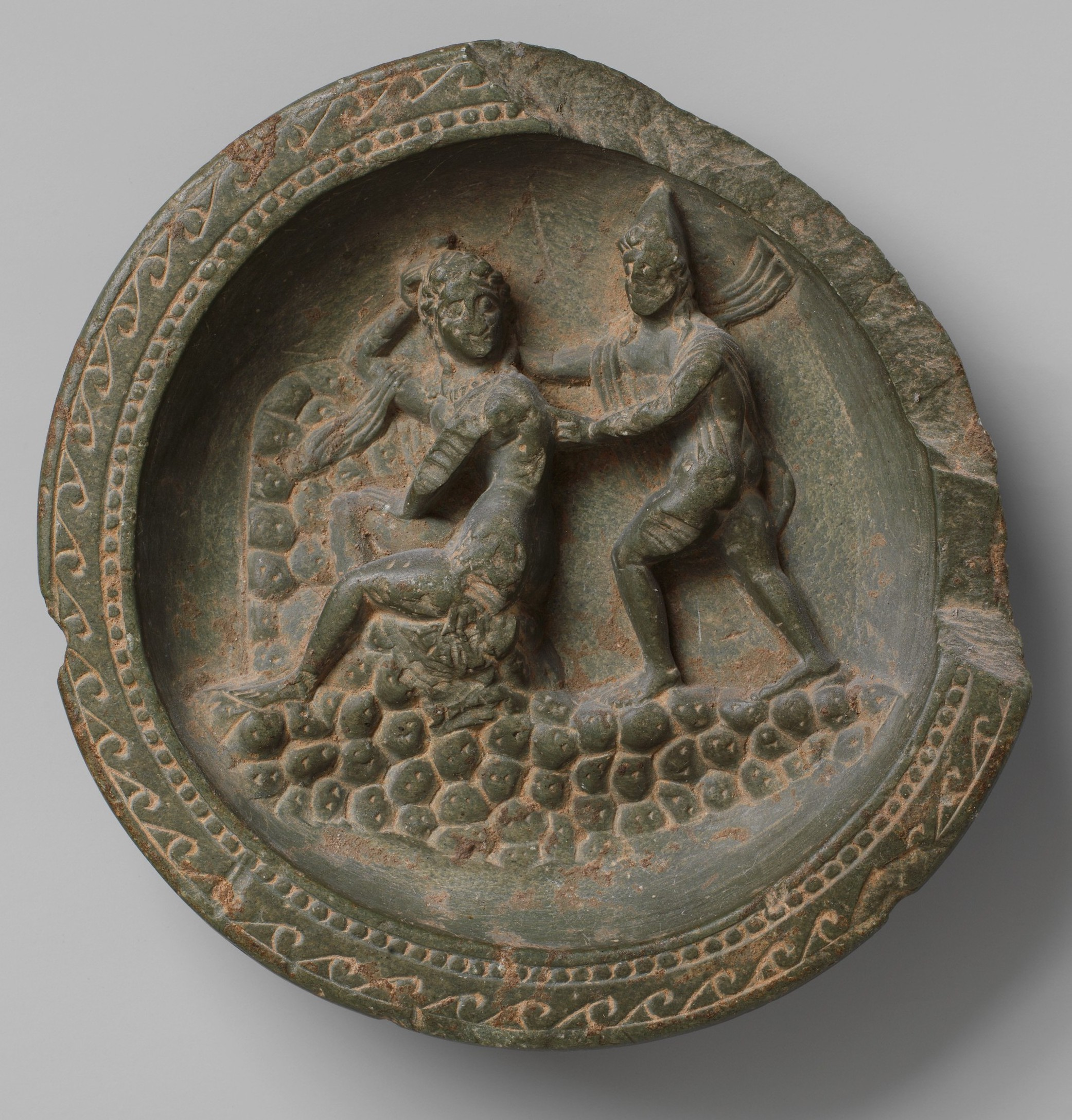
Apollon et Daphné. Schiste, D. 10,6 cm, H. 0,4 cm. MET
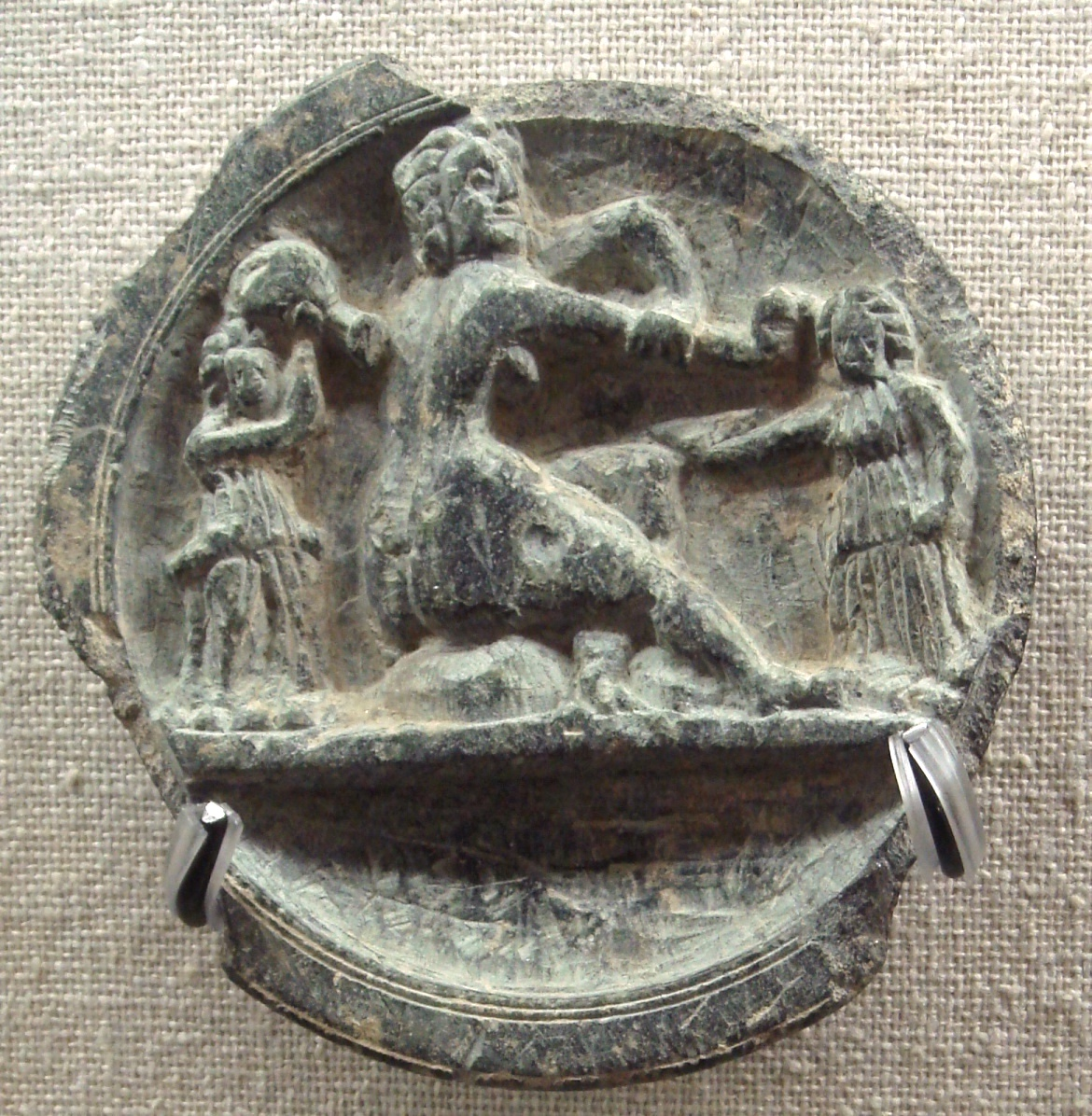
Aphrodite, Indo grec. Ancient Orient Museum, Tokyo
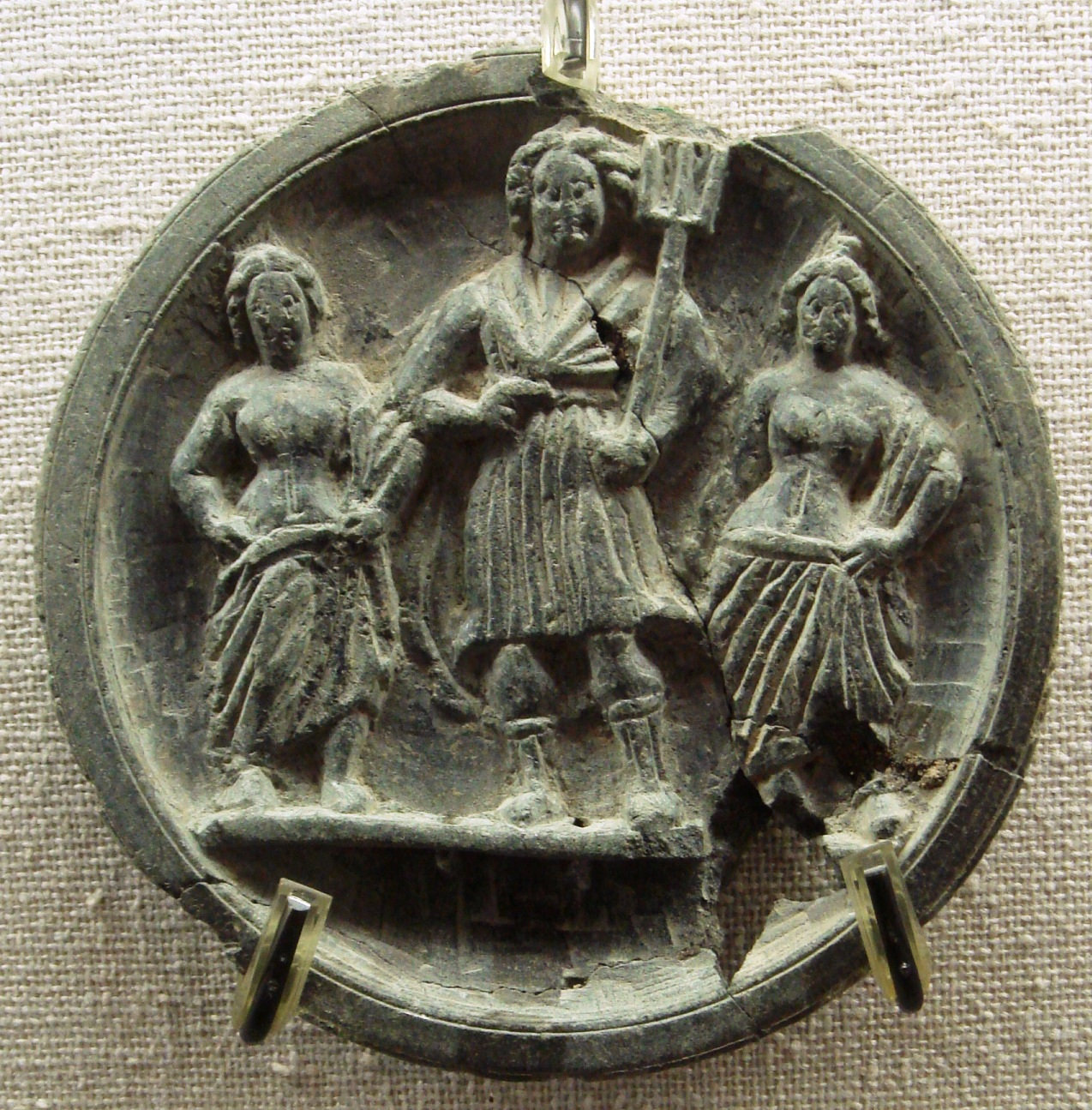
Neptune. Indo grec. Ancient Orient Museum, Tokyo
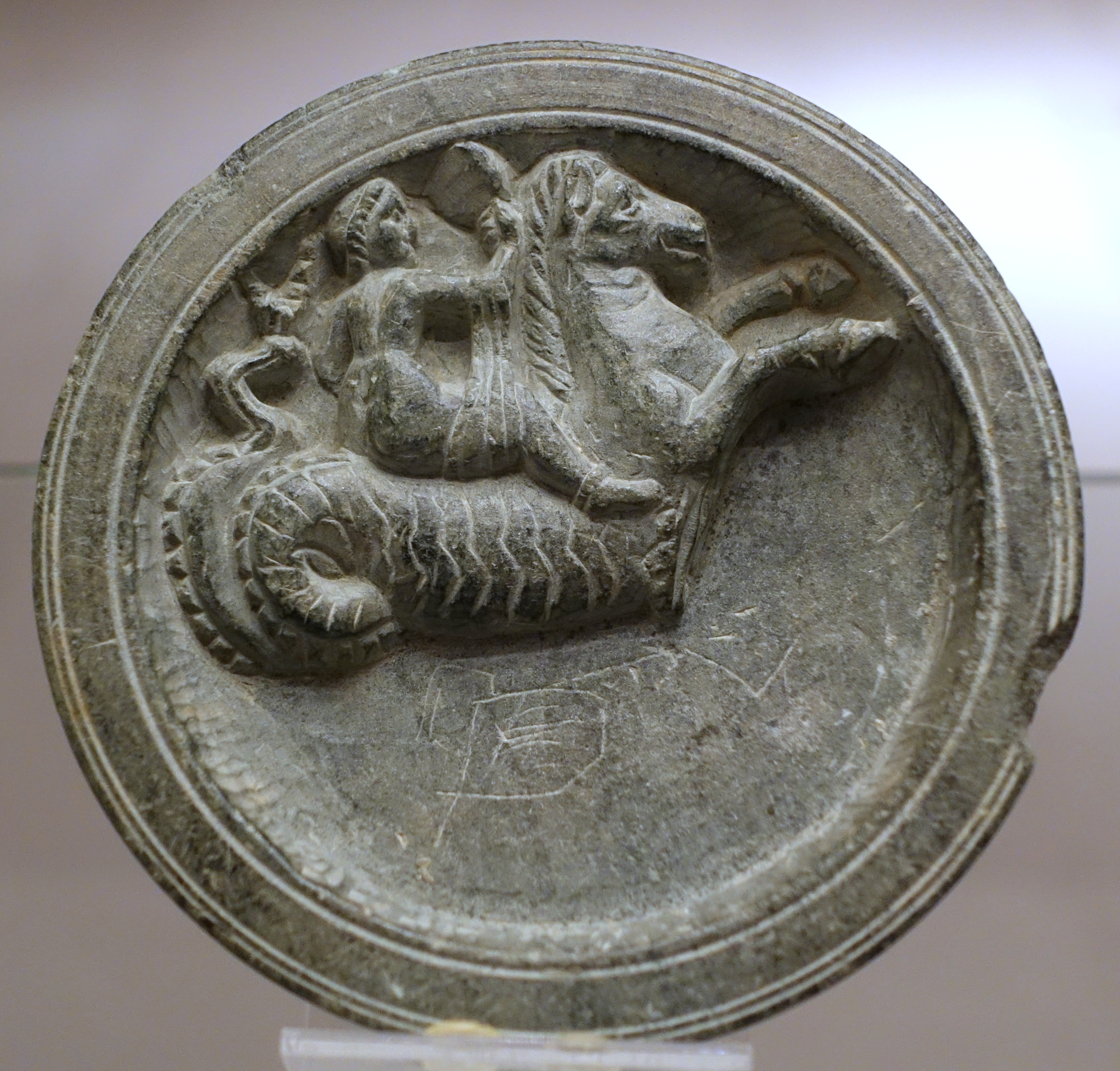
Néréide sur un cheval marin. Berlin

2 : Le deuxième ensemble, dès le IIe siècle avant notre ère, influencé par l’art parthe, est dit « indo-parthe ». Les décors montrent une scène de sacrifice (rappelant l’art de Doura et de Palmyre), des griffons à réminiscences achéménides ; les objets sont en pierre noirâtre, ils ne sont pas souvent tournés et comptent deux registres, l’inférieur étant incisé d’une palmette stylisée. Lorsque la néréide monte en amazone, représentée de face, et que son voile se gonfle sous le souffle de la brise marine, peut-être faut-il évoquer l’art romain (Ara Pacis Augustae à Rome qui date d’entre 13 et 9 av. J.-C) plutôt que l'art hellénistique.

Ce groupe, influencé par l’art parthe (mal défini), est dit « indo-parthe »
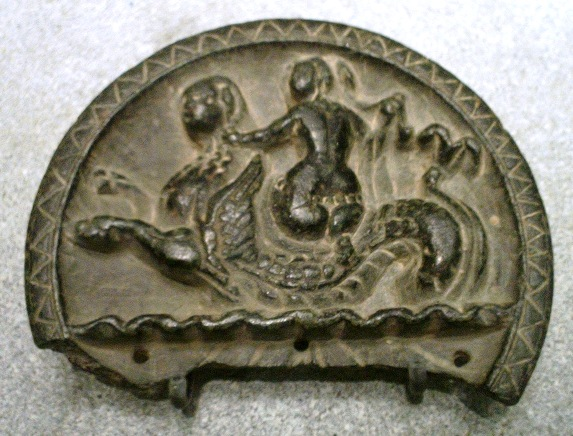
Néréide et Céto. Sirkap, Taxila, Gandhara. Musée Guimet
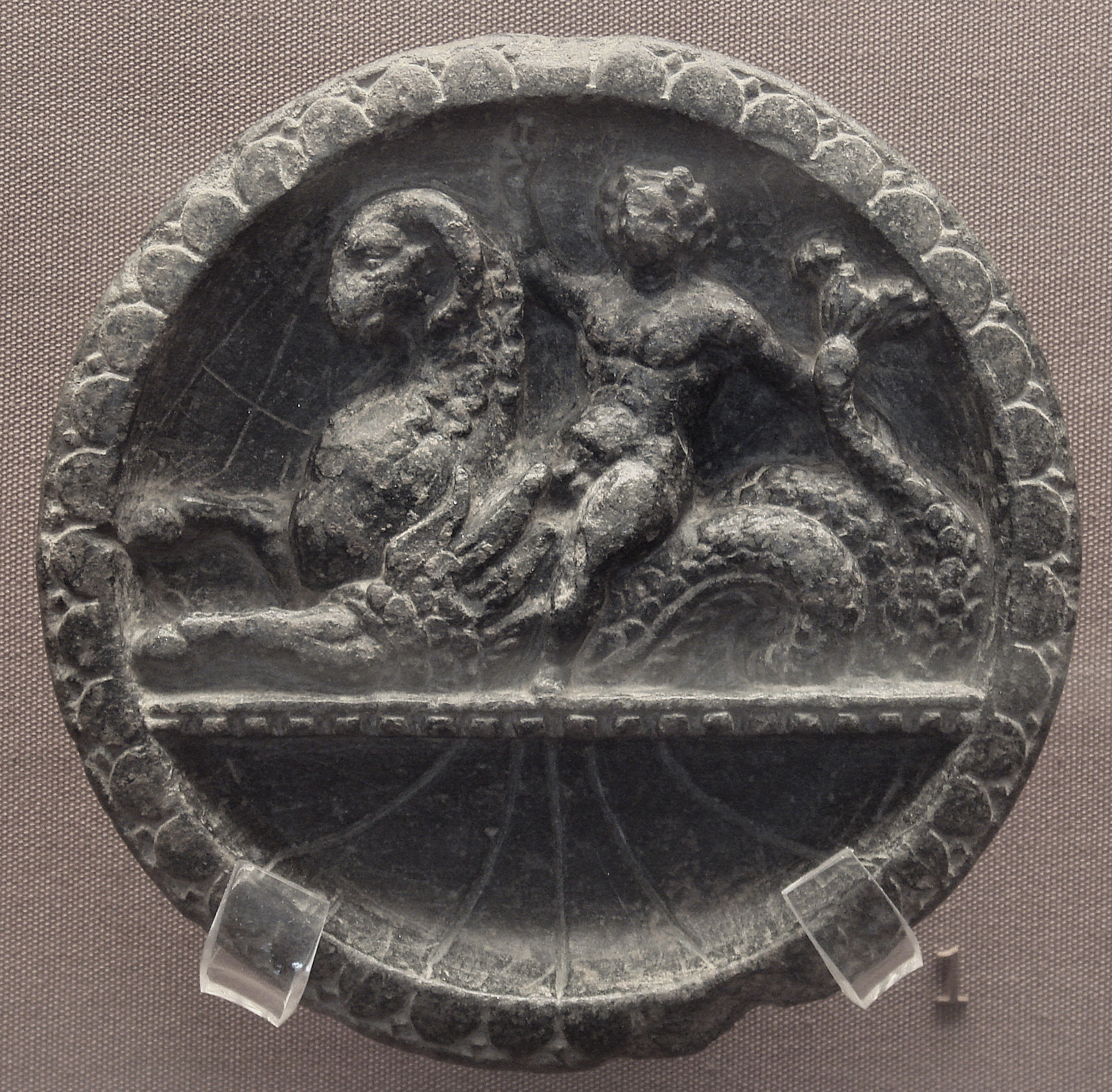
Personnage nu et Céto. Schiste, 10,7 cm. British Museum
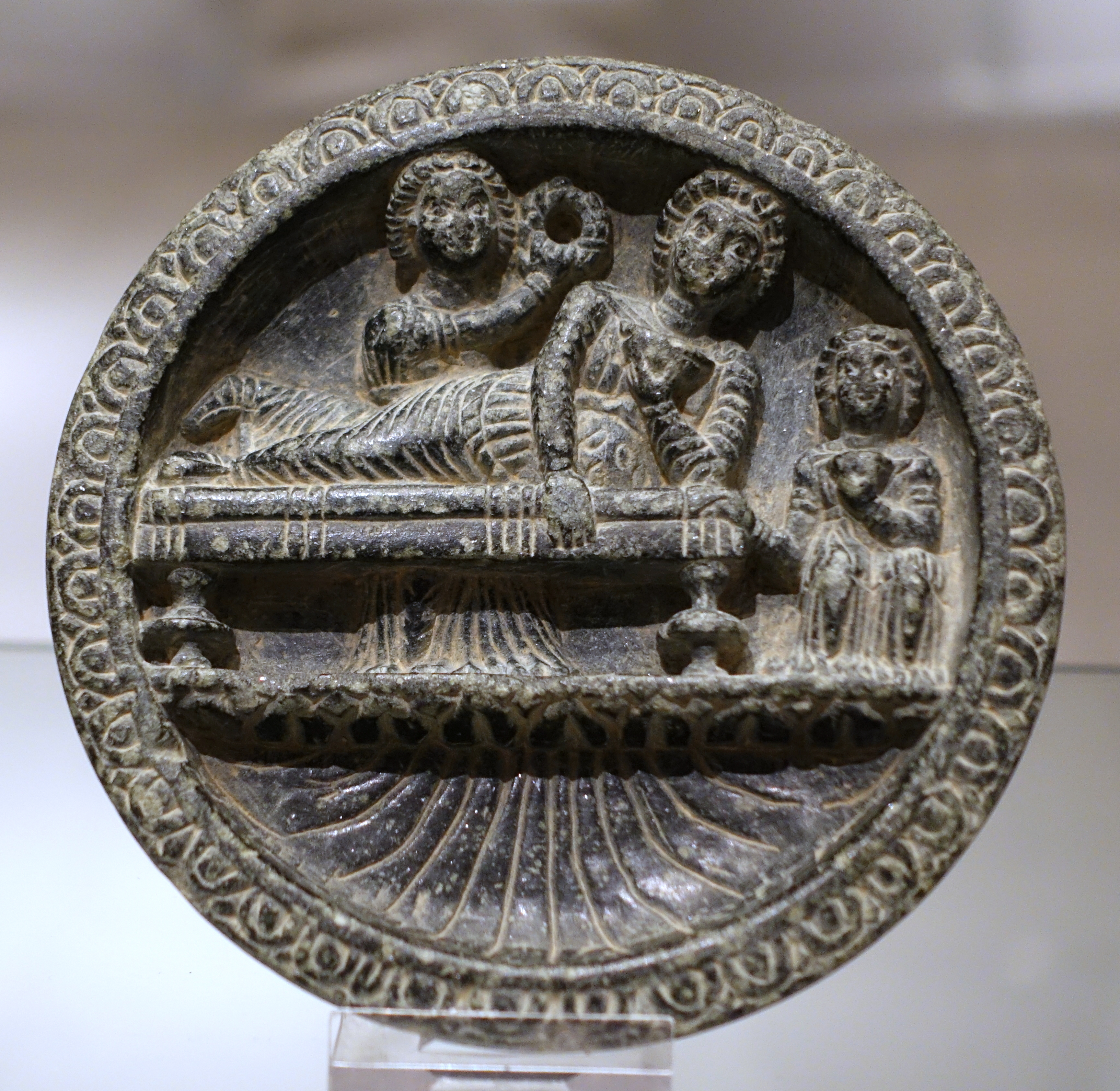
Scène de toilette. Asian Art Museum, Berlin
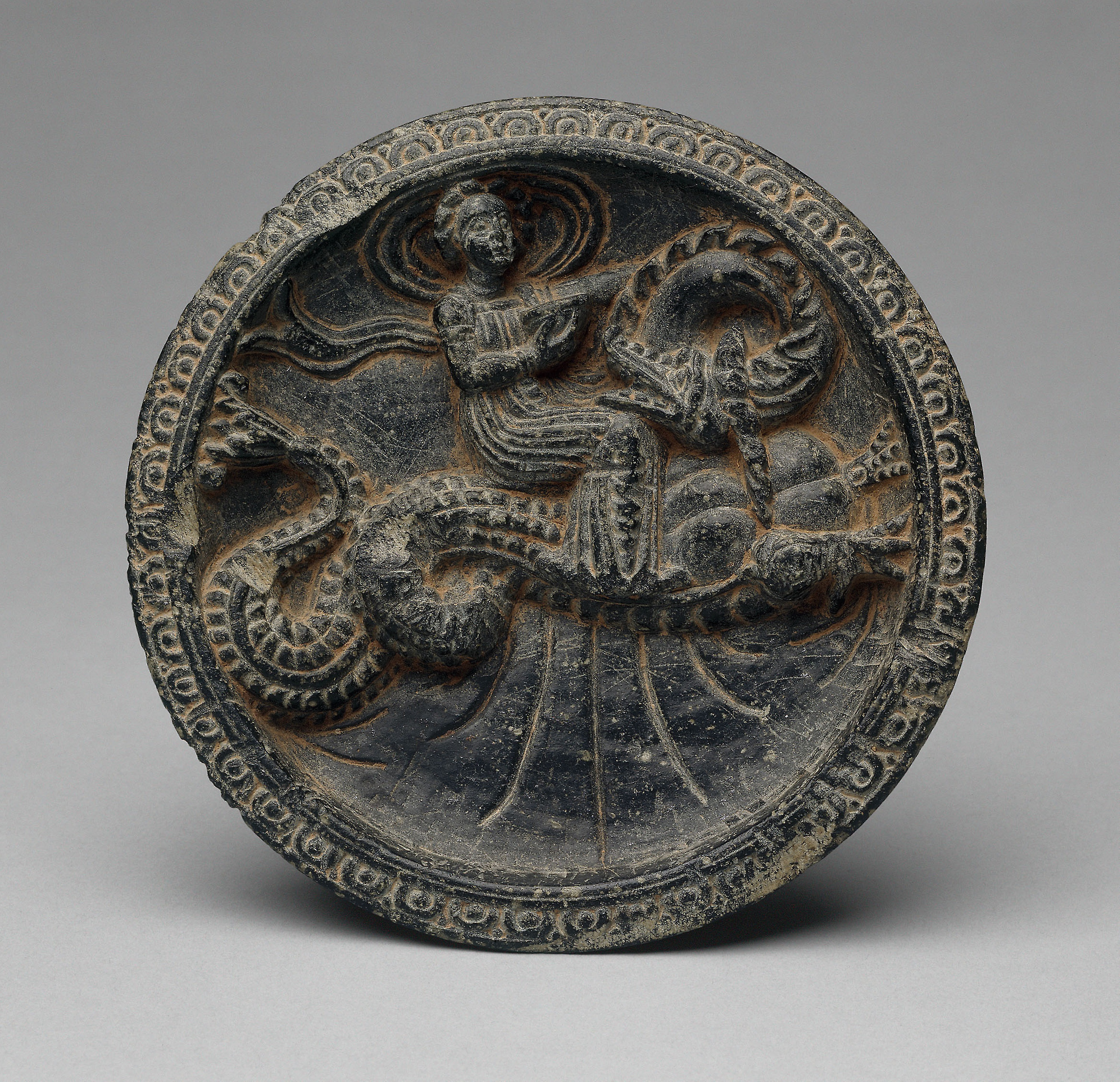
Néréide sur un monstre marin. Chloritoschiste gris, 12.1 cm. Art Institute of Chicago
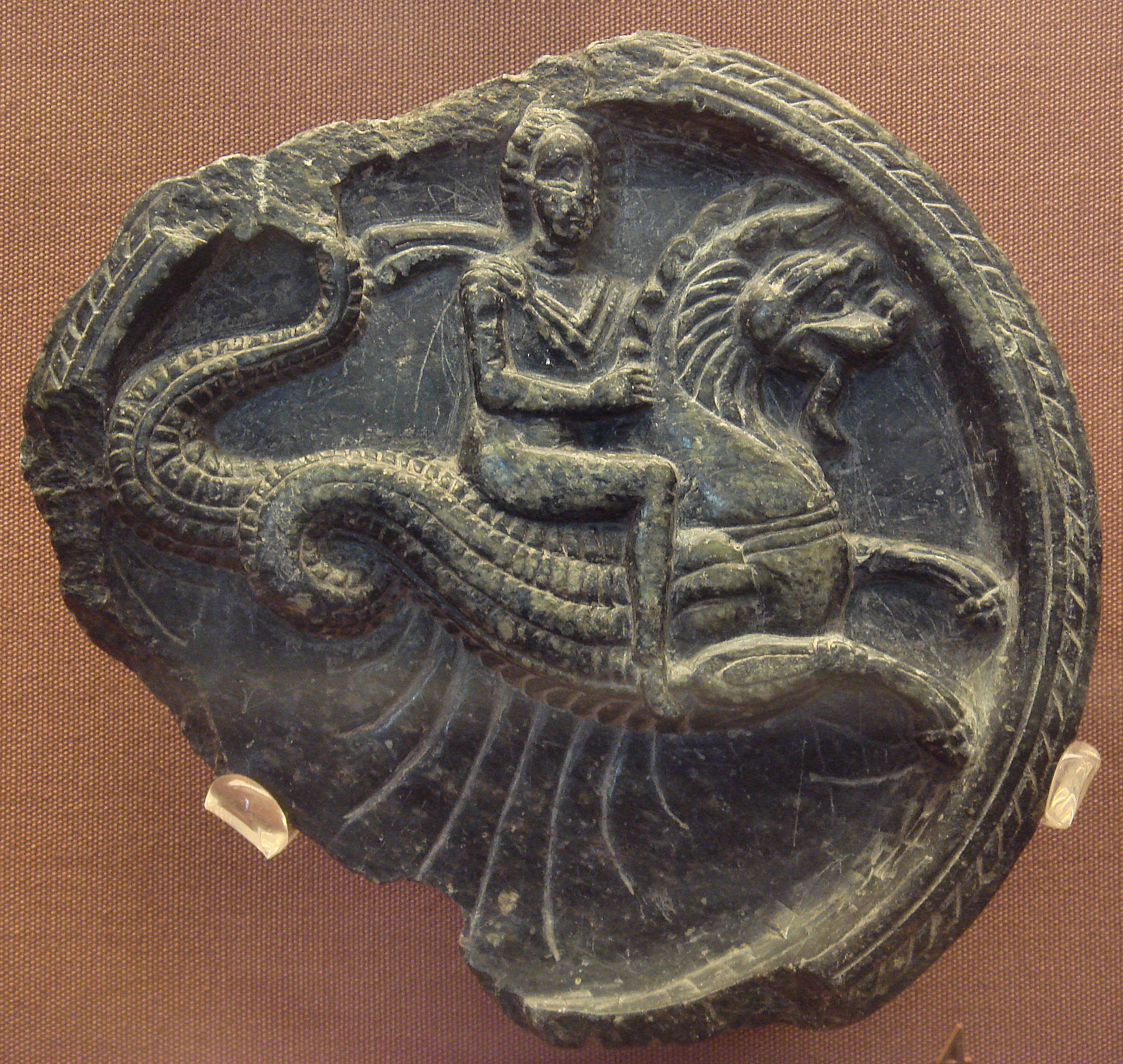
Personnage à chlamyde sur un cheval marin. Stéatite, D. 13 cm. British Museum

3 : Le troisième ensemble est qualifié de « Saka » ou « indo-scythe ». Les palettes, jamais tournées, sont taillées dans un schiste, entre verdâtre et grisâtre. Elles sont compartimentées et fréquemment ornées d’un fond de feuilles de lotus dans la partie basse, y compris au dos. Les scènes de boisson mettent en scène des couples vus en buste. Les monstres marins, parfois montés, y sont fréquents, et ils méritent d’être désignés comme des makara plutôt que des ketè, tant ils sont indianisés plus qu’hellénisés ici.

Ce groupe est qualifié de « Saka » ou « indo-scythe »
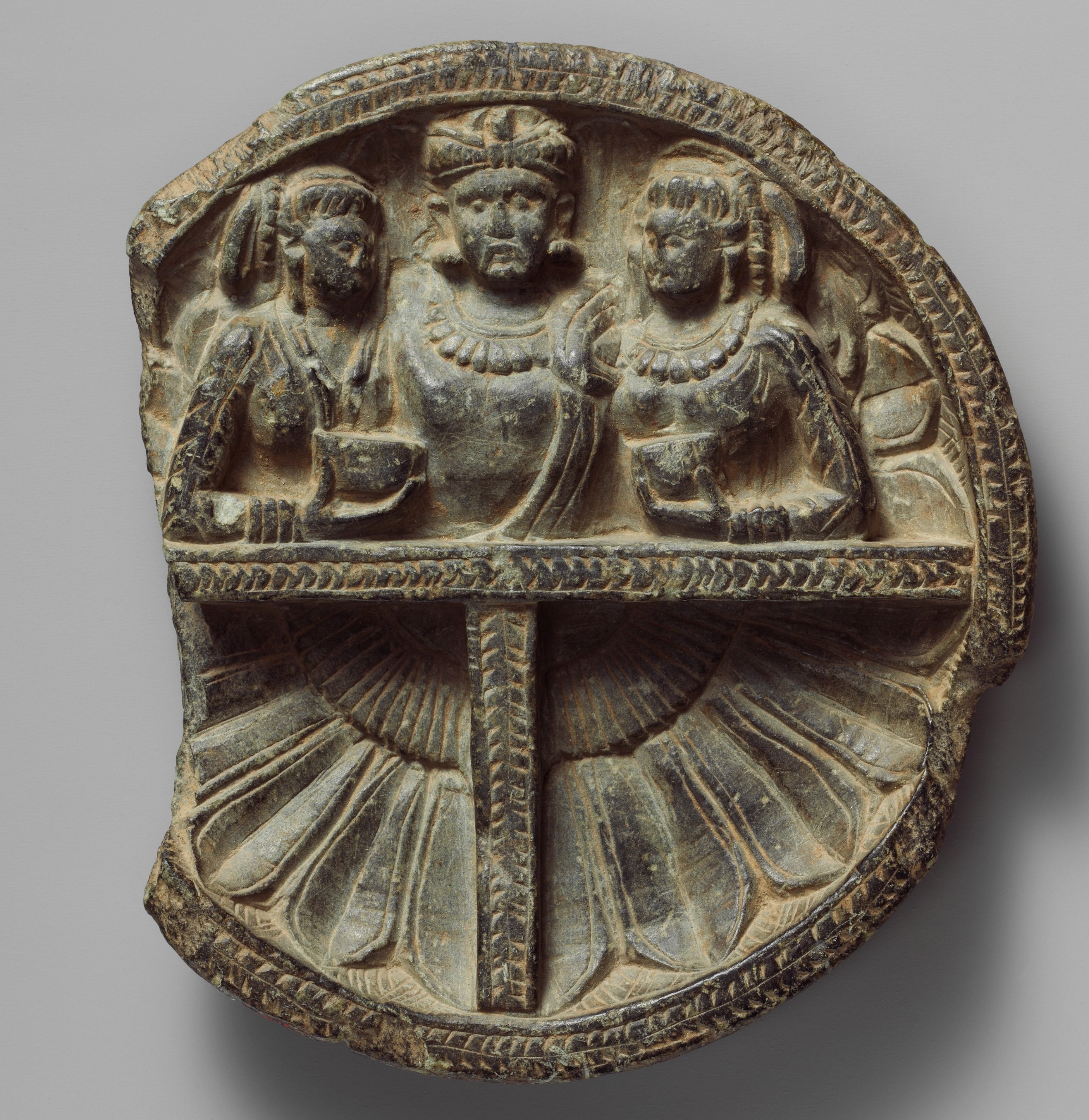
Noble et deux femmes. 15.6 cm. Ier siècle EC. MET
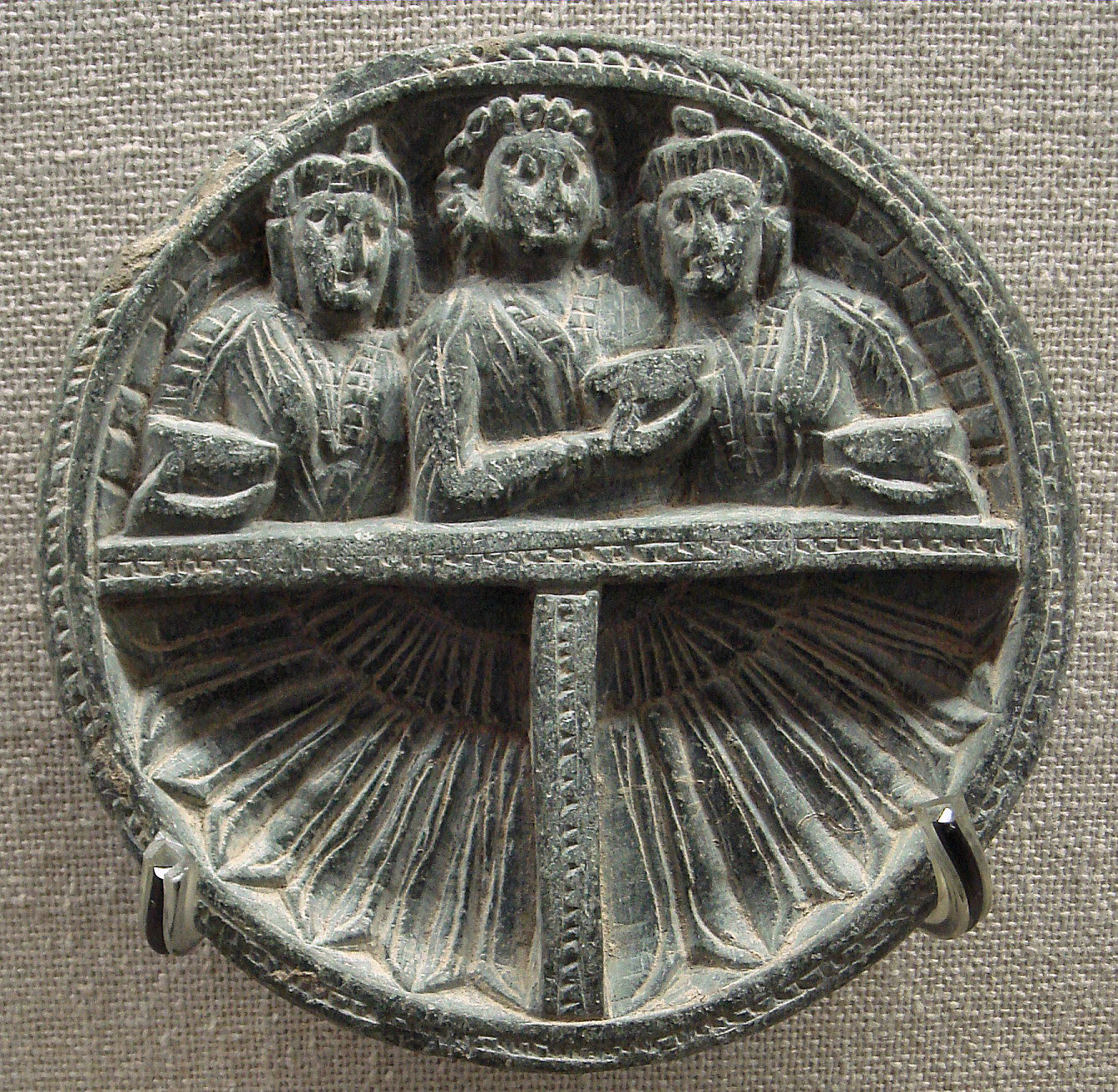
Indo Parthe. Ancient Orient Museum, Tokyo
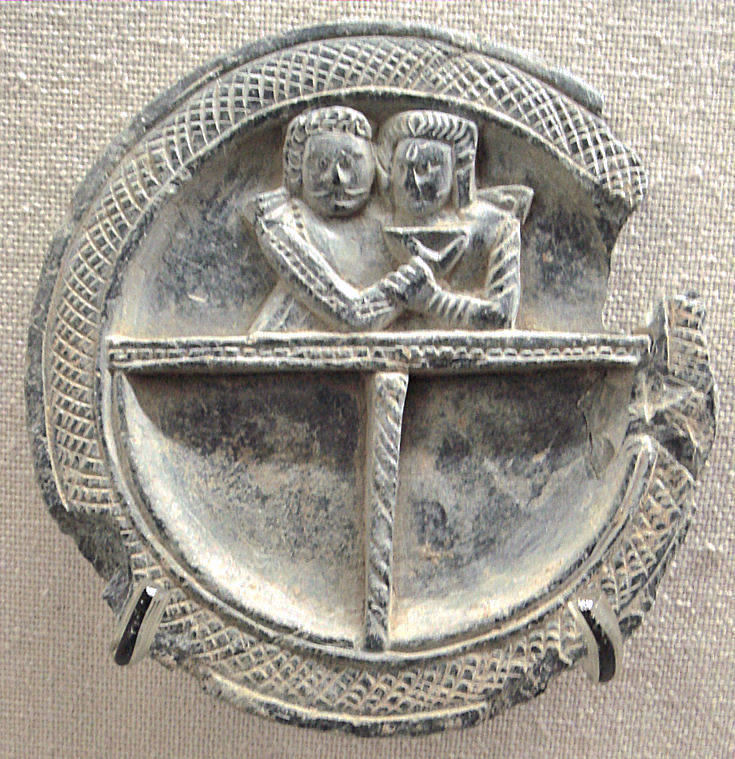
Indo Parthe. Ancient Orient Museum, Tokyo
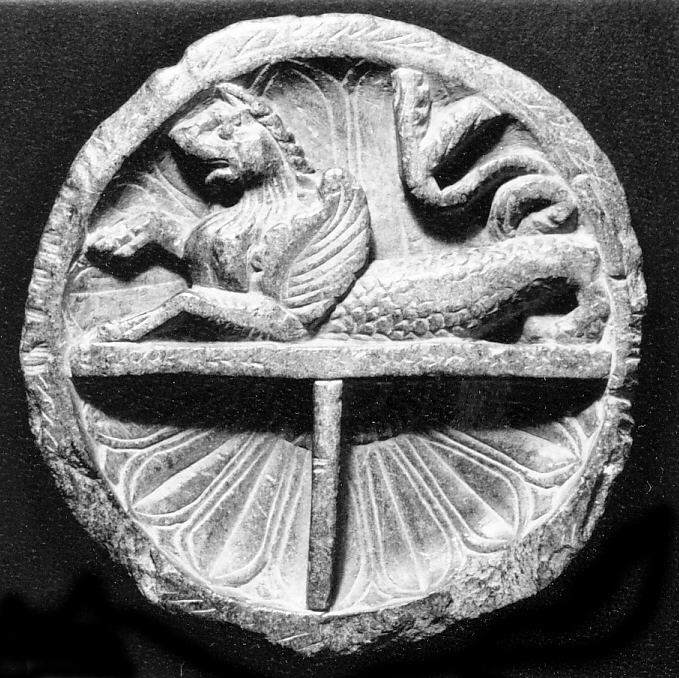
Cheval ou monstre marin. D. 12.4 cm. MET
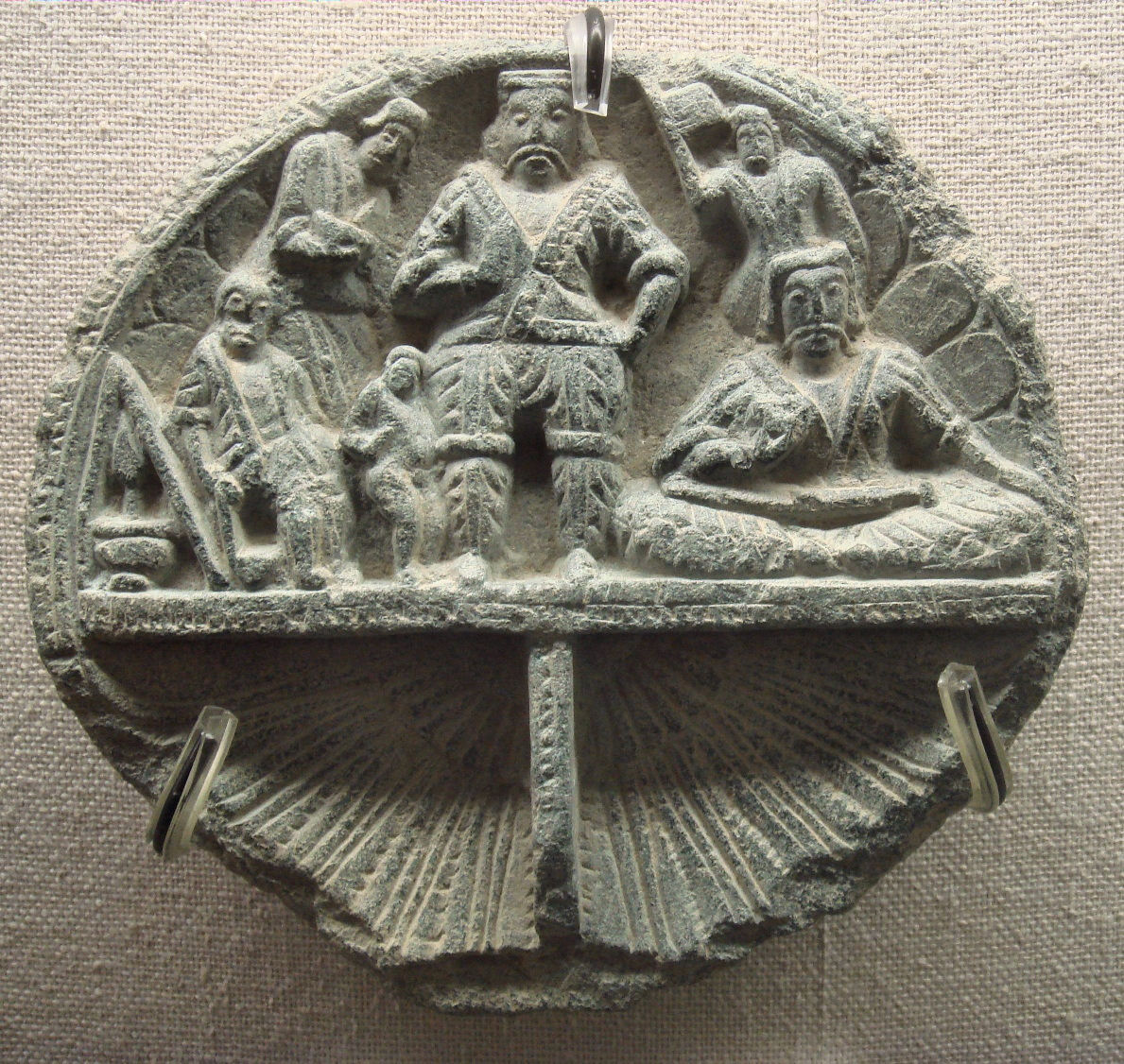
Souverain et sa cour (?). Asian Art Museum, Berlin
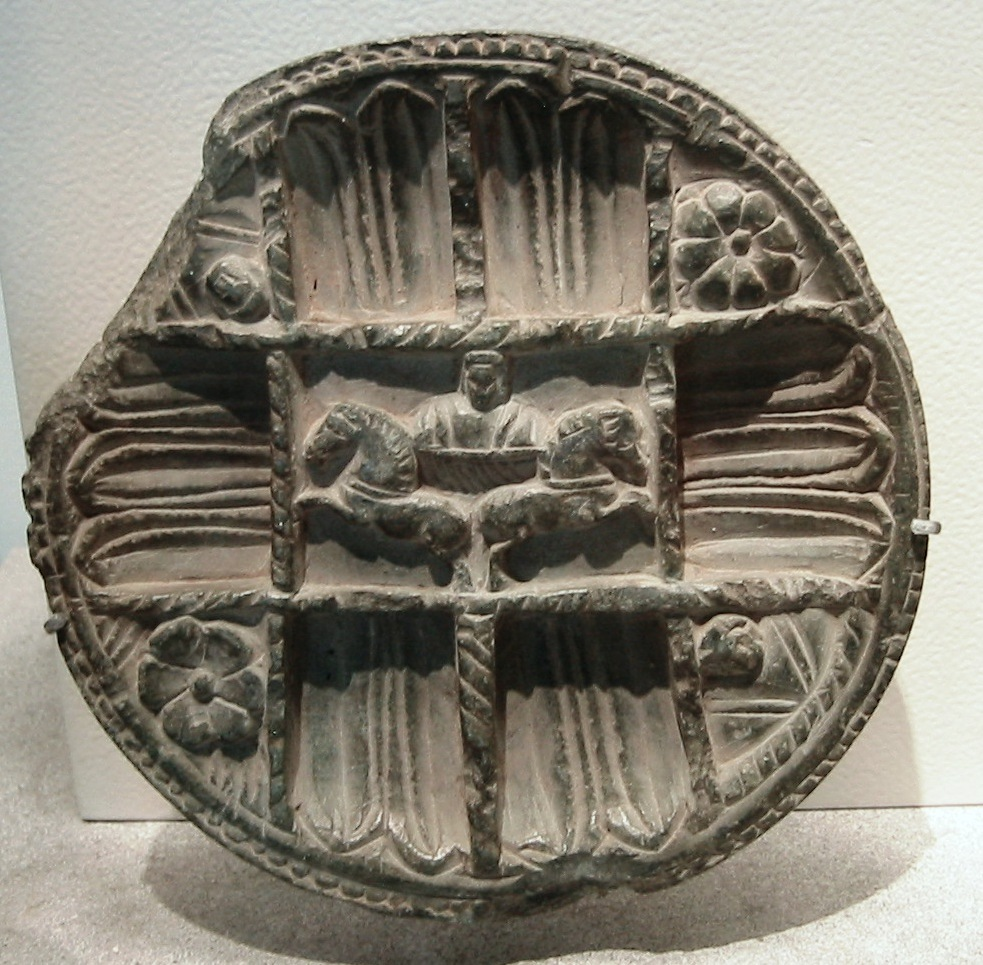
Palette à décor compartimenté et lotus. Musée Guimet

Par ailleurs :
À Hadda, ce sont des représentations de dieux grecs tels Atlas qui sont produites, aux côtés de divinités du vent qui furent des modèles reproduits jusqu'au Japon. De nombreuses scènes dionysiaques de style néoclassique attique sont connues pour ce site archéologique qui livra par ailleurs de nombreuses œuvres d'art gréco-bouddhique. Certaines par exemple montrent des banqueteurs jouant de la musique ou buvant du vin dans des amphores.
Le centre de développement de l'art gréco-bouddhique, qui se formule comme la synthèse d'emprunts à des cultures diverses correspond d'abord au bassin du Gandhara et à plusieurs régions voisines. Des groupes de culture différente s'y rencontraient sur les routes commerciales, les « routes de la soie ». Sous Aśoka Maurya, empereur indien ayant vécu au IIIe siècle av. J.-C., le bouddhisme s'était implanté au Gandhāra ainsi que dans les régions limitrophes. Il avait fait de ces régions une seconde Terre sainte, en y localisant des vies antérieures (jātaka) du Bouddha. L'art gréco-bouddhique apparaît dans un contexte de morcellement entre des royaumes qui participent d’un même ensemble indo-iranien, sous l’influence de l’Asie centrale, mais portant encore en eux les profonds héritages grecs laissés par le passage des armées d'Alexandre et par les États qui naquirent à leur suite.

### Coexistences religieuses et culturelles
Il semblerait que l'art gréco-bouddhique ait pour origine le maintien, après l'effondrement des dernières dynasties hellénistiques, de certains groupes de culture et de langue grecques. De nombreuses communautés monastiques bouddhiques s'étaient depuis lors installées dans cette région, en l'absence de religion dominante associée à un pouvoir politique fort. Cette absence de religion dominante s'explique surtout par la grande tolérance religieuse de l'Empire Perse puis par le faible nombre de Grecs dans les régions nouvellement conquises. Installées à flanc de montagne, ces communautés cohabitent et donnent progressivement naissance à un répertoire pictural et iconographique commun, un « art gréco-bouddhique » ayant pour principal moteur la volonté des commanditaires, souvent des bouddhistes laïques, commerçants à cheval sur les deux mondes, vivant des contacts permis par la route de la Soie. Selon certains chercheurs, plusieurs sculpteurs hellénistiques fréquentèrent des centres de création d'art bouddhique, tels Sanchi et Bharhut. L'utilisation de la palmette hellénistique ou du motif de chèvrefeuille seraient une des traces de ces contacts. Tournés vers l'Inde, l'Iran, les steppes, l'Asie centrale orientale et la Chine, nourris par les représentations humaines de l'art grec, ils furent à l'origine du foyer initial de l'art gréco-bouddhique du Gandhara, là où furent réalisées les premières représentations humaines de Bouddha.

### Histoire de la notion

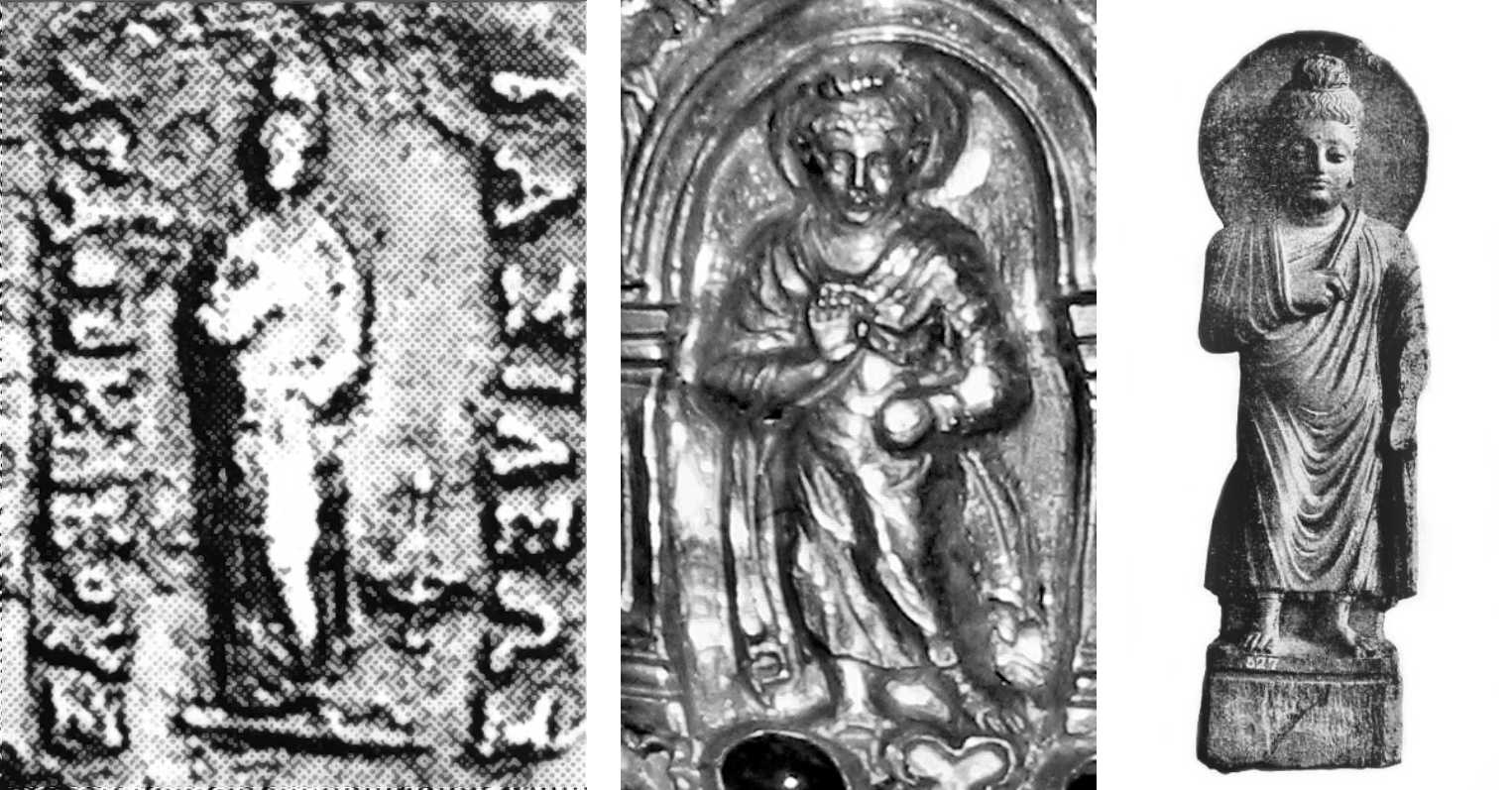
Une tradition iconographique continue.
Gauche : divinité non identifiée sur une monnaie d'Agathoclès de Bactriane (190-180 av. J.-C.), avec himation, couronne ou haute tiare ronde grecque (polos) comme en porte Hécate, bras en partie repliés, et contrapposto des figures classiques.
Milieu : la première représentation confirmée du Bouddha, sur le (env. 50 apr. J.-C.).
Droite : une statue du Buddha, Musée de Lahore.

L'art du Gandhara servit pendant longtemps à désigner l'ensemble des arts gréco-bouddhiques qui ont pris des formes spécifiques sur une large partie de l'empire Kouchan et bien au-delà, sur les routes commerciales dites Routes de la soie. Le concept d'art gréco-bouddhique est aujourd'hui distingué de l'art indo-grec (qui ne relaie pas de représentations liées au bouddhisme).
Le concept d'art indo-grec est calqué sur le concept d'art gréco-bouddhique pour élargir les thématiques vers ses formes non-bouddhiques et pour pouvoir prendre en compte d'autres interférences dans cet espace qui va de l'ancienne Inde du nord à l'Afghanistan ancien jusqu'à la Bactriane. Un espace qui était aussi ouvert aux cultures iraniennes et à celles provenant d'Asie-centrale et du monde des steppes. Une petite guerre sémantique a vu s'affronter les deux concepts : celui d'art gréco-bouddhique et celui d' « art romano-bouddhique ». Au début du XXIe siècle émerge, de ces débats, la notion d'« Orient hellénisé », notion définie notamment par Daniel Schlumberger dès 1968. En 2014, la publication de l'ouvrage Art et civilisations de l'Orient hellénisé permet de moduler le concept d'acculturation et de signaler les diverses formes de résistance à (ou de fusion avec) l'hellénisme.
Une autre polémique concerne la nomination d'art "gréco-bouddhique", certains spécialistes suggèrent la nomination d'art gréco-romano-bouddhique voire romano-bouddhique. Cependant, les influences romaines sont beaucoup plus faibles et récentes que les influences grecques mais on note tout de même des éléments romains comme le détail des toges dans les sculptures. La nomination d'art gréco-bouddhique a par la suite été acceptée par la communauté scientifique.
Il y a eu plusieurs polémiques et débats liés à la nomination de cet art. Alfred Foucher l'avait nommé « art du Gandhara », en référence à la région originelle de celui-ci. Cette dénomination, d'abord contestée par ses collègues, a été rapidement acceptée.

## Innovations iconographiques et stylistiques

### Premières représentations du Bouddha
Datation : les datations des œuvres sont celles (dans la mesure du possible) proposées par les musées, et peuvent être revues en fonction de l'état de la recherche.
Les souverains Kouchans dont l'apogée se situe sous Kanishka Ier prirent progressivement le relais des rois indo-grecs dans la protection du bouddhisme. Un des aspects notables de la statuaire gréco-bouddhique kouchan, une sculpture en schiste de couleurs variées, est la représentation figurative du Bouddha, autrefois représenté sous forme symbolique (roue, empreinte des pieds), dans un style inspiré de l'art hellénistique avec des drapés aux plis simples, verticaux. Les premières représentations figuratives de Buddha, aux premiers siècles de notre ère, apparaissent en deux points éloignés de l'empire Kouchan : d'abord au Gandhara puis à Mathura. Après l'effondrement de l'empire kouchan au IIIe siècle une myriade de petits royaumes donne une seconde vie à l'art gréco-bouddhique avec des sculptures travaillées dans le stuc ou modelées dans la terre, puis séchées simplement. Le stuc et la terre sont des matériaux peu coûteux et faciles à modeler, cela pourrait suggérer une sorte d'industrialisation de l'art du Gandhara afin de vendre les sculptures à des marchands itinérants.
C'est au début de notre ère, au Gandhara, autour de Peshawar au Pakistan actuel et peut-être dans les régions voisines en Afghanistan, dans un territoire correspondant à celui de l'empire kouchan (env. Ier – IIIe siècles, au temps de sa plus grande puissance) où la forte présence de l'hellénisme gréco-bactrien des siècles précédents se faisait encore sentir, qu'apparaissent ainsi les premières représentations de Bouddha. Il existe - au-delà de cette première innovation - une sculpture bouddhique antérieure à l'arrivée des Kouchans, réalisée dans des grès roses spécifiques à la région de Mathura, qui étaient « probablement » connus des sculpteurs du Gandhara, mais celle-ci ne figurait pas le Bouddha.
Il s'agit alors d'une forte innovation iconographique. Le premier stéréotype de cette représentation bouddhique s'accompagne parfois des « sept Bouddha du passé » et du « Bouddha de l'avenir », Maitreya. Cette association originale permet de supposer que ces images furent précisément produites dans le contexte théologique et idéologique du bouddhisme hinayana, ou « petit véhicule », terme couramment employé pour désigner les écoles anciennes du bouddhisme (nikâya). L'apparition de l'art gréco-bouddhique arrive au moment où les fidèles de plusieurs religions, dont le bouddhisme, souhaitent avoir une représentation de dieu et dans notre cas, de Bouddha. Auparavant, Bouddha n'était pas représenté mais suggéré par des symboles comme la roue du Dharma par exemple.
D'autres figures semblent apparaître dans le même temps, notamment le paradis bouddhique, ainsi que les premières représentations du bodhisattva Avalokiteshvara ce qui corrobore la présence précoce, dans la région, du bouddhisme Mahayana au tout début de notre ère.

### Premier style: pathos grec et images d'Héraclès
L'art gréco-bouddhique du Gandhara emprunte largement à l'art grec hellénistique tardif en ce qui concerne le traitement des corps, le mouvement, le drapé et certains attributs vestimentaires. La faible quantité d’œuvres connues rend cependant difficile l'analyse sérielle des œuvres et leur mise en parallèle. Il faut alors en référer d'abord à quelques cas précoces de productions pour formuler un acte de naissance stylistique. En ce qui concerne l'art bouddhique, on remarque que Bouddha a une image sereine et apaisante qui évoque sa douceur et son humanité. On retrouve également des notions de l'art indien avec la représentation des femmes par exemple. Elles sont minces, élégantes et ont les jambes croisées. Elles portent beaucoup de bijoux et divers ornements. Leurs seins sont représentés comme deux globes parfaits.
Sur le reliquaire de Bimaran (en), daté environ du Ier siècle de notre ère et découvert à Darunta en Afghanistan (en), Bouddha est représenté de face avec un léger déhanchement et, apparemment, en mouvement (par le jeu des jambes fléchies et un pied détaché du sol) comme un moine itinérant. Cette représentation d'un mouvement en cours, suspendu par la mimèsis du mouvement, est issu de la tradition de sculpteurs grecs encore bien implantée dans la région. Depuis l'époque classique et hellénistique, la figuration du mouvement, de la vie et du pathos dans l'art statuaire constitue en effet un enjeu créatif et stylistique constant dans l'art grec, les sculpteurs rivalisant alors dans leurs ateliers et au gré des commandes de solutions techniques et mécaniques pour donner, par la position des membres, par le hanchement, par l'orientation et la densité du drapé, l'illusion d'une action en cours de réalisation, suspendue dans la pierre ou dans le bronze.

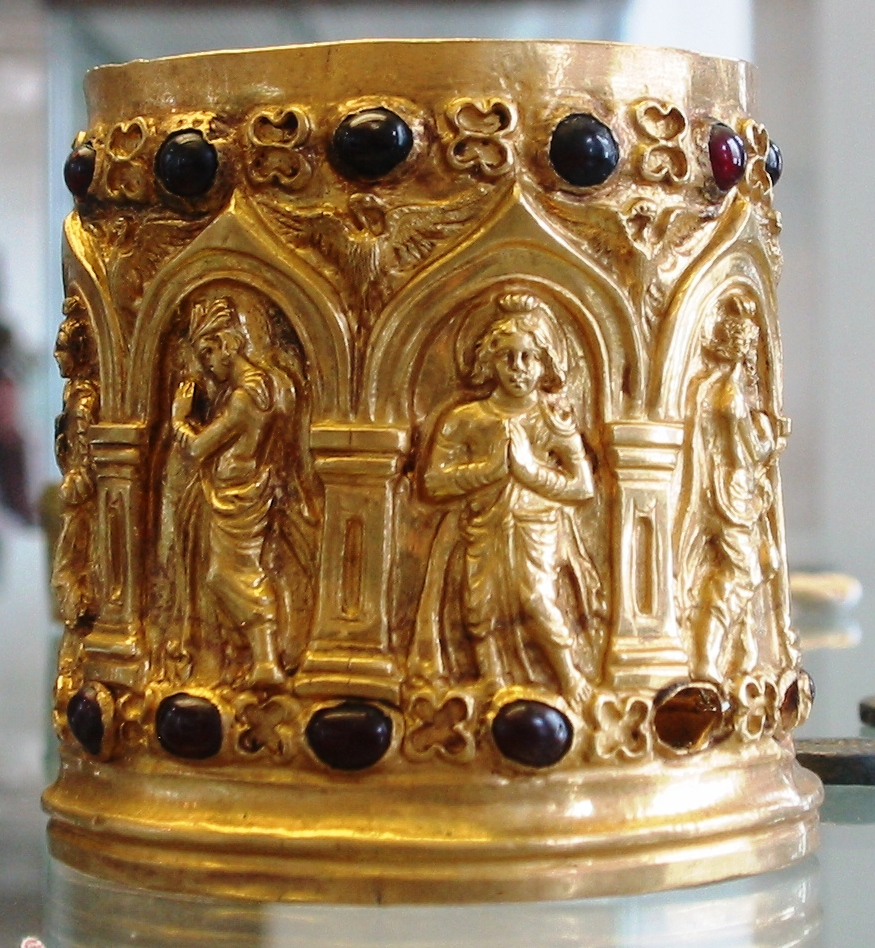
Le reliquaire de Bimaran
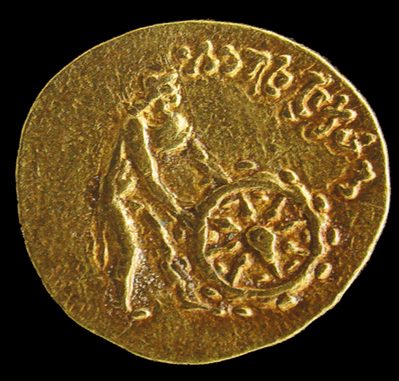
Avers de la médaille de Tilia Tepe

Le reliquaire présente aussi et à une même échelle des divinités indiennes, dont Brahmā et Śakra, protecteurs de la religion bouddhique, à l'intérieur de niches voûtées (arcs chaitya) et d'éléments d'architecture gréco-romaine (pilastres). Il y a au total huit figures en haut-relief : deux groupes identiques de Brahmā-Bouddha-Śakra, et deux dévots ou Bodhisattvas entre les deux. Le tout décoré par deux rangées de rubis du Badakhshan taillés en oves et encadrés de fleurons à quatre pétales. Des aigles occupent des triangles entre les arcs chaitya.
Dans le reliquaire de Bimaran, les dieux de l'hindouisme rendent ainsi hommage au Bouddha, manifestant leur subordination, en accord avec la conception bouddhique selon laquelle ils sont assujettis à ce qu'exprime la roue de la Loi. Par ailleurs ce travail de l'or au repoussé correspond, en termes de style et de travail d'orfèvrerie, à celui découvert à Tillia tepe, daté du Ier siècle av. J.-C. et commandé par un peuple nomade : Yuezhi, scytho-sarmates ou Sakas.
Dans la médaille de Tilia Tepe, très légèrement antérieure au reliquaire, Bouddha est en marche, là encore, vers la droite. Il fait tourner la Roue le texte inscrit l'indique. Au revers, un lion très semblable à celui représenté avec Héraclès et le lion de Némée dans un bas-relief du Gandhara au Metropolitan Museum, se déplace lui aussi, mais vers la gauche, comme allant à la rencontre de Bouddha. La légende du revers mentionne « Le lion qui chasse la peur », en accord avec un des principes fondamentaux du premier bouddhisme : chasser la peur de la mort. Ici encore, c'est dans le répertoire iconographique grec qu'est pris la solution de composition : celle de la très classique représentation d'Héraklès face au lion de Némée. Dans cet épisode fameux de la mythologie grecque, Héraklès ignore la peur et arbore un nu héroïque traduisant la force et la jeunesse comme un seul message.
La solution trouvée dans le reliquaire pour la représentation de Bouddha, probablement mise au point avec le consentement des religieux au cours du Ier siècle, fut généralisé et devint le modèle pour les représentations de Bouddha debout. Le corps étant devenu immobile, plus frontal, les pieds parallèles dans la sculpture de pierre et avec des pieds dans des directions opposées sur les monnaies.

### Évolutions stylistiques et hiératisme normatif
Parallèlement à cette inspiration hellénistique, d'autres artistes délaissent la fluidité du mouvement au profit d'une frontalité et d'une symétrie plus hiératiques. Le hanchement est quant à lui épisodiquement utilisé dans la figuration humaine en association avec l'inclinaison de la tête des personnages figurés.

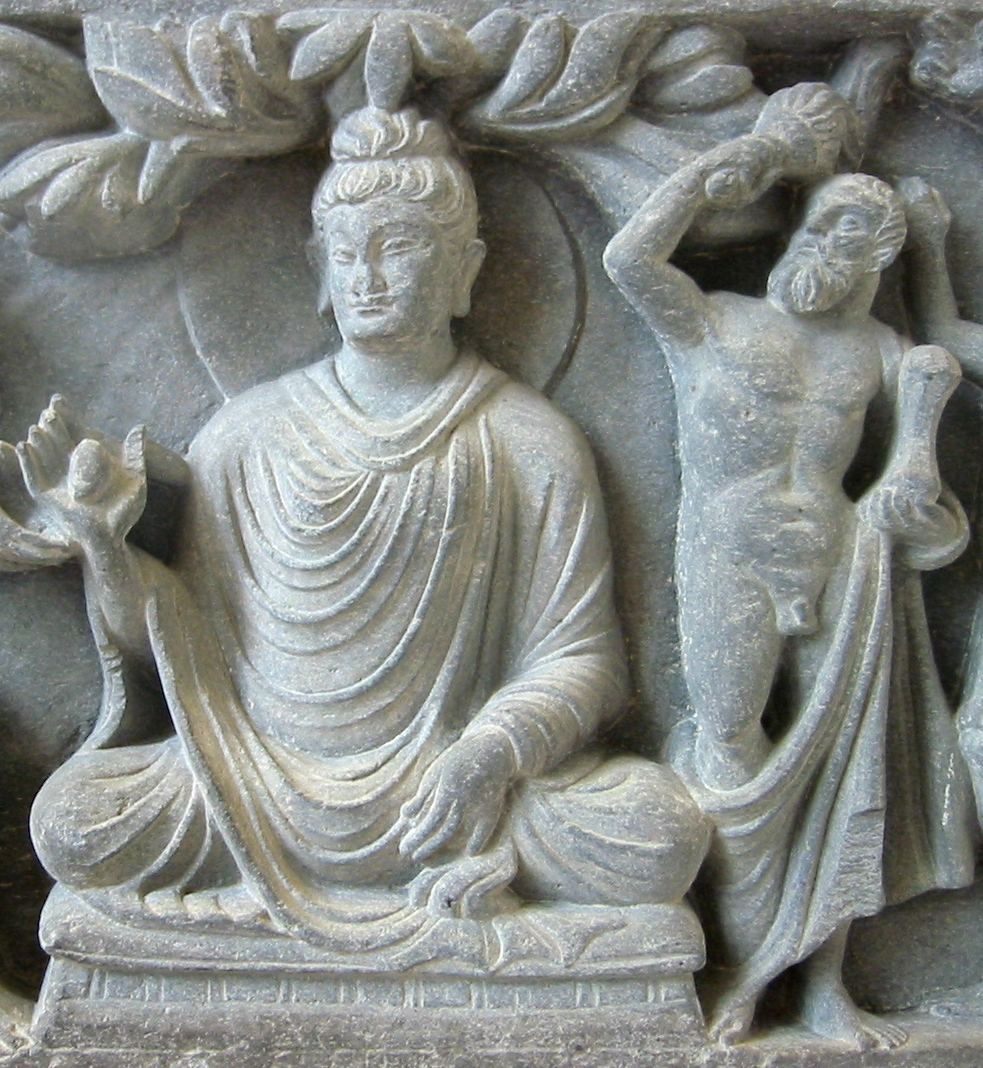
Les effets du syncrétisme : Zeus portant son foudre, renommé Vajrapani (lit. « Le porteur de foudre »), aux côtés du Bouddha qu'il protège.

La principale autre formule iconographique pour représenter Bouddha est mise au point entre les années 25 et 50 de notre ère, dans la région du Swat. Elle privilégie la représentation d'un Bouddha assis, portant une dhoti, les mains l'une dans l'autre, posées sur les genoux et un arbre de la bodhi (pipal) s'élevant au-dessus de son crâne. Cette formule peut avoir été à l'origine de la série des bodhisattva-s kapardin / Buddha-s figurés dans la même pose assise, la main droite levée (en abhaya-mudra), produits dans la région de Mathura. La solution dérivée de ce prototype initialement sculpté dans le Swat, fut ensuite conçue sans la dothi mais en robe monastique, sans l'arbre et avec une auréole.
Quant au prototype du bodhisattva pensif, mis au point à la fin du Ier siècle à partir d'une tradition grecque, appliquée à plusieurs bodhisattva-s, il fut progressivement généralisé dans tout le monde gréco-bouddhique puis au-delà dans toute l'Asie orientale jusqu'au Japon, comme on peut le voir dans la pose de délassement de Miroku Bosatsu - « Maitreya » (vers le VIe – VIIe siècle) au Kōryū-ji.
Sous l'égide des souverains Kouchan puis de leurs successeurs, l'art gréco-bouddhique connaît des formes de monumentalisation, ainsi qu'un essaimage. Les bouddhas de Bamiyan, détruits en 2001 par les talibans, étaient l'une des réalisations les plus spectaculaires de cet art. Le Musée Guimet de Paris conserve des pièces de taille plus modeste de l'art du gréco-bouddhique du site de Hadda, comme un gracieux Génie aux fleurs du IIIe siècle ou IVe siècle. Toute cette sculpture devait être peinte, certaines, en terre séchée, ont conservé des traces parfois importantes de peinture. Des fragments de fresques ont été préservés qui trouvent leurs échos dans les peintures murales conservées par le climat sec du désert du Taklamakan dans les oasis de la Route de la soie.

## Des arts pluriels et régionalisés

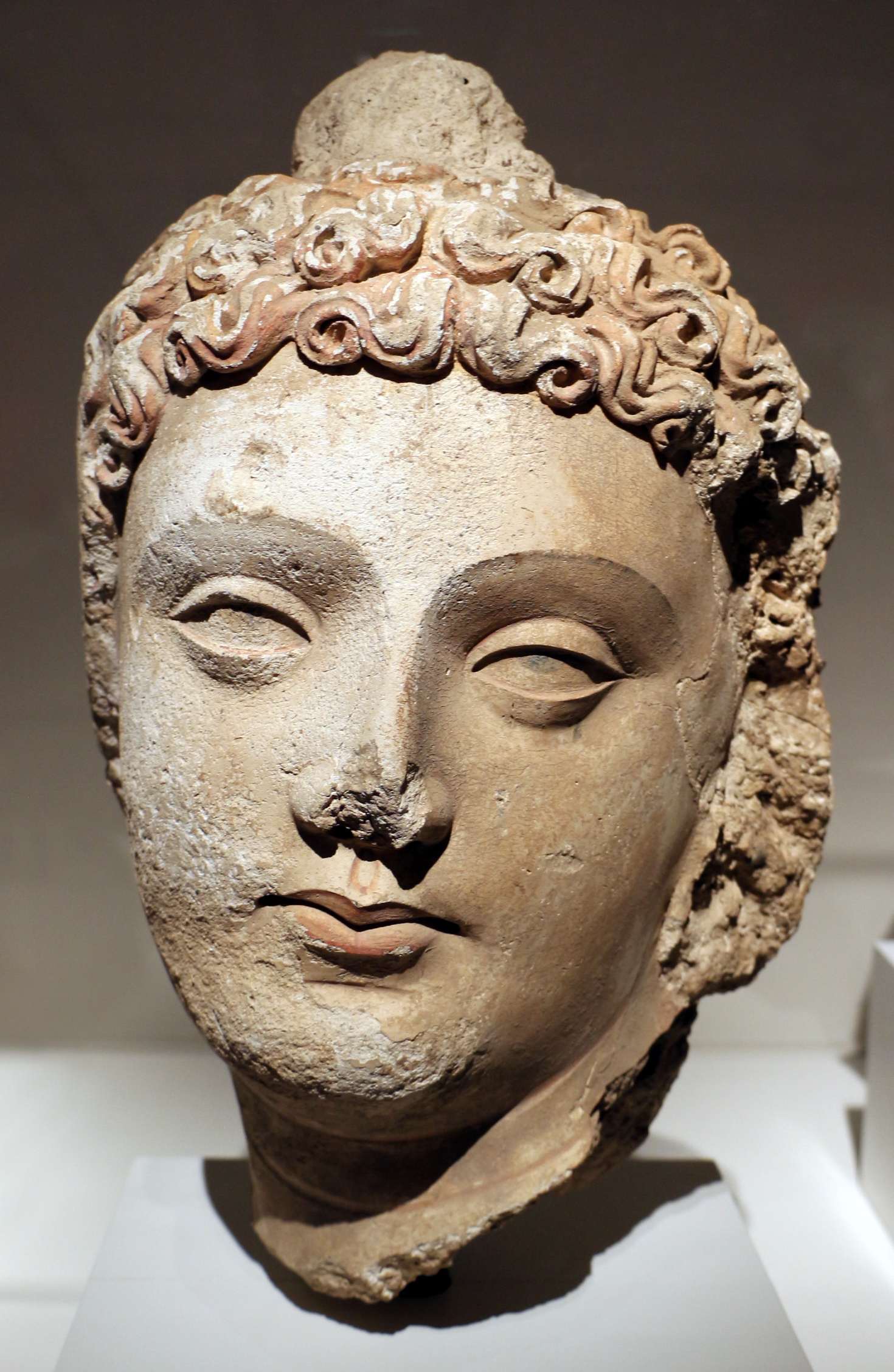
Tête de Bodhisattva, v. 301–600. Stuc, traces de pigments, H 44,8 cm
Art du Gandhara (non localisé).
Art Institute of Chicago.

Aujourd'hui l'analyse stylistique et contextualisée des productions gréco-bouddhiques permet de distinguer plusieurs ères (gréco-bouddhiques ou indo-grecques, selon les auteurs) aux styles différenciés, bien que leur évolution et leurs interactions soient sensibles et que toutes relèvent en partie de l'art gréco-bouddhique, avec des racines plus anciennes, antérieures aux Kouchans, souvent grecques et iraniennes.
Voici les principales phases et leur foyer principal de diffusion :
- L'ère du Gandhara proprement dit : la région de Peshawar : Ier – IIIe siècle voire début IVe siècle.
- Très proches, stylistiquement, du Gandhara : la vallée du Swat, Butkara (Scytho-Parthe et Kouchan) : Ier – IIIe siècle voire début IVe siècle.
- Hadda : IIIe – Ve siècle, son site ancien Tapa Shotor[N 6], chapelle du nagaraja IIe siècle, et chapelles V2 et V3 IIIe – IVe siècle.
- Autour de Taxila monuments tardifs d'un style proche de celui de Hadda : avant le Ve siècle, dont les sites de Jaulian, Giri et du Dharmarajika stupa.

Au-delà de l'art du Gandhara, par essaimage, on identifie plusieurs autres arts gréco-bouddhiques ou gréco-iraniens (en particulier pour la Bactriane) :
- Au Turkestan chinois, près du Lob Nor, le site de Miran : IIIe siècle (?).
- La Bactriane afghane et Surkh Kotal : IIe – IIIe siècle.
- Le Kapissa [Kapiça], avec la région de Kaboul, inspiré de l'hellénisme, IIe – IIIe siècle.
- Le Kapissa [Kapiça], à Shotorak près de Begram et Païtava, près de Tcharikar, à l'esthétique d'une majesté un peu lourde.
- Au Turkestan chinois (Xinjiang): région de Kachgar : Tumshuq et Toqquz-saraï.
- Au Turkestan chinois : Quca (ou Kucha) et les Grottes de Kizil : IIIe – VIe siècle.
- Bâmiyân et le monastère de la vallée de Kakrak : Ve – VIIe siècle (?).
- Très proches, stylistiquement, des peintures de Bâmiyân : La vallée du Ghorband et le monastère de Fondukistan : VIe – VIIe siècle : mouvements, ornements et modelé à la manière indienne.

## Galerie: Arts gréco-bouddhiques

### Gandhara

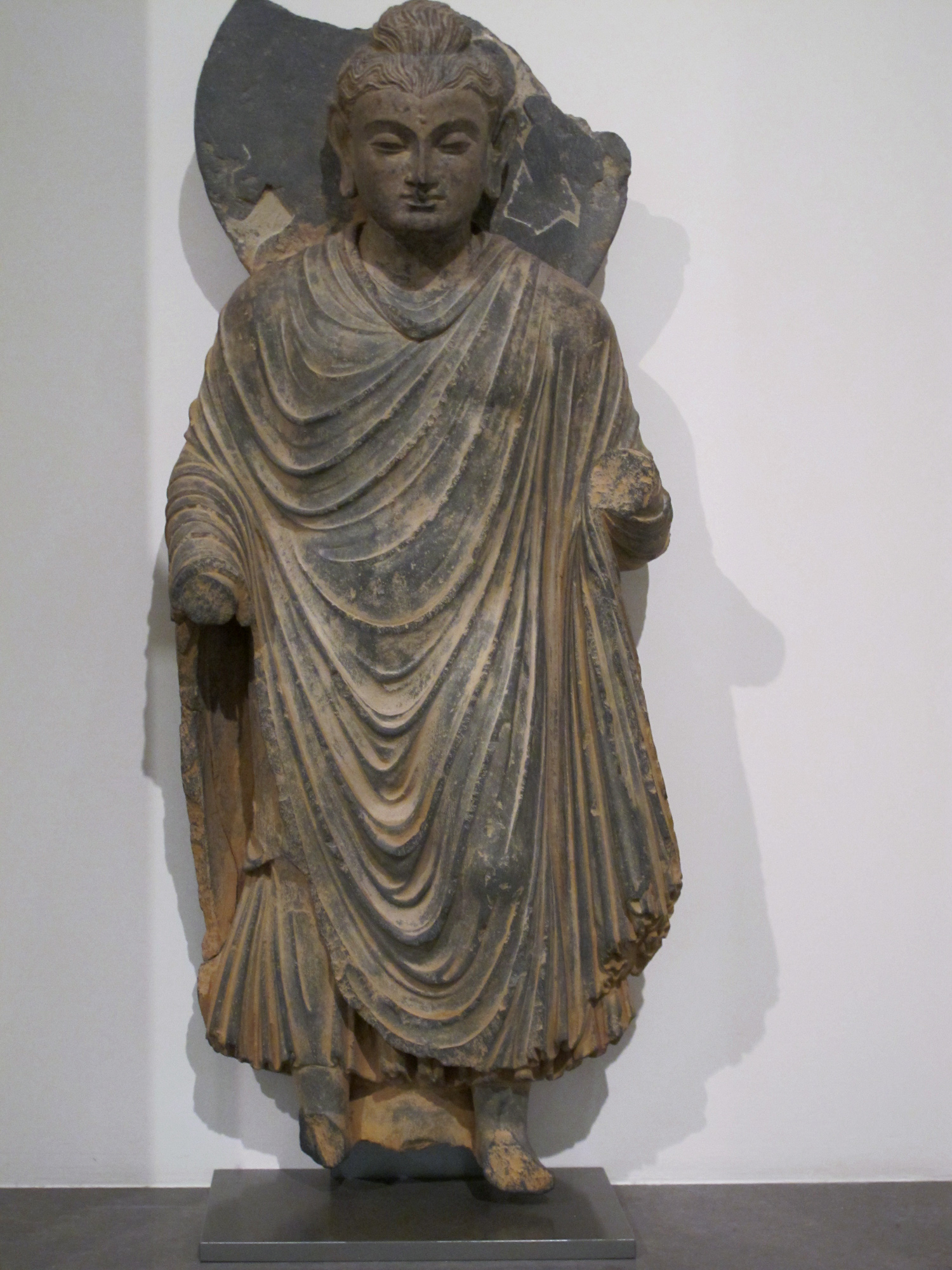
Buddha Gautama debout vêtu d'une robe monastique[N 7]. Région du Gandhara, Ier – IIIe siècle schiste, Musée Guimet
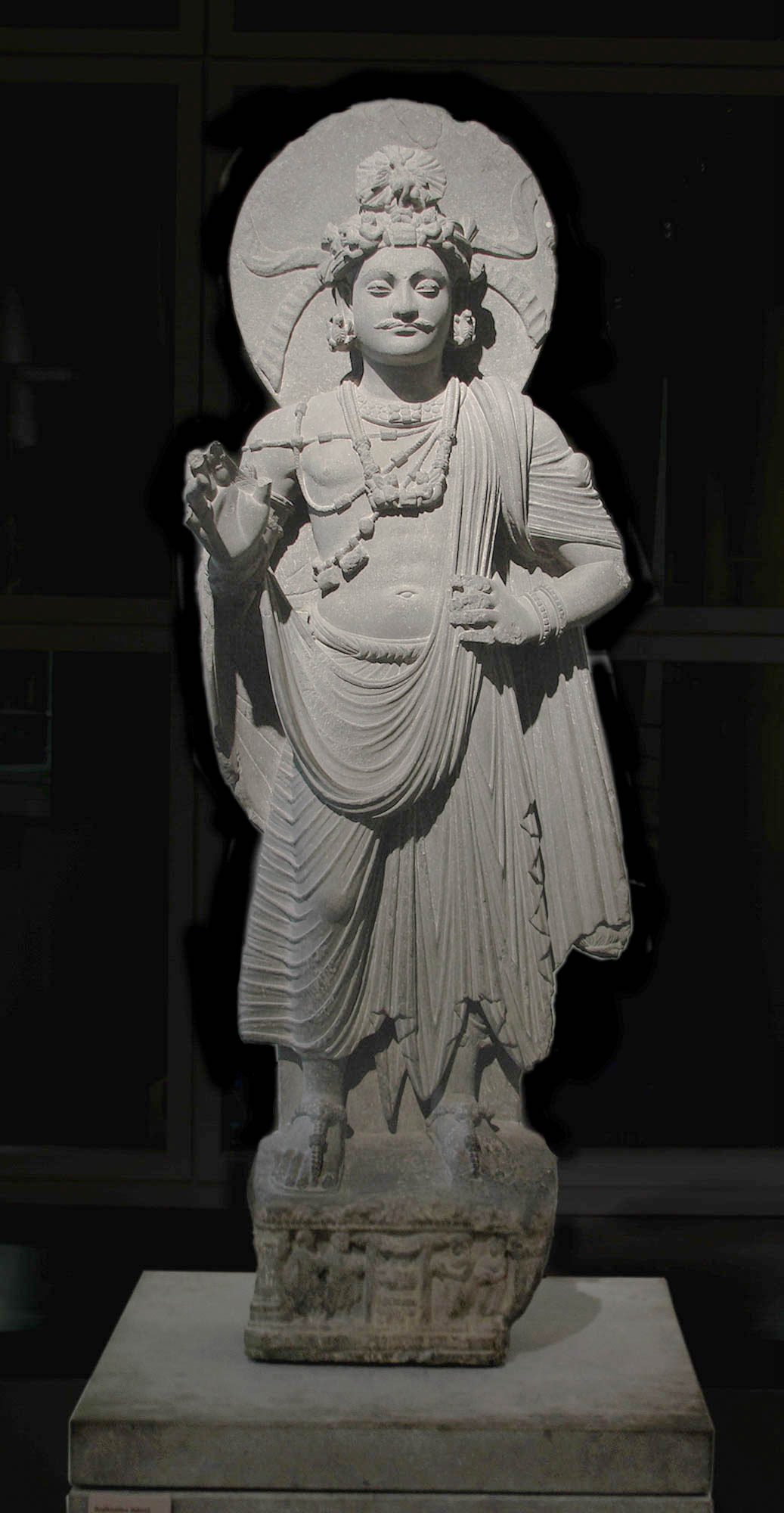
Bodhisattva Siddharta[26]. Pakistan site de Shahbaz-Garhi. Empire Kouchan, Ier – IIIe siècle. Schiste. Hauteur : 120 cm. Mission Alfred Foucher[27]. Musée Guimet
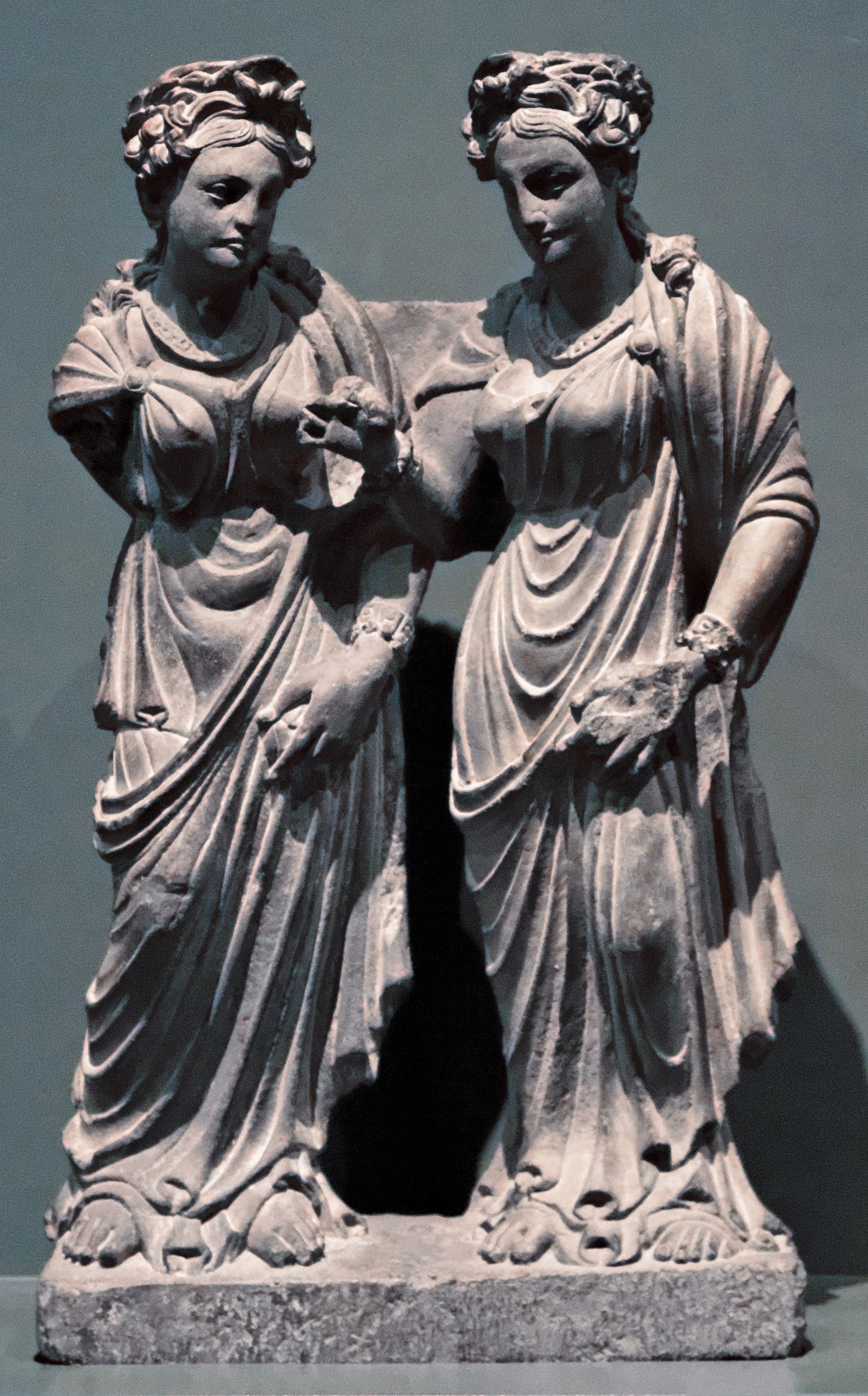
Deux femmes de l'aristocratie. Illustration d'un jātaka. Gandhâra, Empire Kouchan IIe siècle. Schiste[28]. Los Angeles County Museum of Art
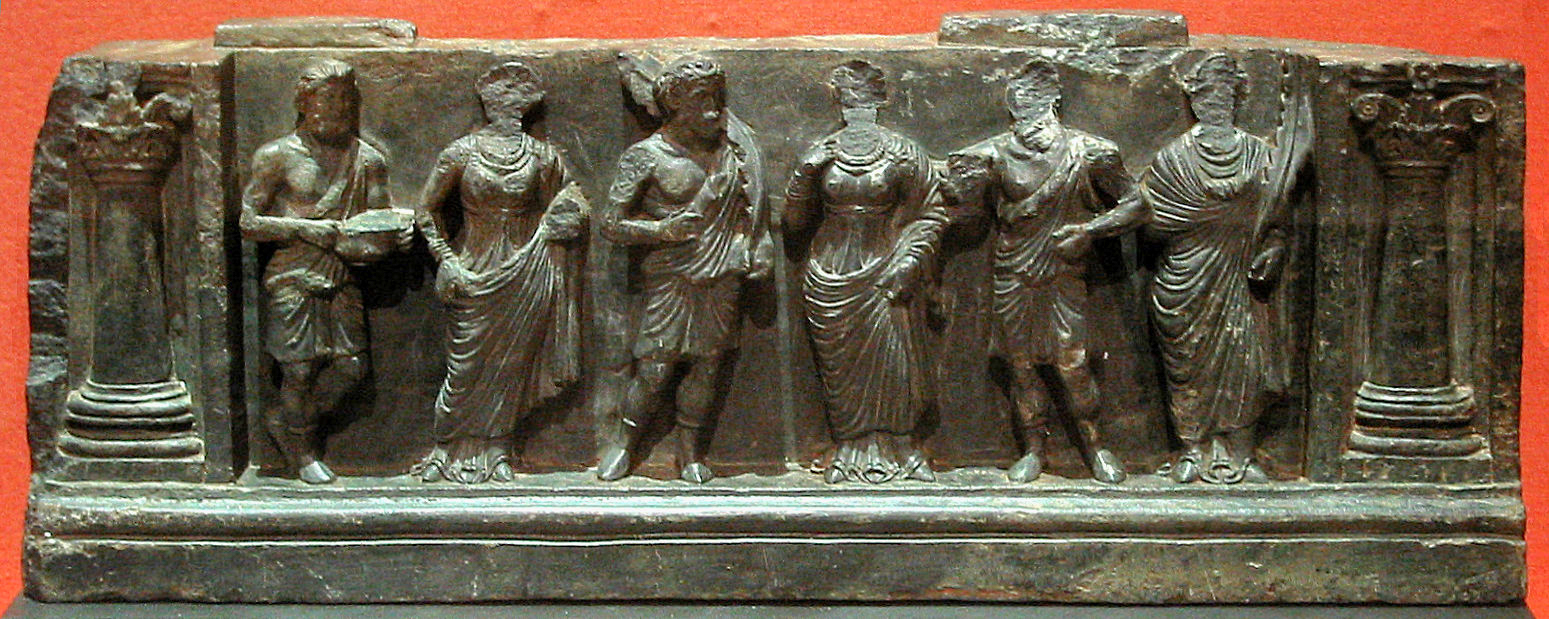
Frise de style hellénistique aux donateurs. District de Buner, Vallée du Swat près de Peshawar, Pakistan. Ier – IIIe siècle. Schiste. Victoria and Albert Museum
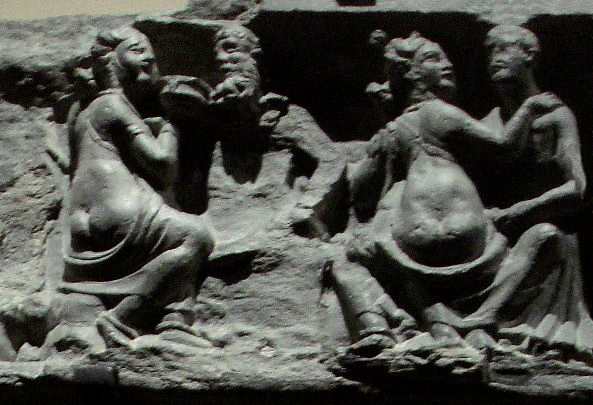
Scène érotique. Pakistan, Gandhara, provenance inconnue. Schiste non daté, 24 × 52 × 10 cm. Lahore Museum
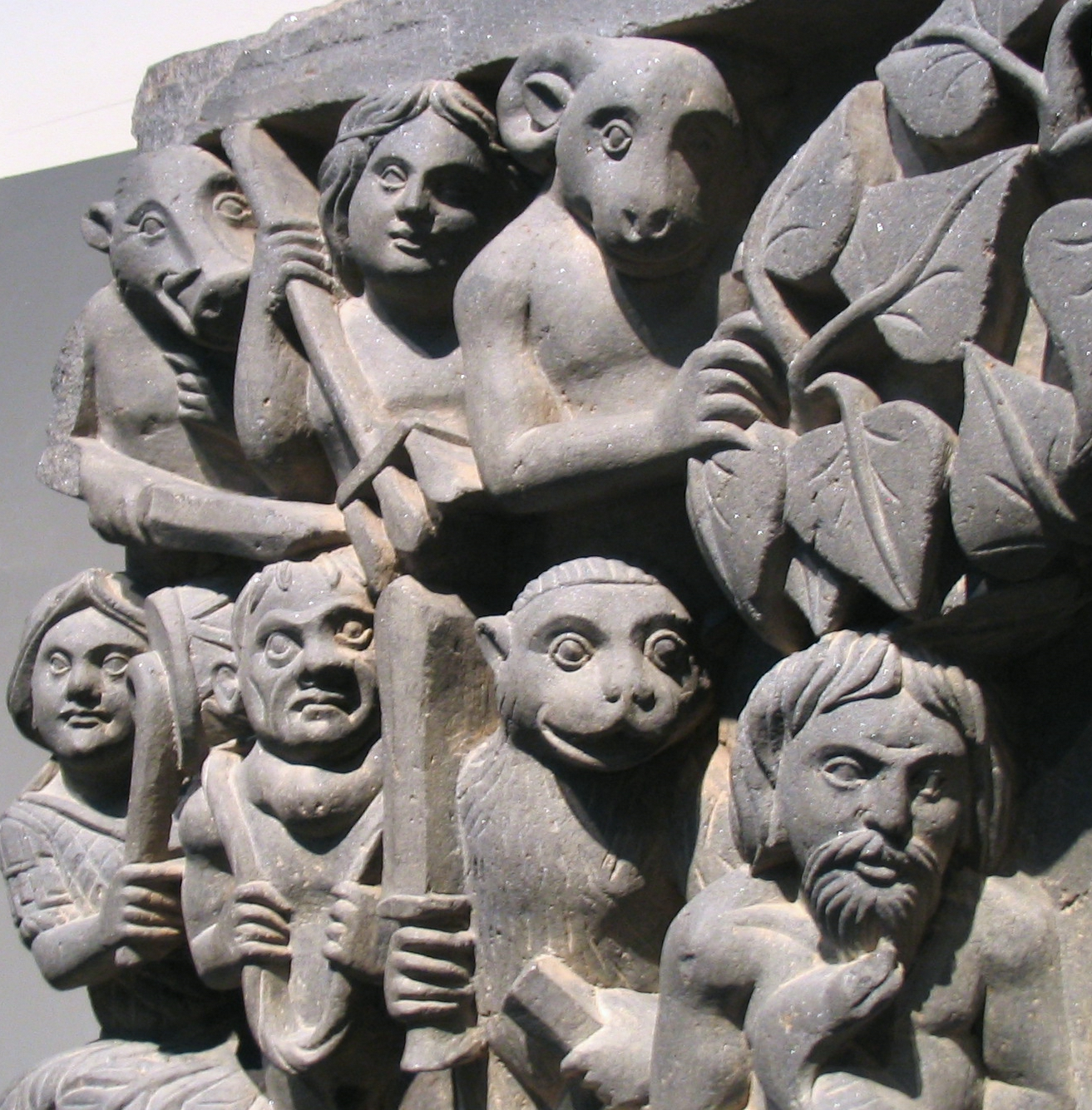
Quatre scènes de la vie de Bouddha. Grand stupa de pierre, Gandhara. Empire Kouchan, Ier – IIIe siècle. Smithsonian Institution, Sackler Gallery.
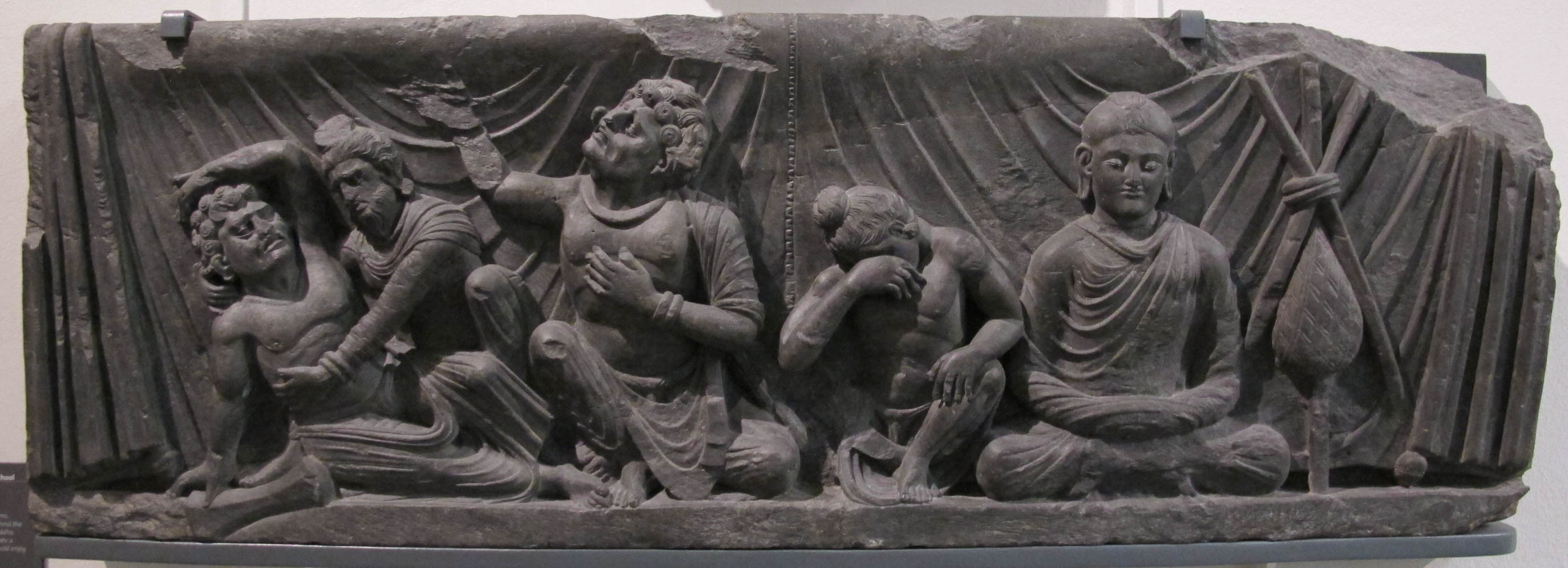
La mort de Bouddha (parinirvana). Gandhara. Empire Kouchan, Ier – IIIe siècle. Schiste. Victoria and Albert Museum
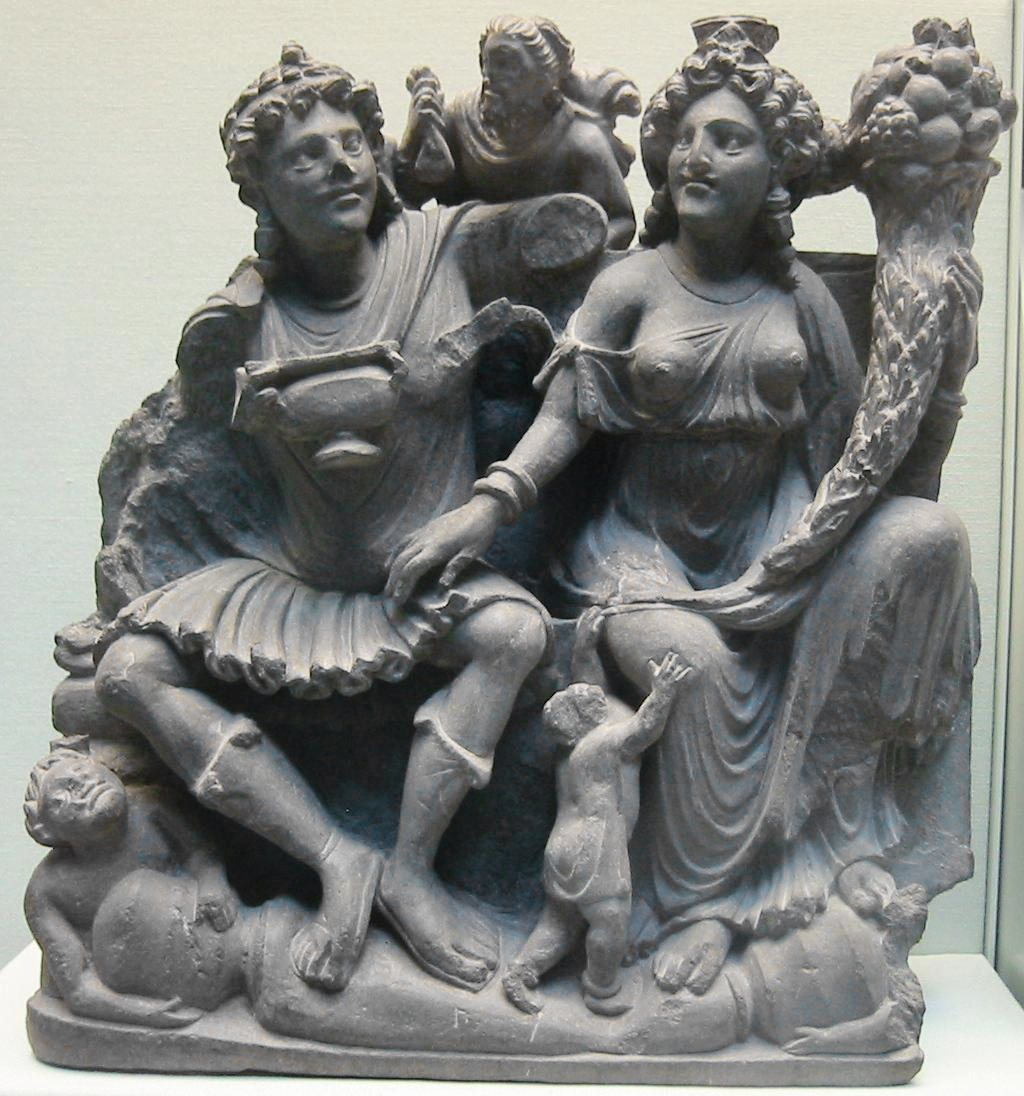
Le couple protecteur Panchika et Hariti[30] (à la corne d'abondance) : réminiscence classique (méditerranéenne antique), IIe – IIIe siècle. Schiste. British Museum (provenance Takht-i-Bahi).
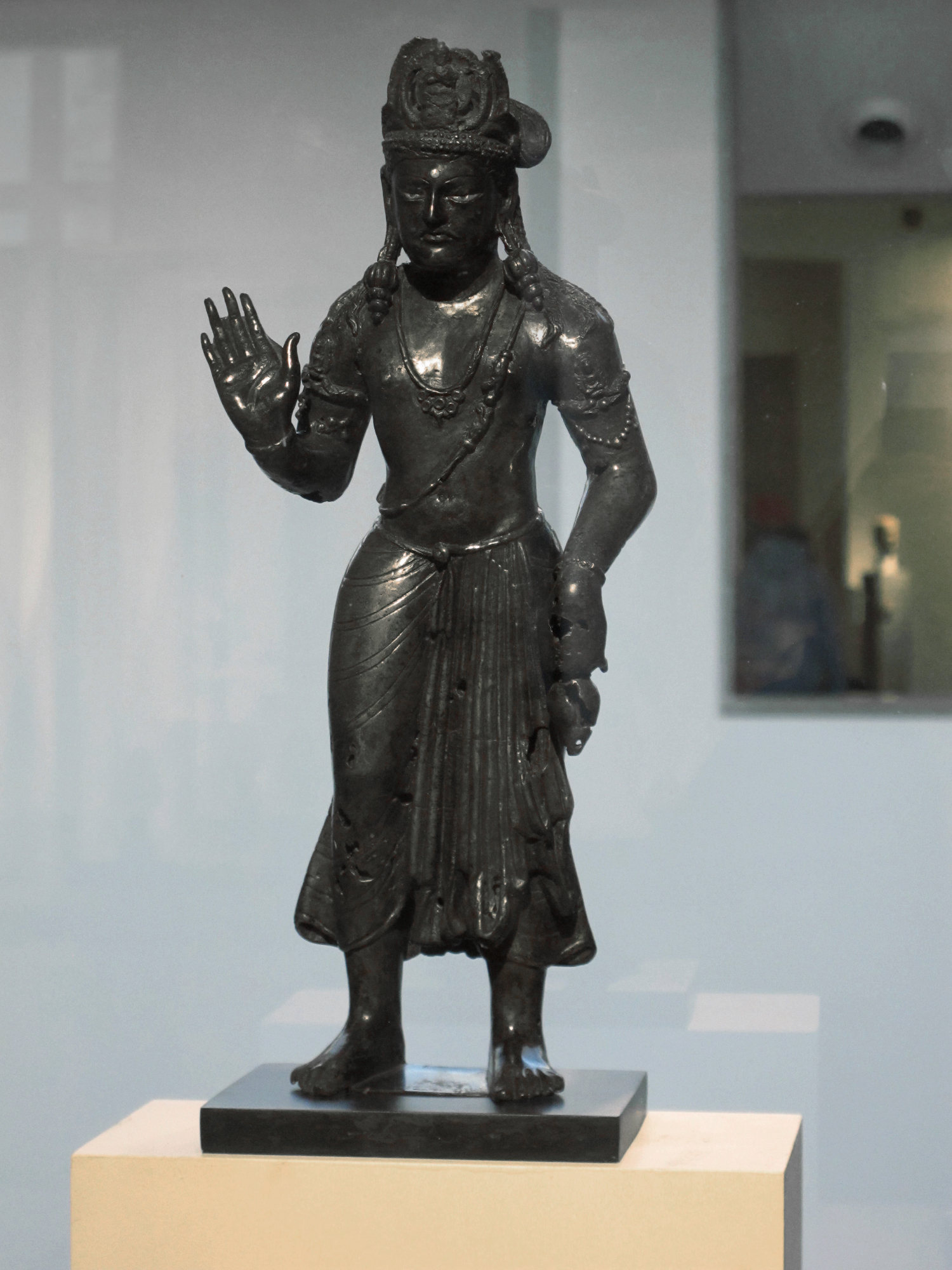
Bodhisattva Avalokiteshvara. IIIe – IVe siècle (voire plutôt IVe – Ve siècle. Bronze, incrustations d'argent, H. 37 cm. Musée Guimet
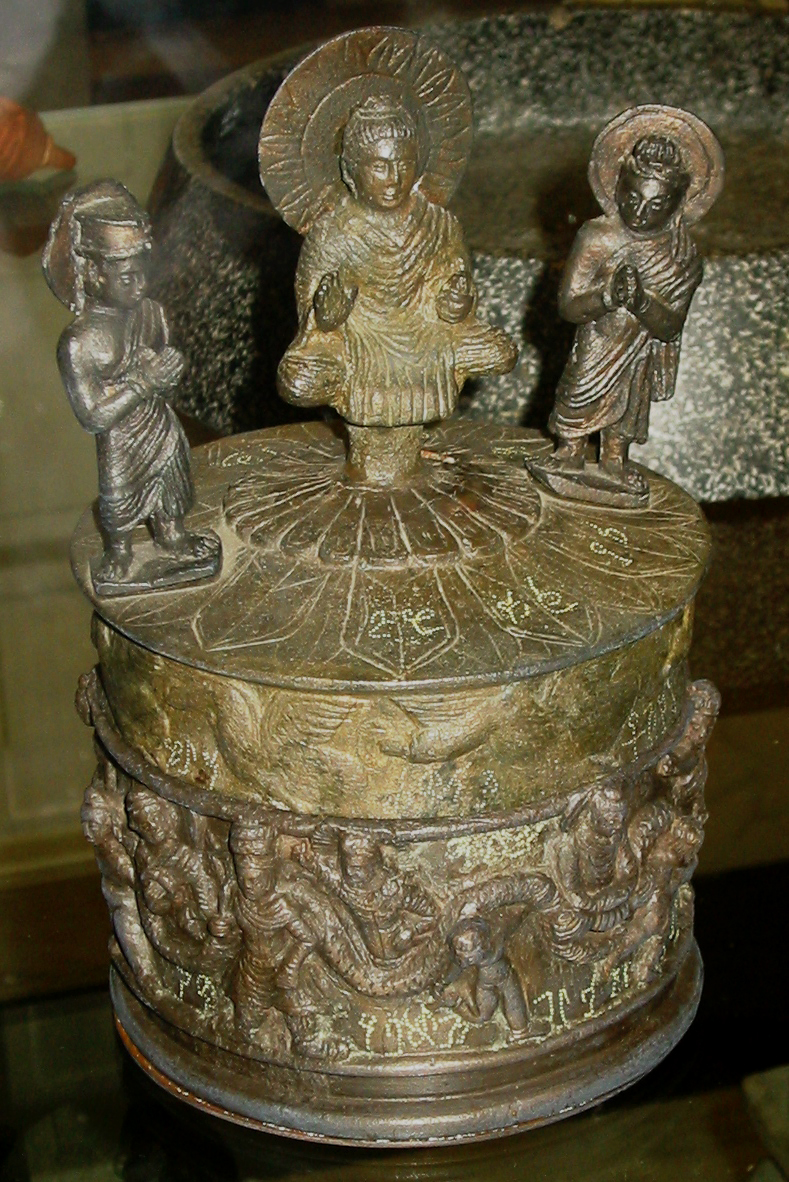
Reliquaire (dit) de Kanishka avec inscription. Site de Shah-ji-ki-dheri, Gandhara. Époque post-kushan ? Bronze, H. 18 cm ; D. 12,7 cm. Peshawar Museum[32], Pakistan

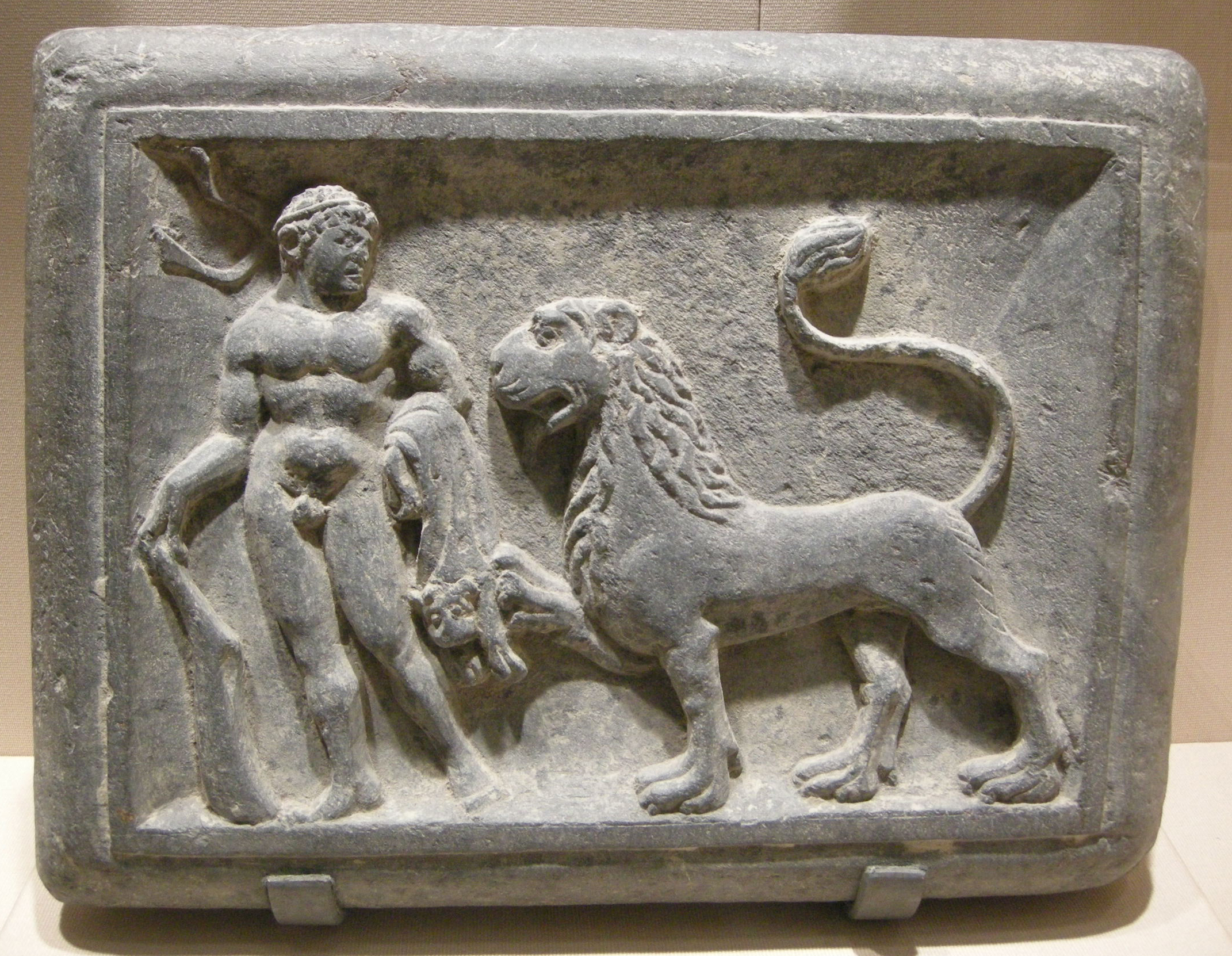
Représentation d'Héraclès et du lion de Némée dans le contexte gréco-bouddhique du Gandhara. Ier siècle, schiste, 26 × 35 cm. MET
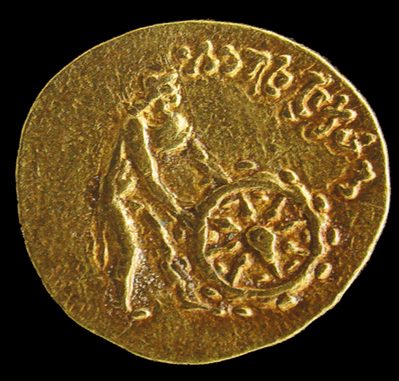
Médaille de Tillia tepe[N 8]: premier essai de figuration de Buddha, poussant la Roue de la Loi. Or, époque Saka ou Yuezhi, 50 av.n.ère - 30 de n.è, ou de peu postérieure. Musée de Kaboul.
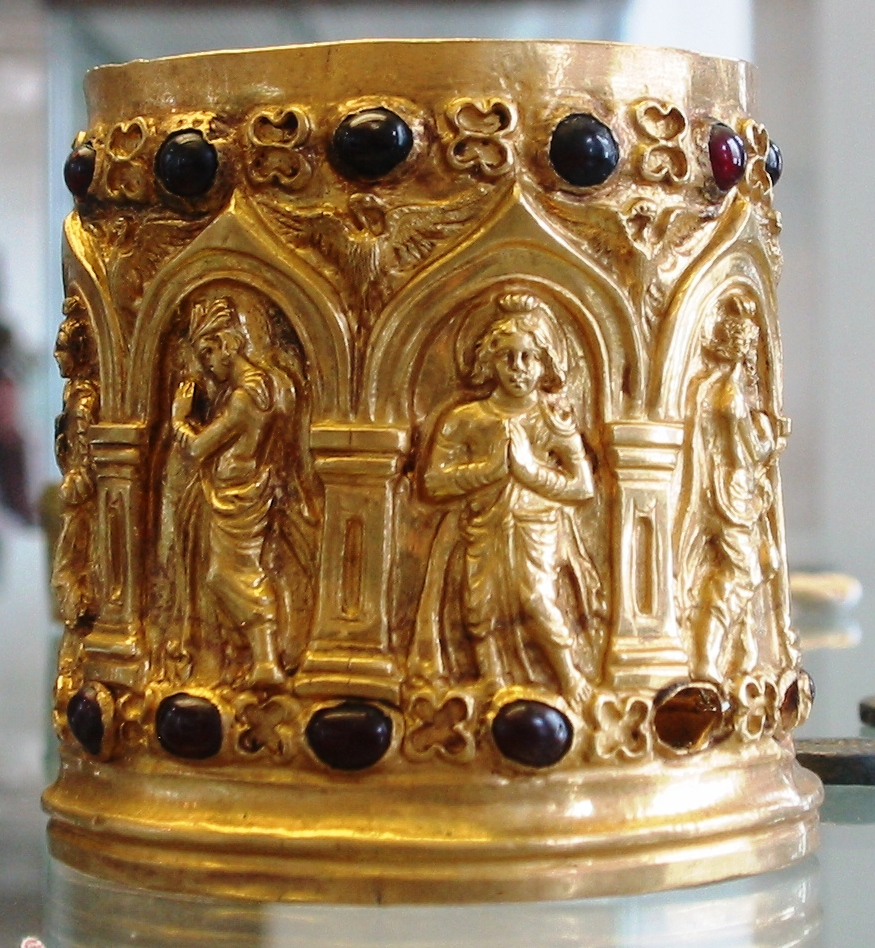
Reliquaire, stūpa de Bimaran[N 9]. Dévot[N 10], de face, et déités nimbées, de profil, en adoration. Or, grenats. Ier ou IIe siècle[N 11]. British Museum
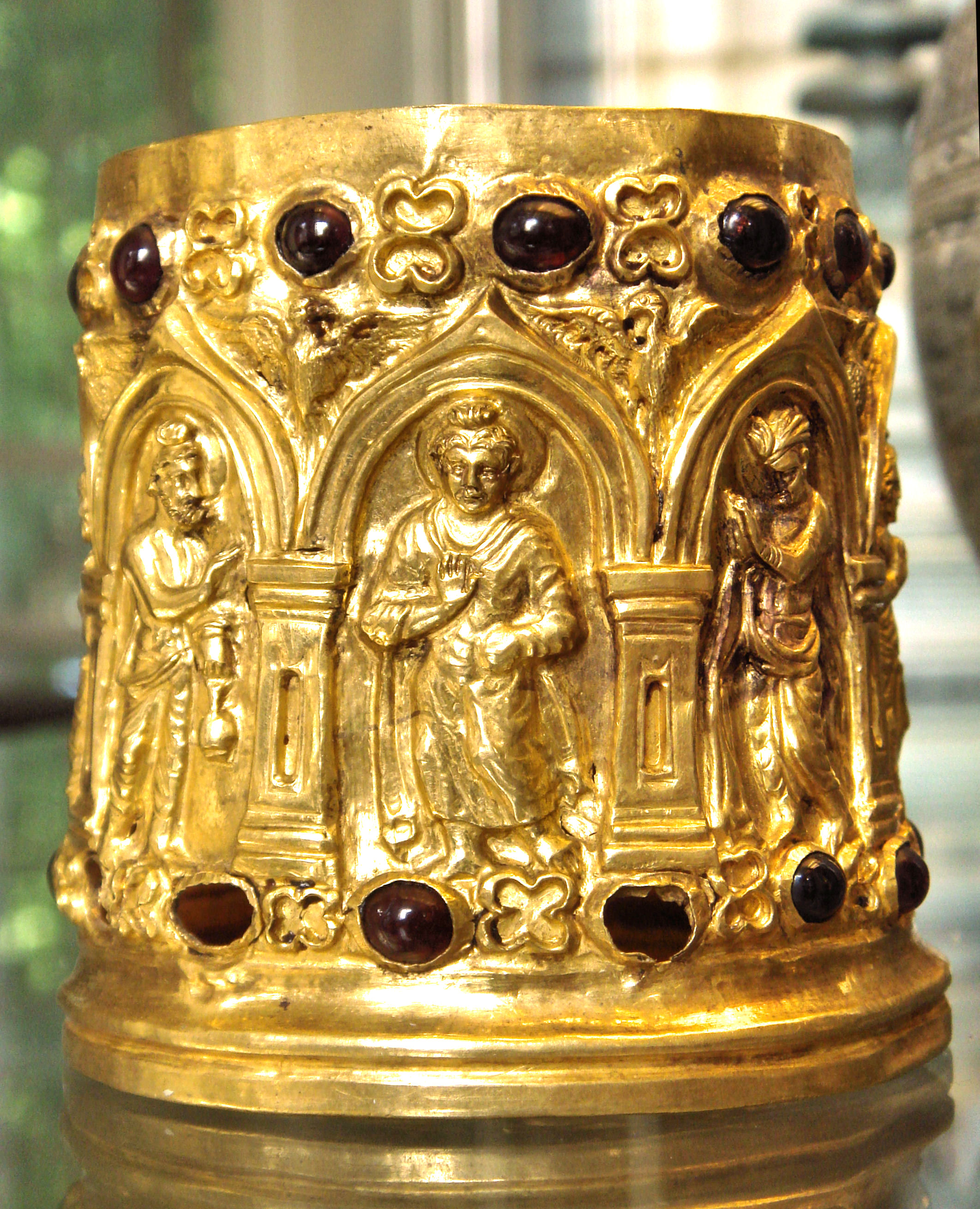
Bouddha de face faisant le signe d'abhaya-mudrā, auquel rendent hommage (pūjā) Brahmā (à gauche) et Śakra (à droite)[N 12]. Or repoussé, grenats
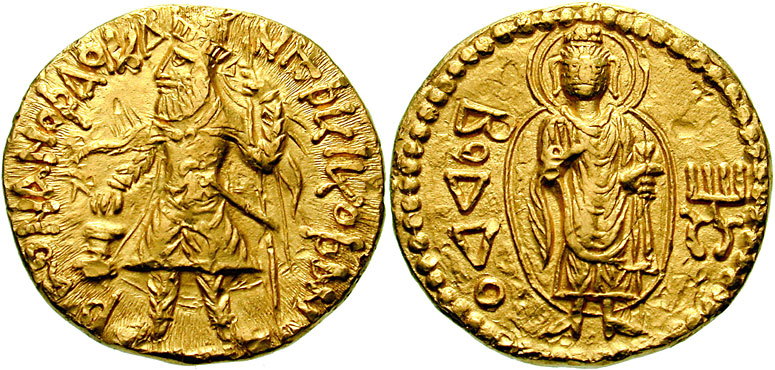
Monnaie d'or de Kanishka à son effigie, au revers 1re image-type de Buddha debout : BODDO. Vers 78, d'après un modèle alors renommé, aujourd'hui disparu
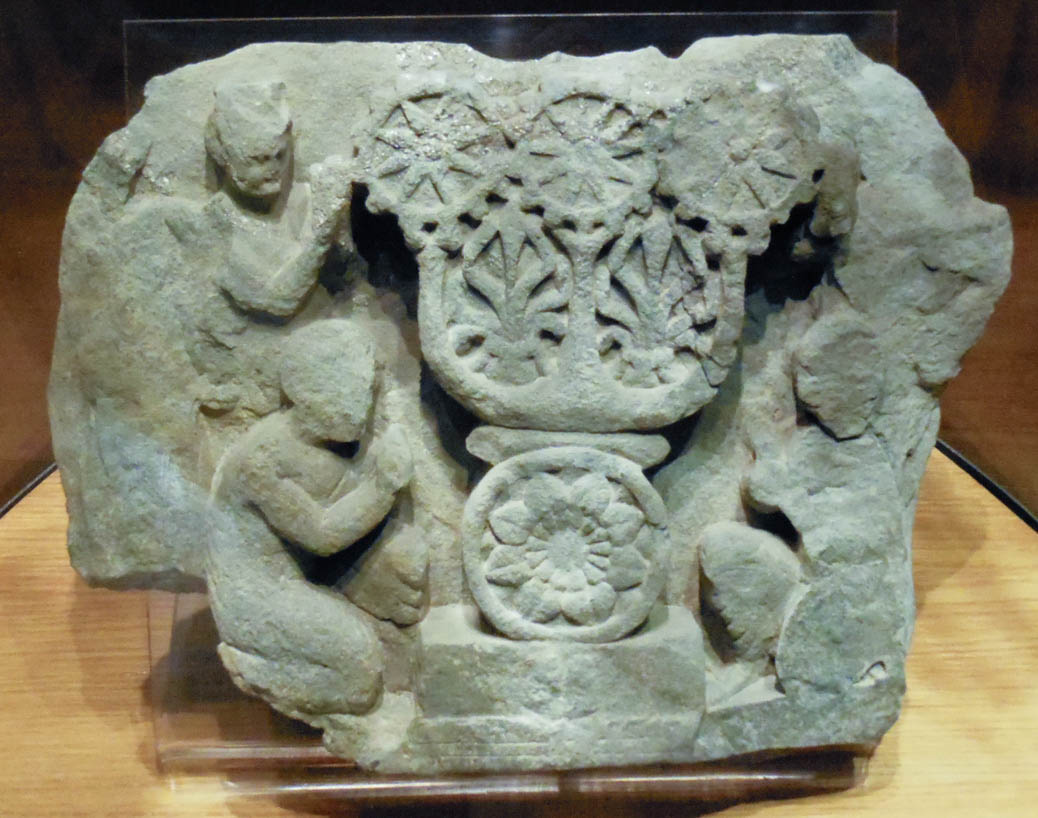
Image aniconique : adoration du triratna[N 13]. Relief, style « graphique », schiste vert, Butkara I, Swat, Grand Gandhara, mi Ier siècle, MNAO Palais Brancaccio, Rome
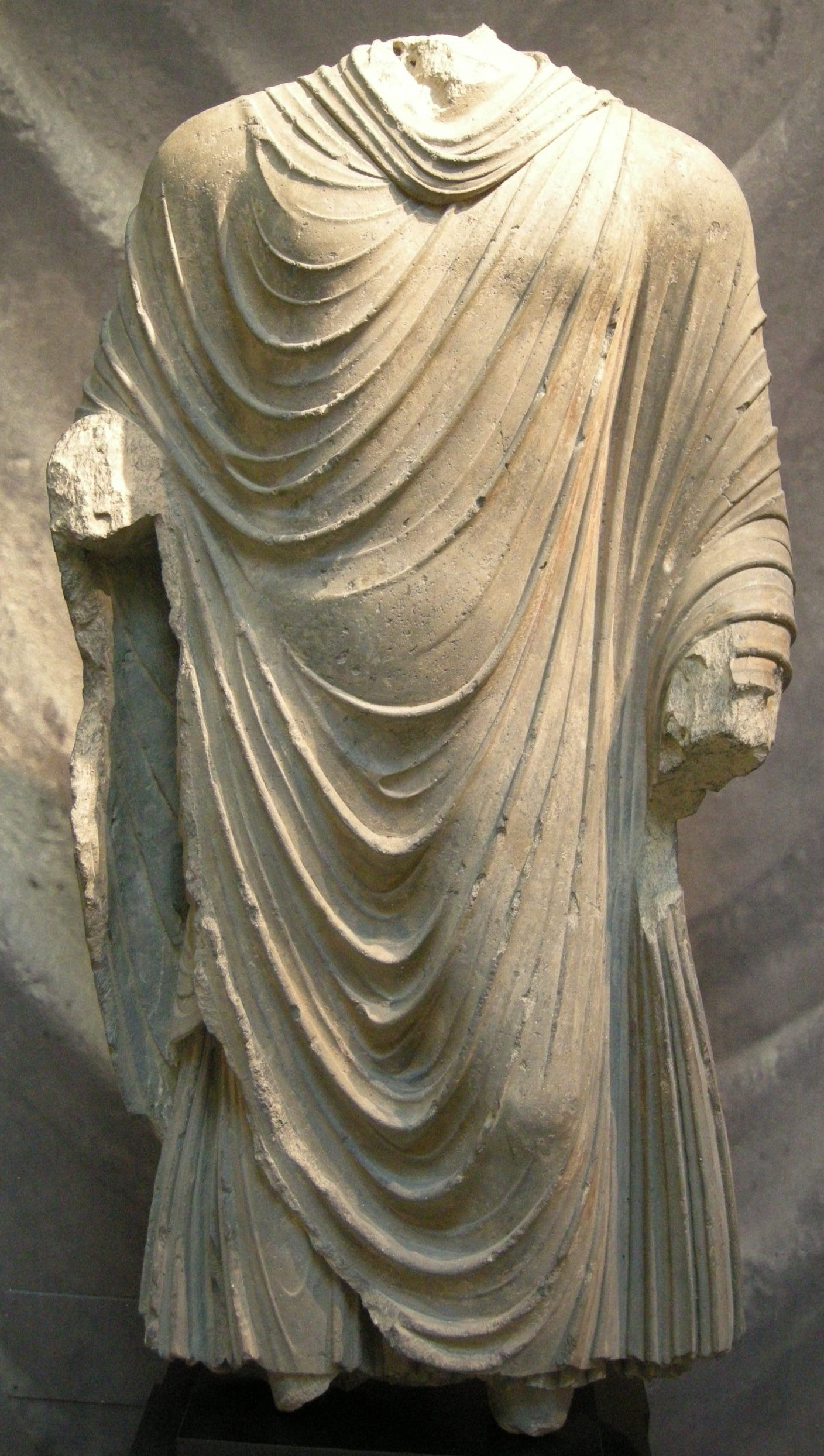
Bouddha debout, variante du type de la monnaie d'or de Kanishka au Bouddha. Schiste. Gandhara, IIe siècle (?). Museo d'Arte Orientale, Turin
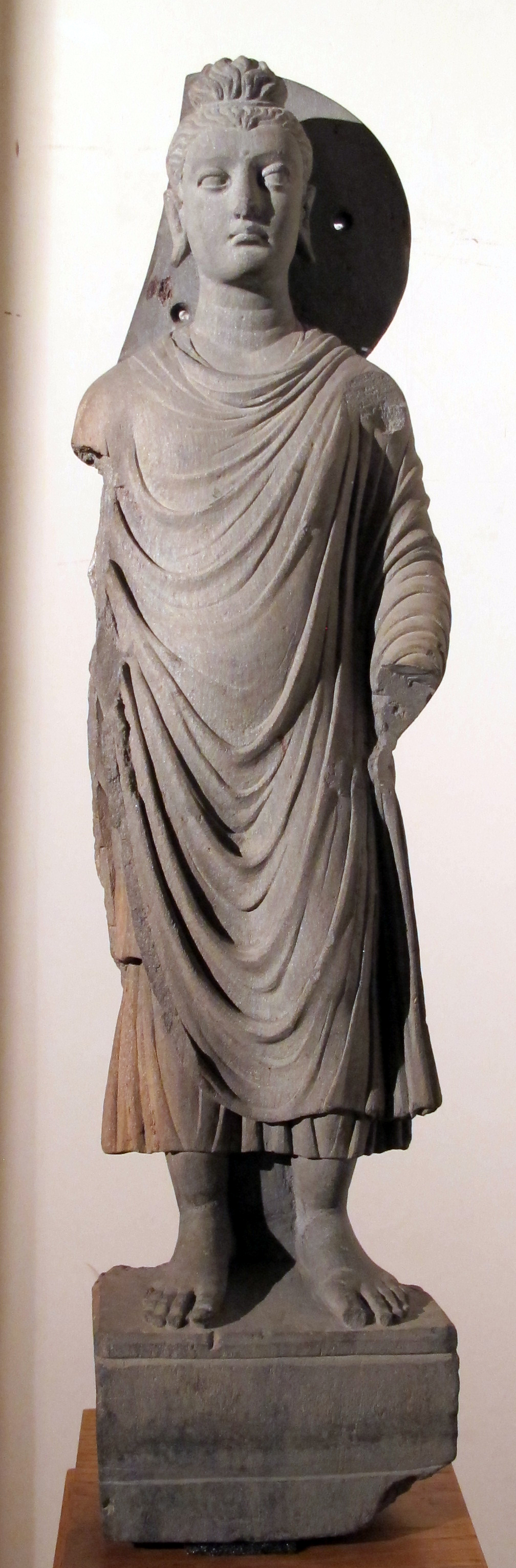
Bouddha debout, variante du type de la monnaie d'or de Kanishka au Bouddha. Schiste. Pakistan, IIe – IIIe siècle. MNAO Palais Brancaccio, Rome
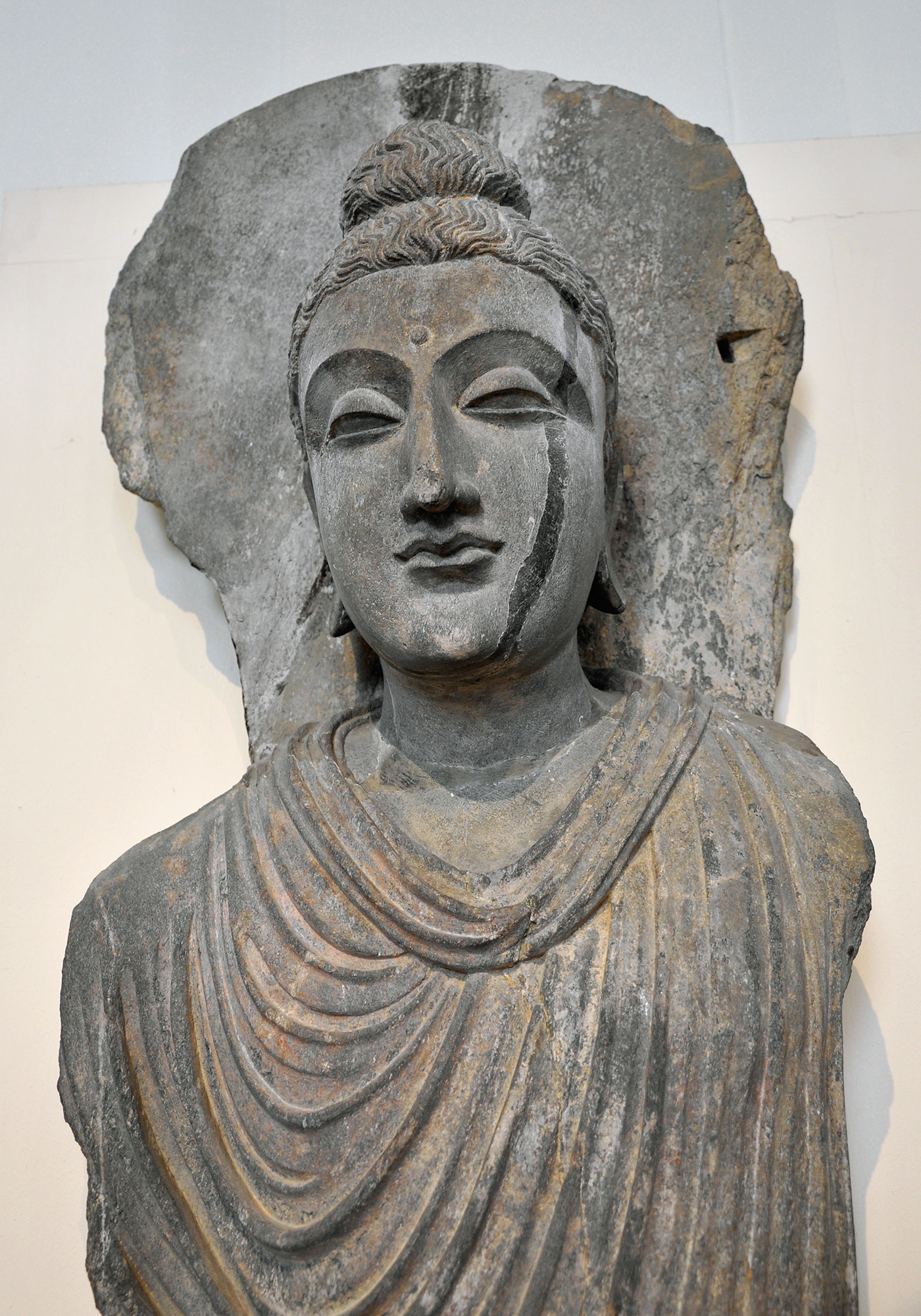
Grand Bouddha debout. Schiste. Gandhara. Fin du Ier siècle. Musées royaux d'art et d'histoire de Bruxelles, jubilee Park, Bruxelles.
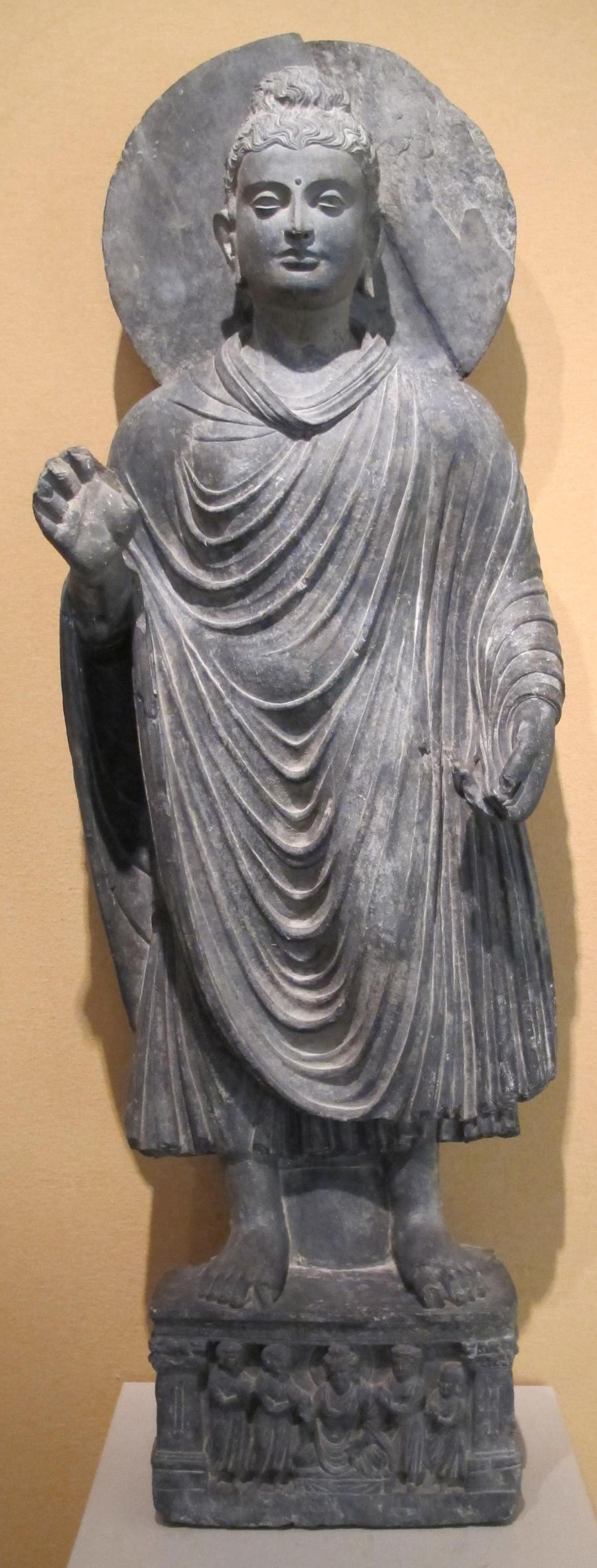
Bouddha Sakyamuni debout. Schiste. Gandhara. Fin du IIe siècle (?). Musée de l'Ermitage, Saint-Pétersbourg
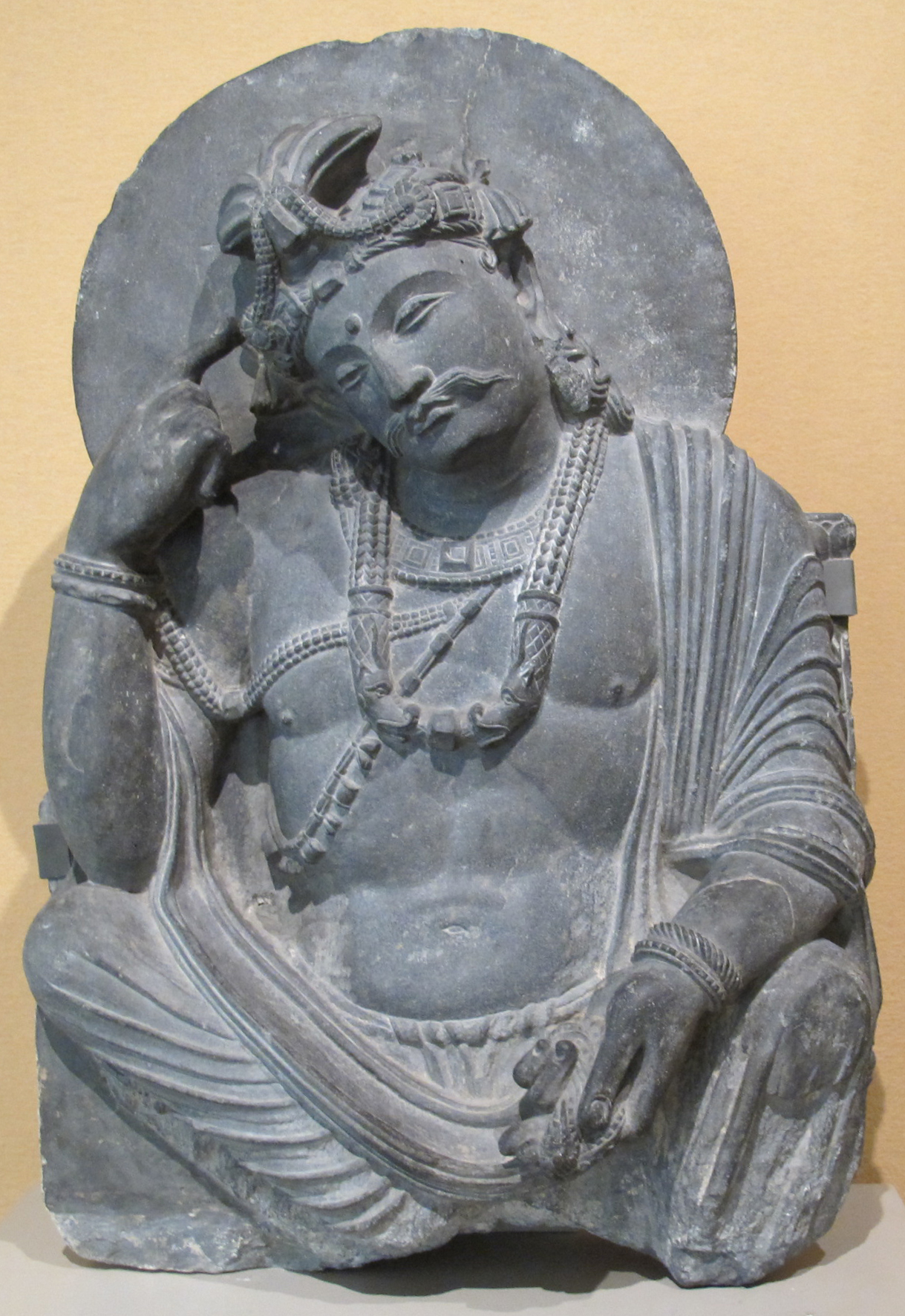
Bodhisattva Avalokiteshvara (padmapani : porteur de lotus), pensif (ou Maitreya[N 14]) Schiste. Gandhara, IIe – IIIe siècle. Musée de l'Ermitage

### Swat

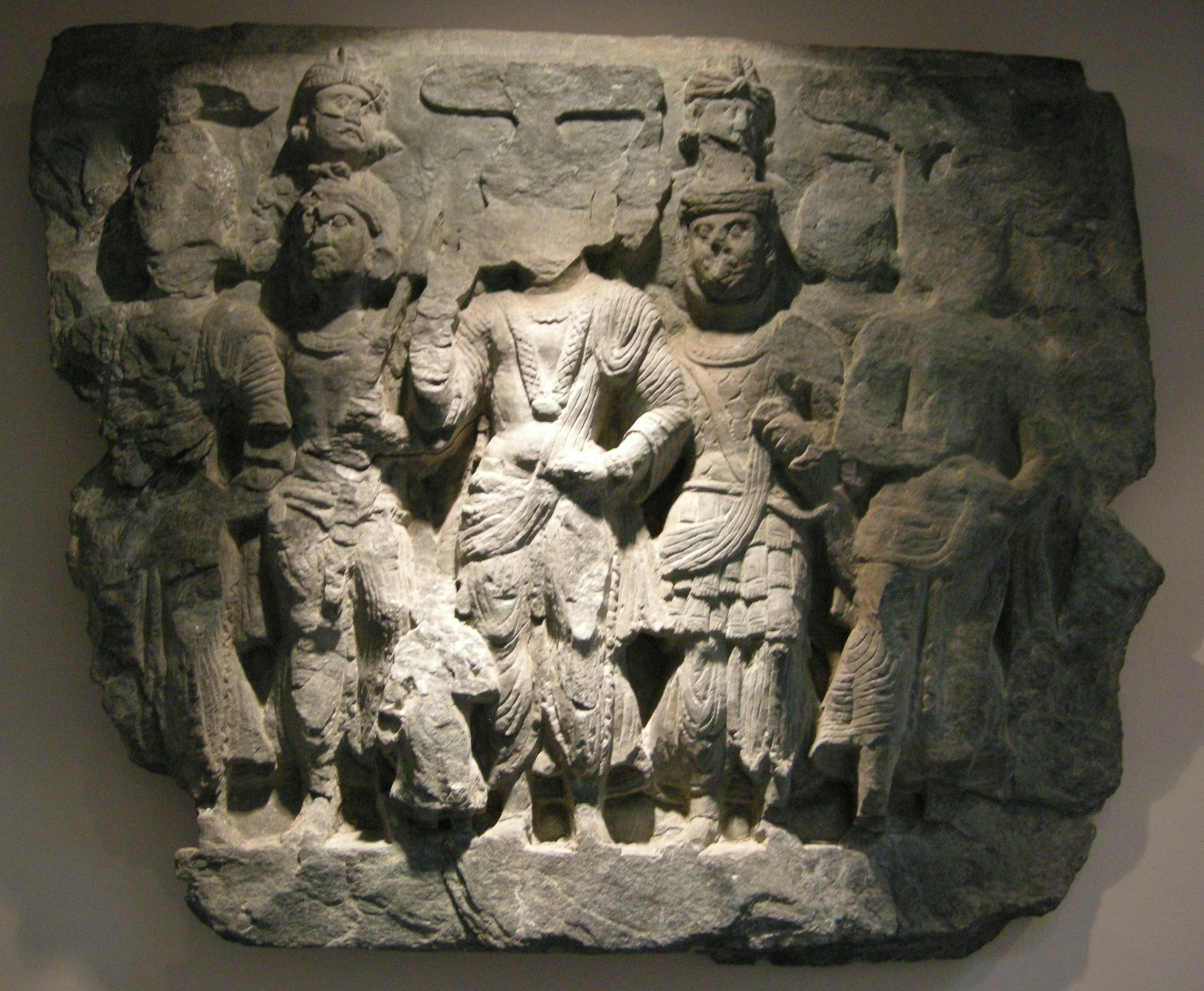
Trois figures royales et leurs serviteurs. Butkara I. Milieu du Ier siècle. Schiste. Museo d'Arte Orientale, Turin
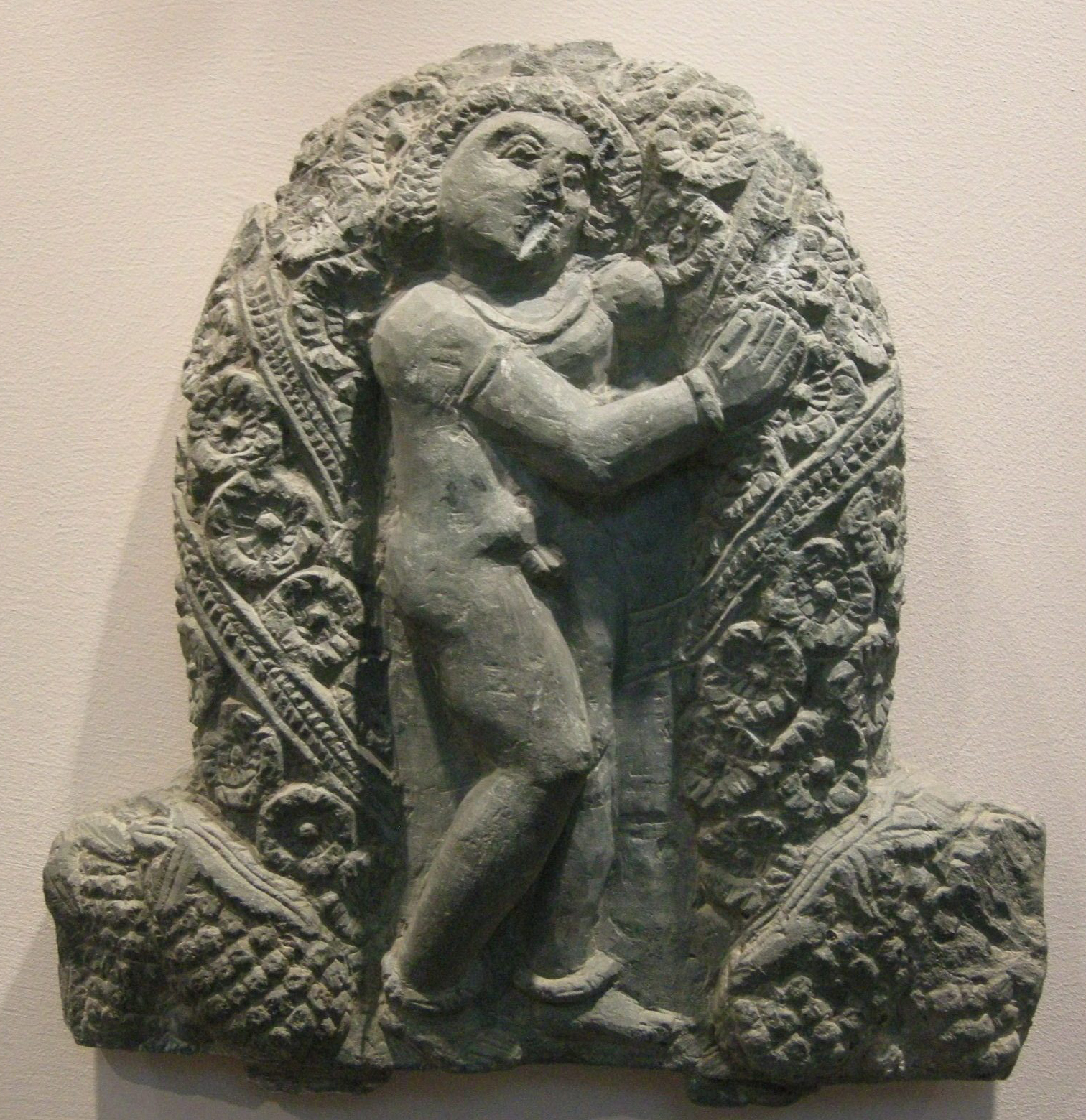
Enfant tenant une guirlande. Butkara I. Milieu du Ier siècle. Schiste. Museo d'Arte Orientale, Turin
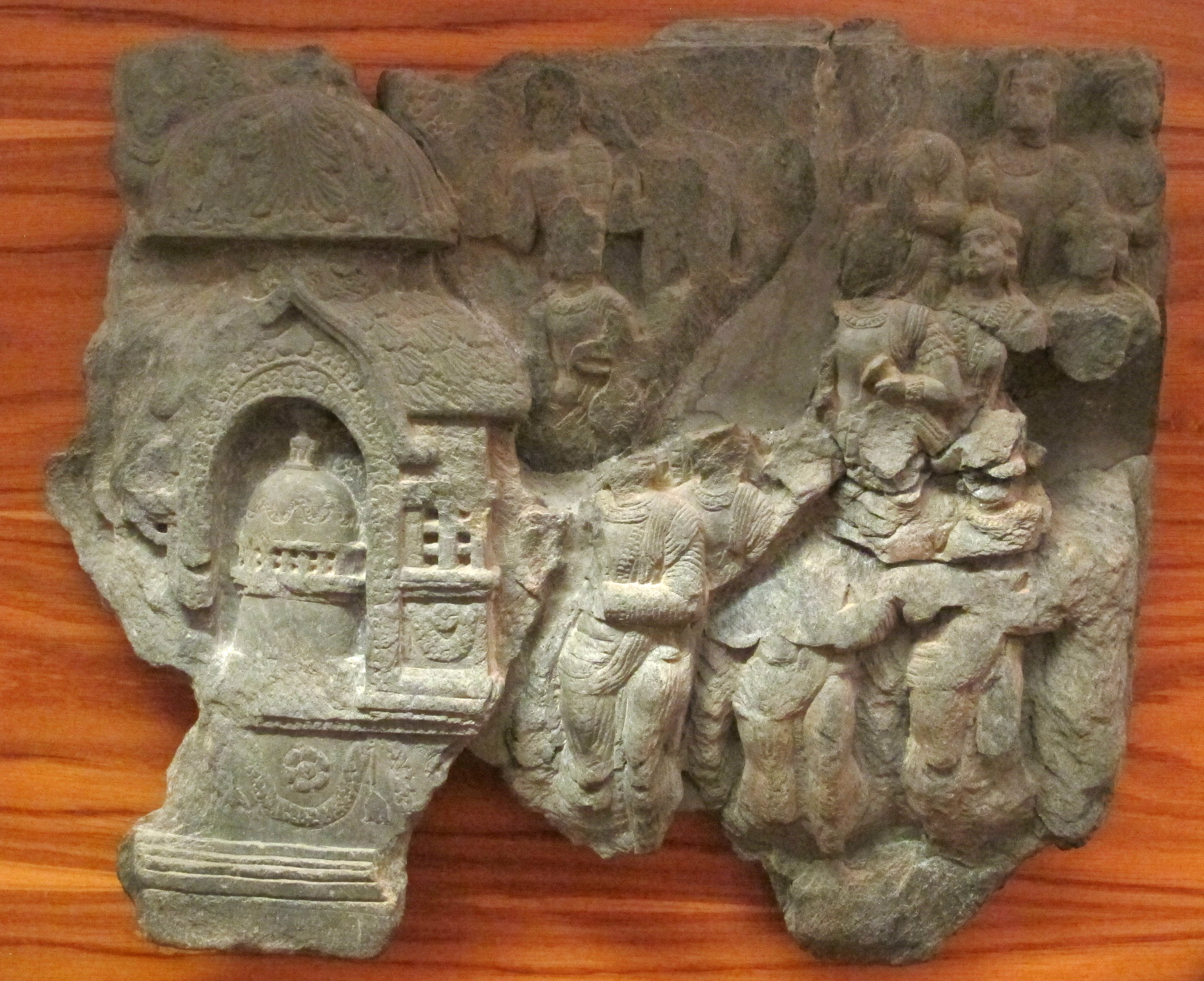
Adoration d'un stupa dans un vihara. Fragment de relief, « style graphique ». Schiste vert. Butkara I. Milieu du Ier siècle. Museo nazionale d'arte orientale MNAO, Rome
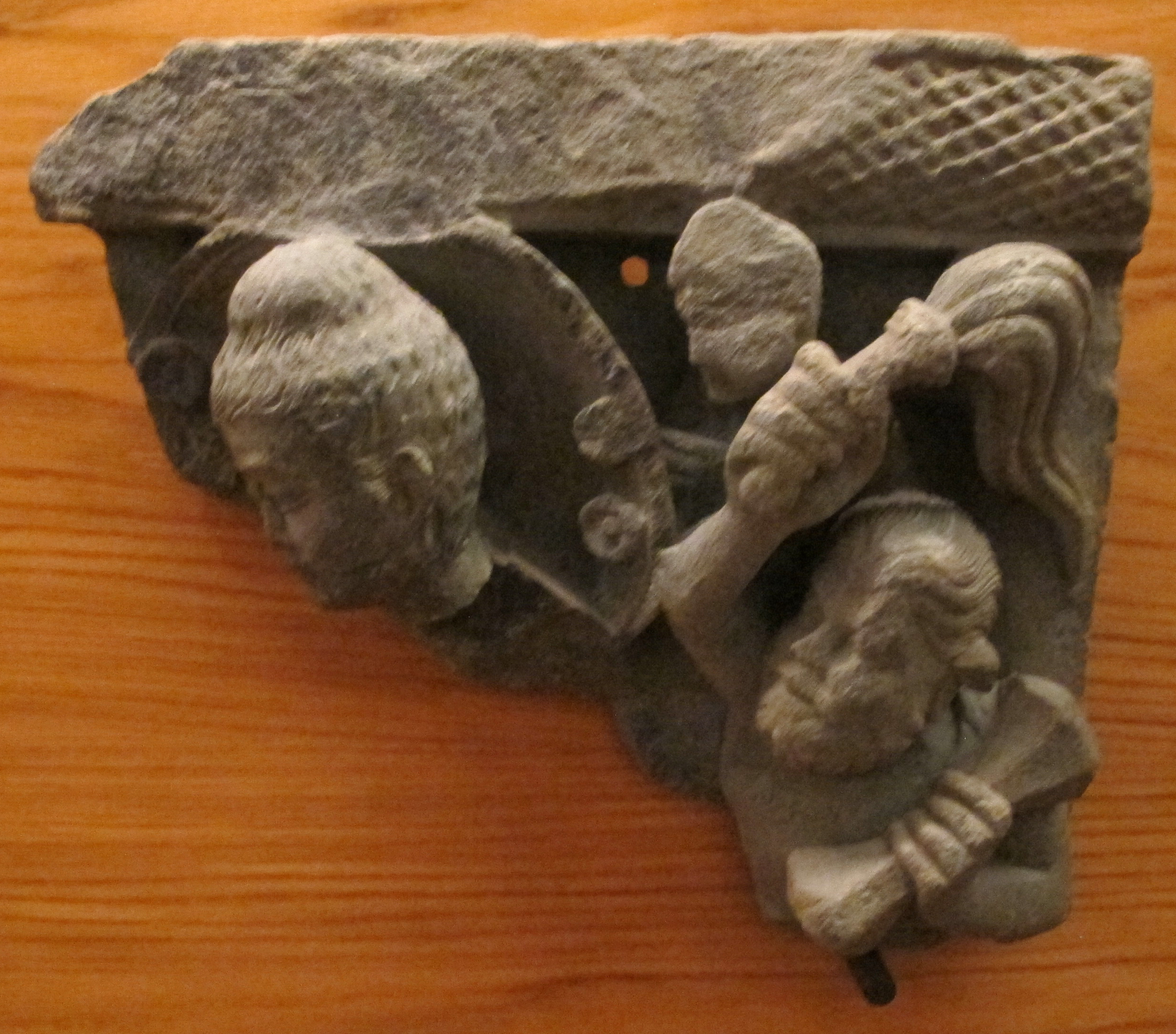
Têtes de Buddha et de Vajrapani. Détail du Dipamkara jataka. Fragment de relief, « style naturaliste ». Schiste vert. Butkara I. Seconde moitié du Ier - IIe siècle. Museo nazionale d'arte orientale MNAO, Rome
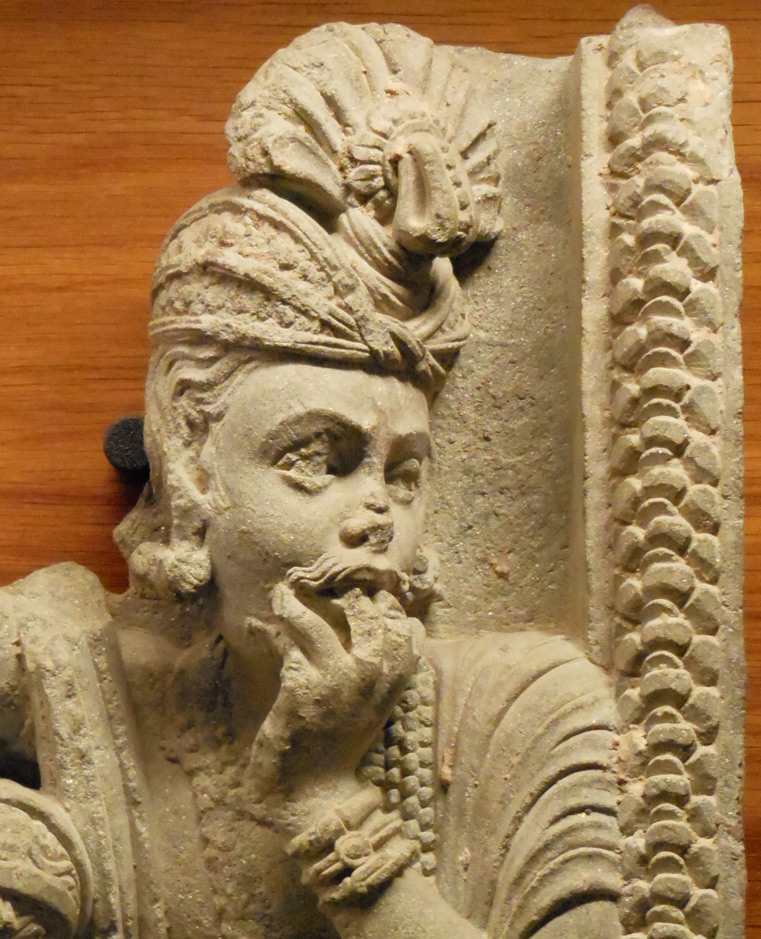
Scène d'hommage au Bouddha. Schiste vert. Détail de relief, « style naturaliste ». Butkara I. Seconde moitié Ier - IIe siècle. MNAO, Rome
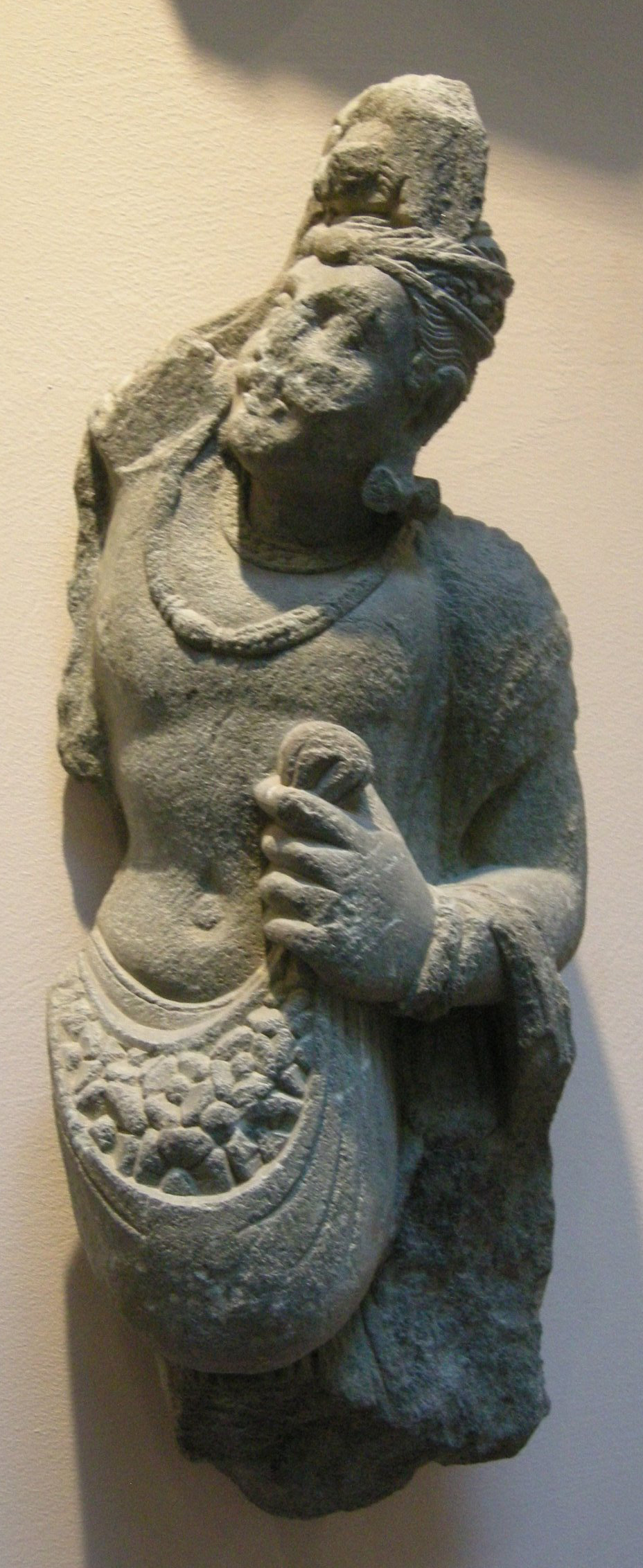
Dévot en position de lancer des fleurs. Vallée du Swat. Butkara. Ier – IIe siècle. Schiste. Museo d'Arte Orientale, Turin
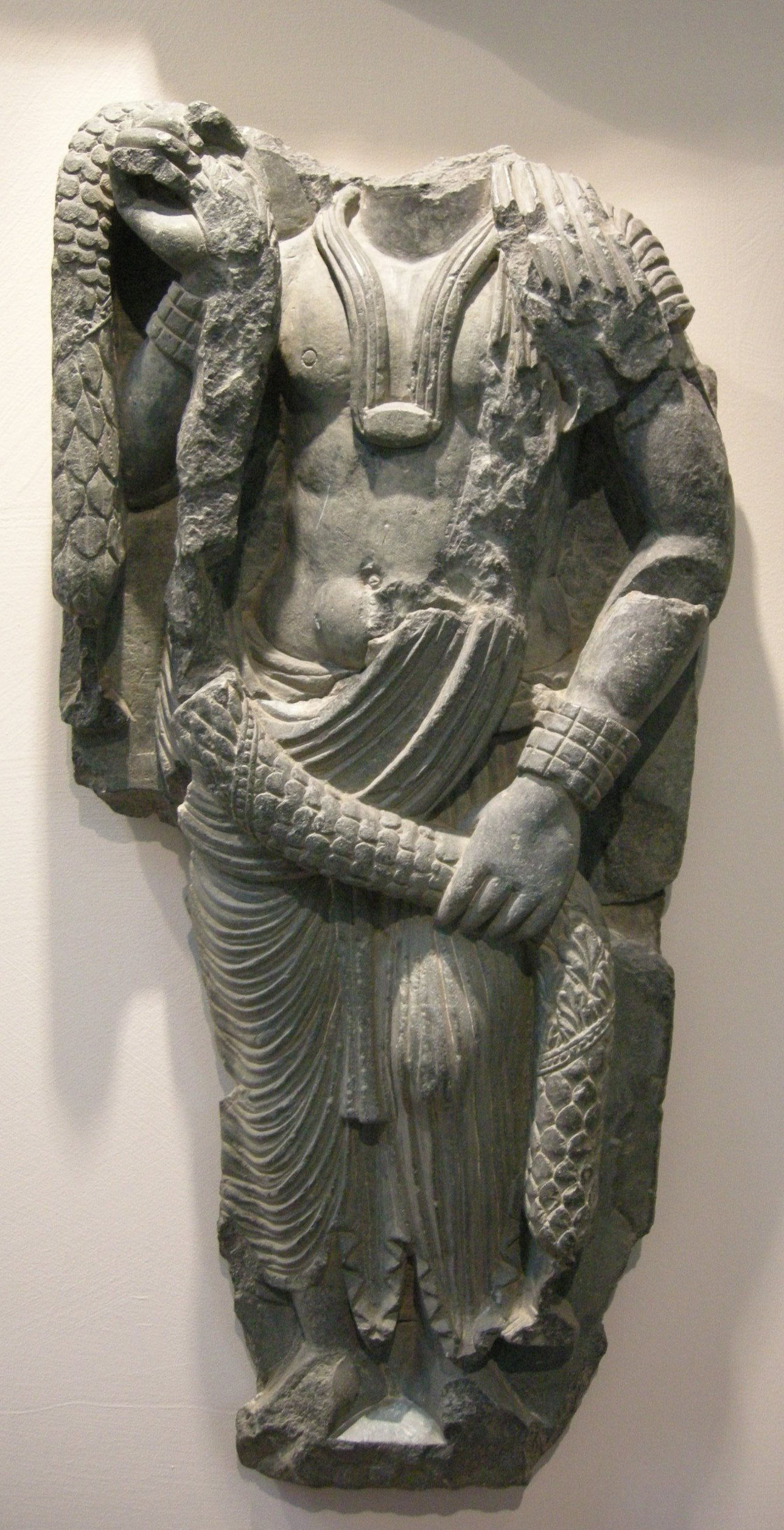
Porteur d'offrandes. Vallée du Swat. Butkara. Ier – IIe siècle. Schiste. Museo d'Arte Orientale, Turin
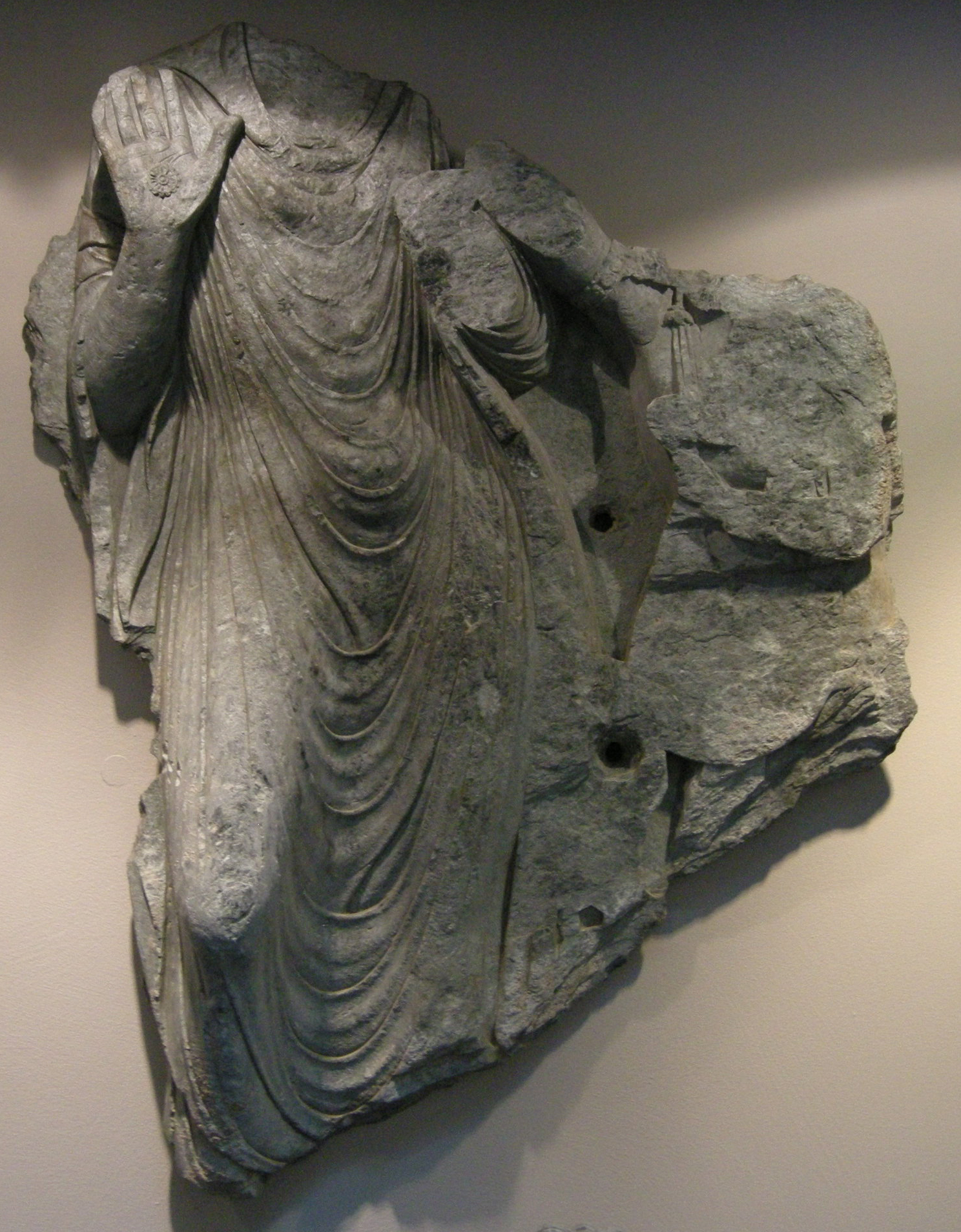
Bouddha et dévot (Bouddha faisant le geste d'absence de crainte, abhaya-mudrā). Butkara I (Swat). Milieu du Ier – IIe siècle. Schiste. Museo d'Arte Orientale, Turin
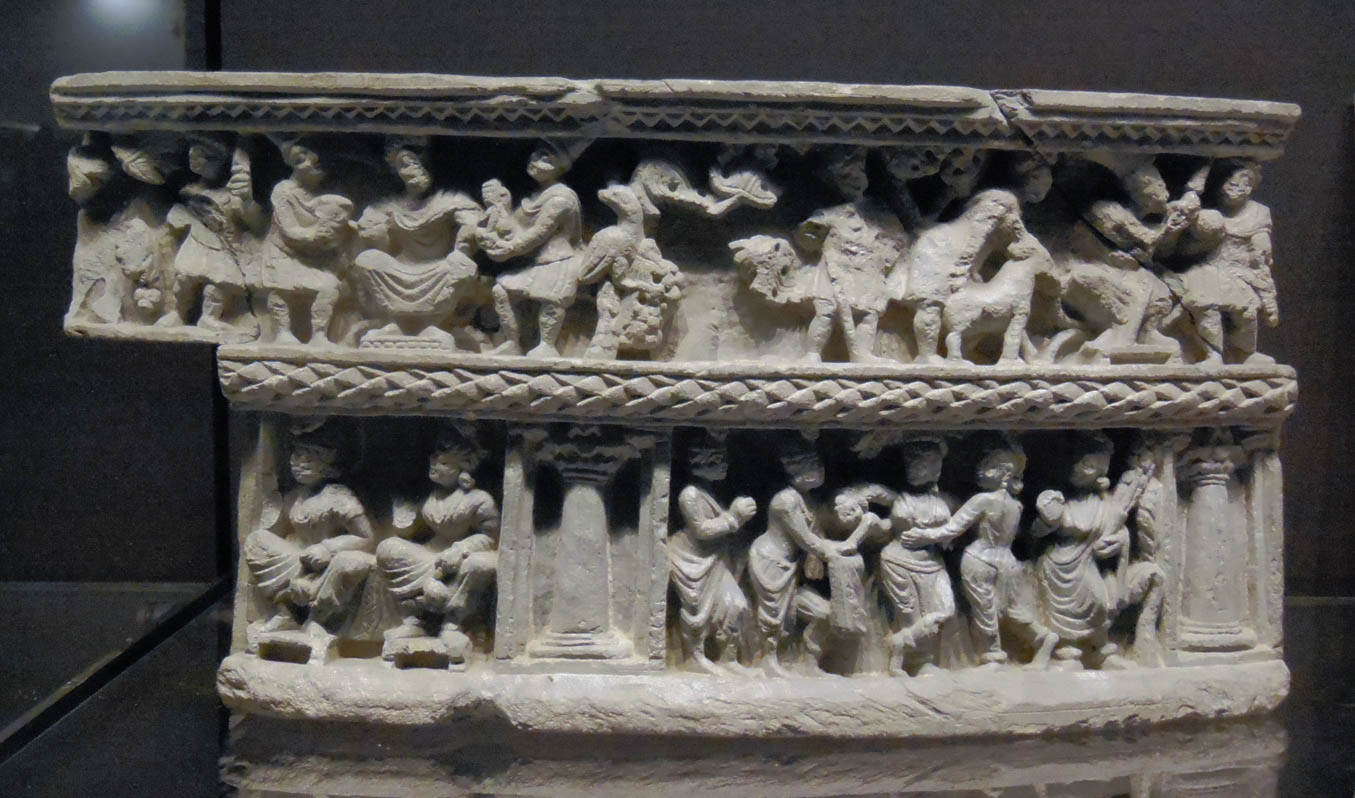
Bas: naissance de Bouddha et horoscope (?) ; haut : scène d'offrande. Segment de frise[35] curvilinéaire, « style naturaliste ». Schiste vert. Saidu Sharif I, seconde moitié du Ier - IIe siècle MNAO, Rome
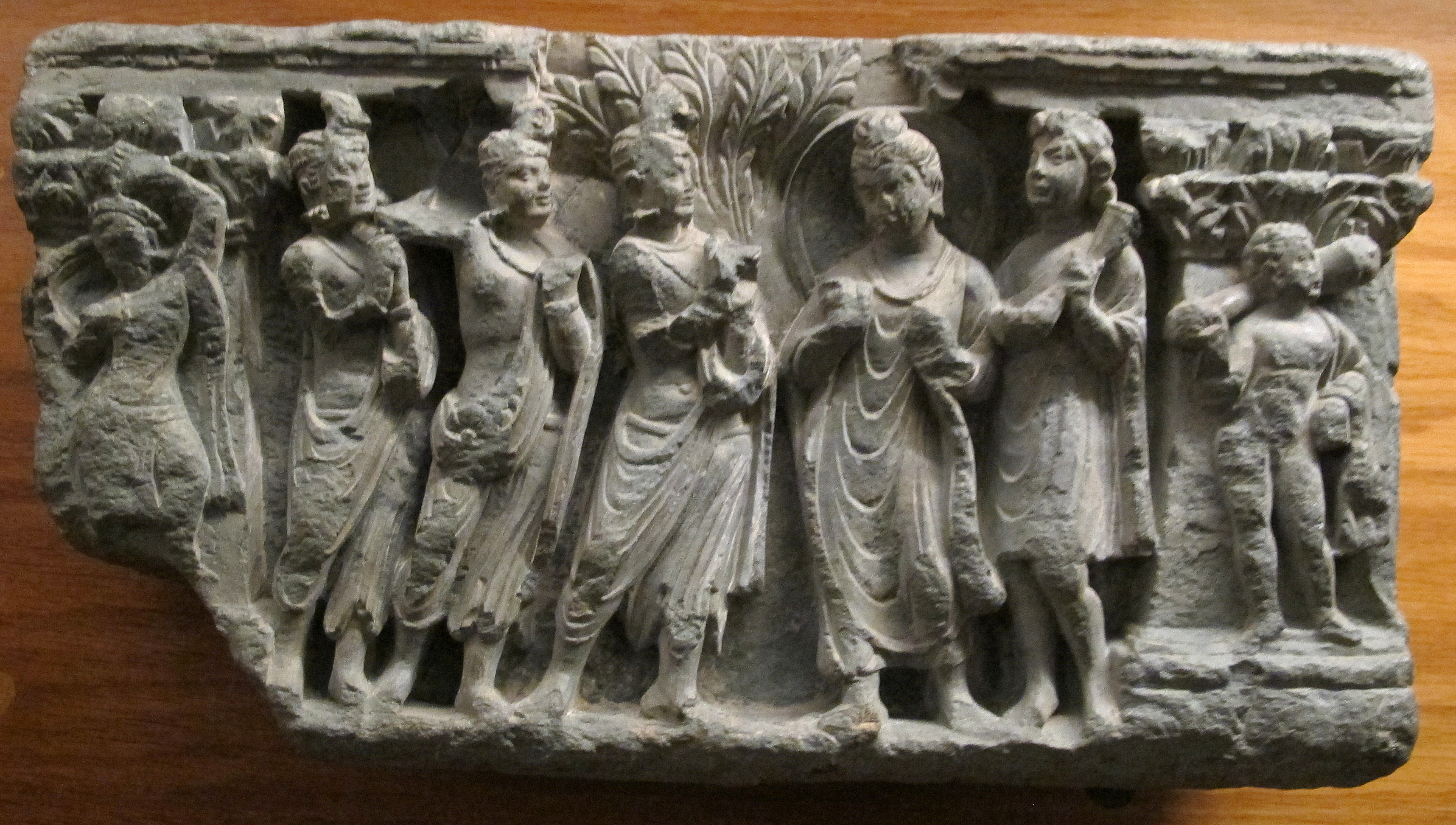
L'offrande des fleurs au Bouddha. Schiste vert. Relief, « style naturaliste ». Butkara I. Seconde moitié du Ier - IIe siècle. MNAO, Rome
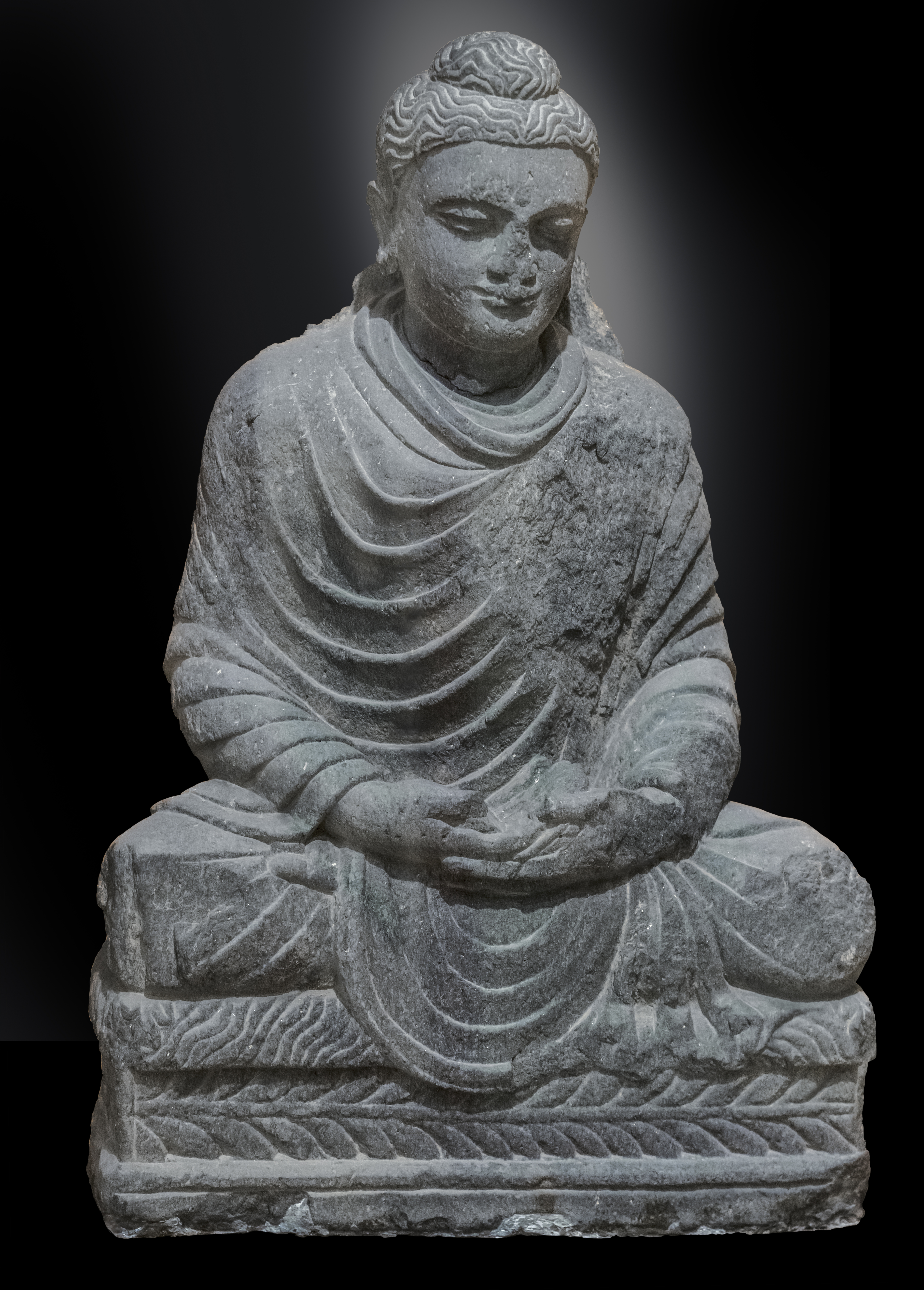
Bouddha assis en méditation. Vallée du Swat. Fin IIIe - début IVe siècle. Schiste gris bleu, H. 38 cm. Musée Georges Labit, Toulouse.

### Miran

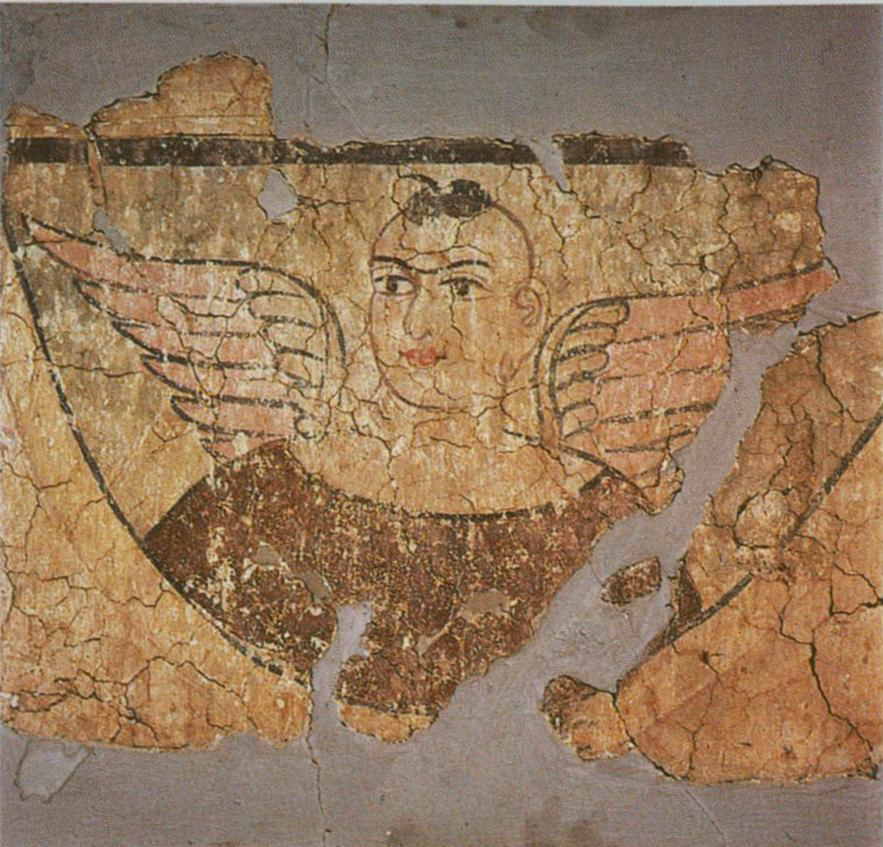
Figure masculine ailée, peinture murale du cycle pictural signé par Tita. Stupa M III, Miran, Xinjiang, IIIe – IVe siècle. New Delhi, National Museum.
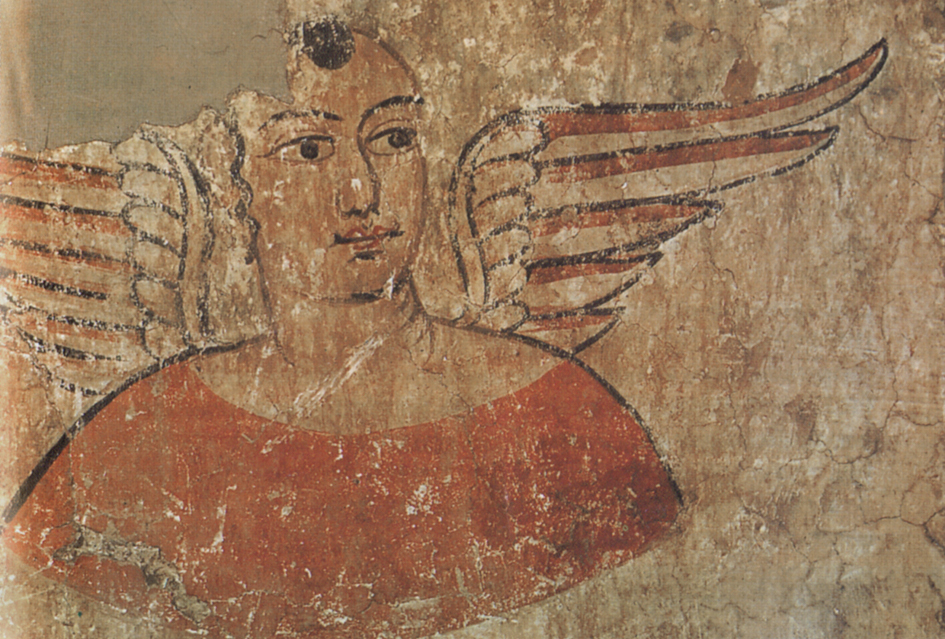
Figure masculine ailée, peinture murale du cycle pictural signé par Tita. Miran, IIIe – IVe siècle. New Delhi, National Museum.
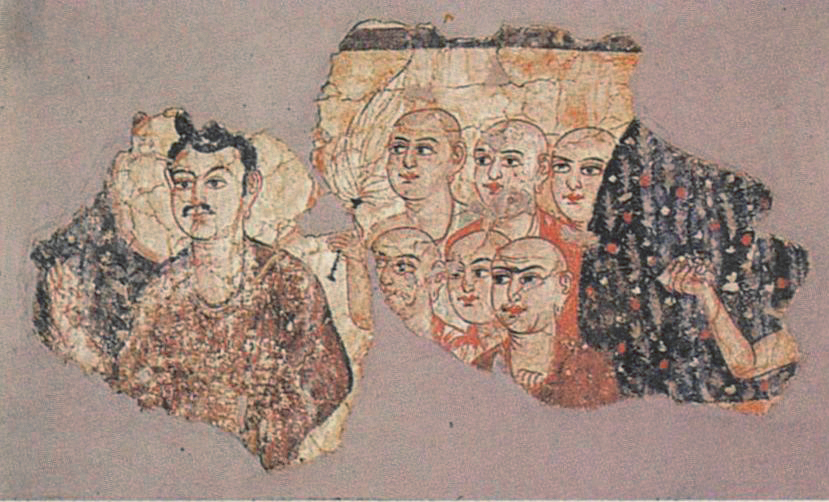
Visite du Bodhisattva au prophète Rudraka Ramaputra[36]. Peinture murale du cycle. Stupa M III, Miran, IIIe – IVe siècle. New Delhi, National Museum.
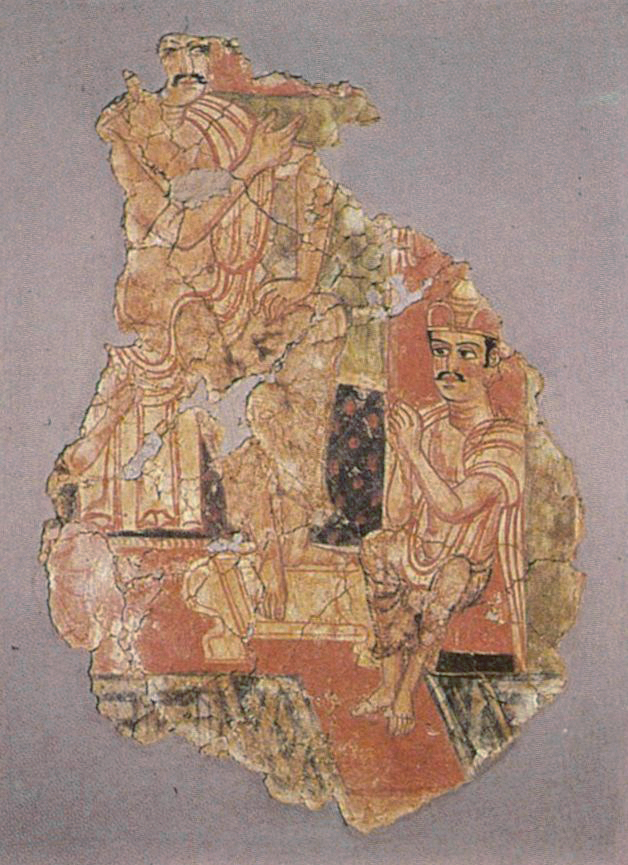
Un roi (?) en prière devant le Buddha. Stupa M III, Miran, Xinjiang IIIe – IVe siècle. New Delhi, National Museum.

### LeKâpîssâ, région deKaboul
Inspiré de l'hellénisme.

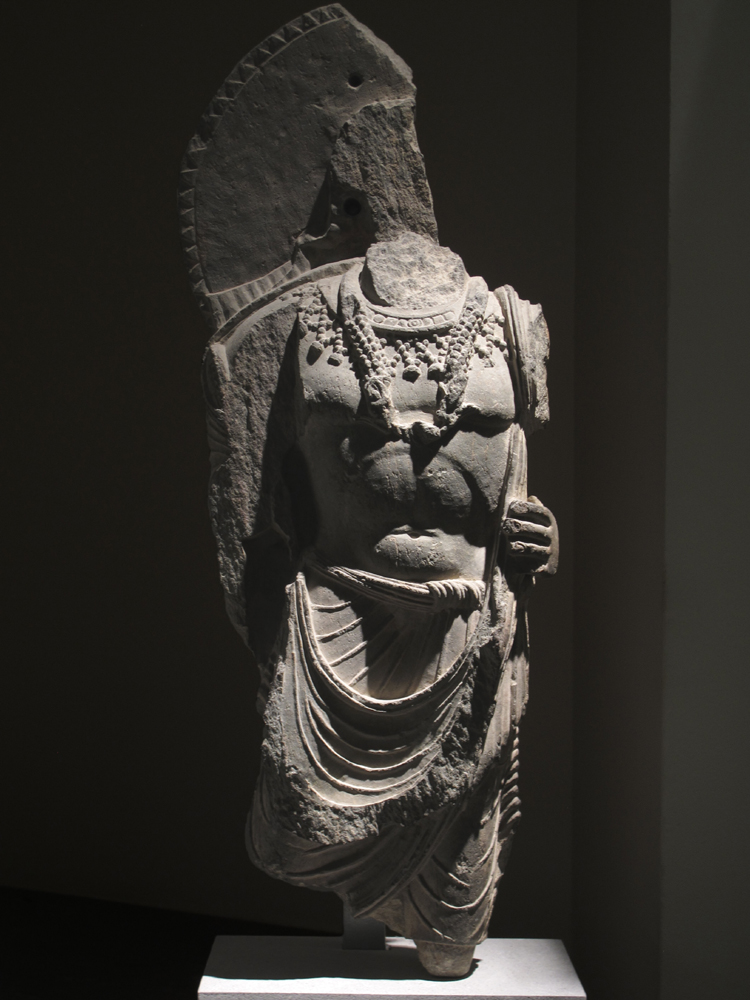
Bodhisattva. Région du Kâpîssâ, monastère du Karratcha. Afghanistan. Schiste, IIe – IIIe siècle. Musée Guimet

### LeKâpissâ, à Shotorak et Païtava
Shotorak près de Begram et Païtava, près de Charikar, à l'esthétique d'une majesté un peu lourde.

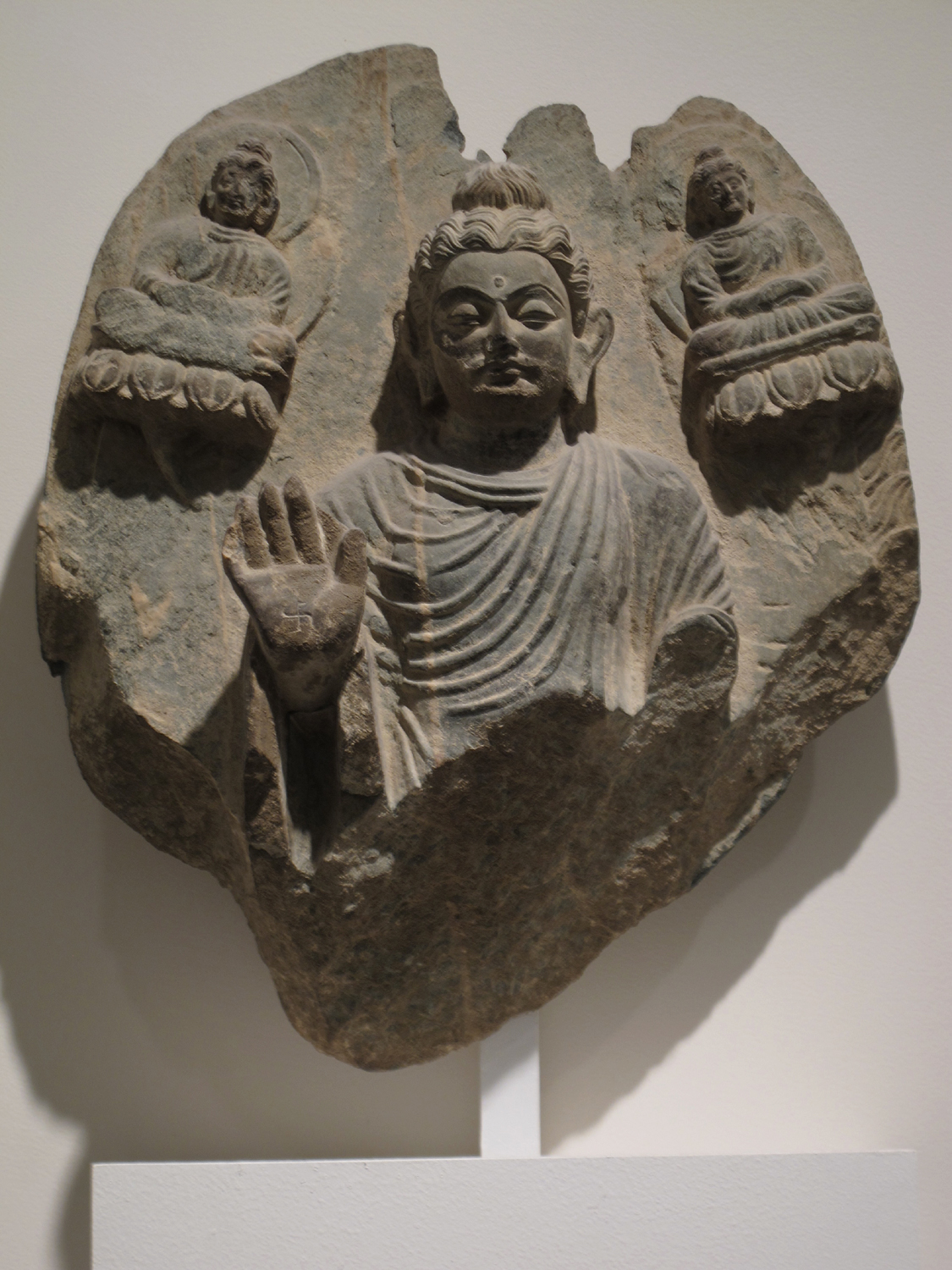
Le grand miracle de Sravasti (?). Buddha faisant le geste d'absence de crainte. Schiste, IIe – IIIe siècle. Monastère de Shotorak, région du Kapisa, Afghanistan. Musée Guimet
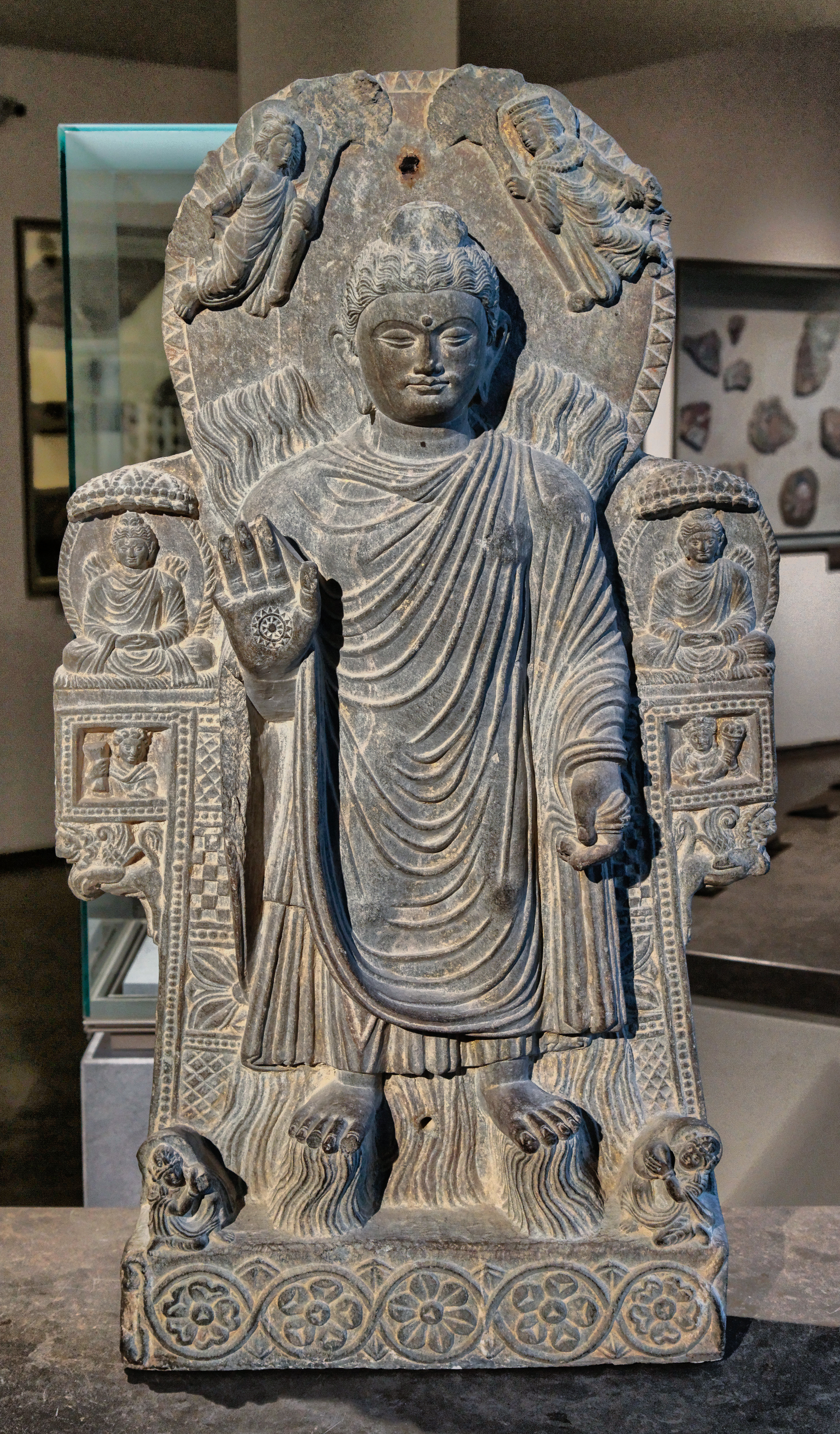
Le Buddha au Grand Miracle. Afghanistan, région du Kapisa, monastère de Paitava, IIIe siècle. Schiste avec traces de dorures. H 81 cm

### Hadda
Vallée de la Kaboul : style « gréco-afghan ». Le site archéologique de Haḍḍa, en Afghanistan, a été rendu célèbre par la découverte de nombreuses statues de style greco-bouddhique, modelées en stuc. Ces œuvres, nourries d'une inspiration hellénique, et le site, sont considérés comme un maillon fondamental dans la chaîne d'interactions ancienne entre Occident méditerranéen et monde indo-iranien. Situé dans la plaine fertile de Nangarhār, à une dizaine de kilomètres au sud de la ville de Jelālābād, non loin de la vallée moyenne de la rivière Kaboul, Haḍḍa doit notamment sa prospérité à sa position, favorisée par les axes de communication reliant Kāma et Nagahāra (nom de l'ancienne ville à l'ouest de Jelālābād) à Patchir et Āgām, et, plus loin, à Pāratchenār. Un étonnant ensemble sculpté en terre, de très grande qualité, sur le monastère bouddhiste de Tapa Shotor (Hadda) a été totalement détruit par les Talibans en 1992, après avoir été soigneusement dégagé par une équipe d'archéologues entièrement afghane. Selon Zemaryalai Tarzi le plus ancien niveau date de l'époque indo-parthe. Selon J. Boardman l'ensemble sculpté aurait été modelé dans le style indo-grec, juste à ses débuts. Le monastère, dans son ensemble, aurait pu dater du IVe siècle.

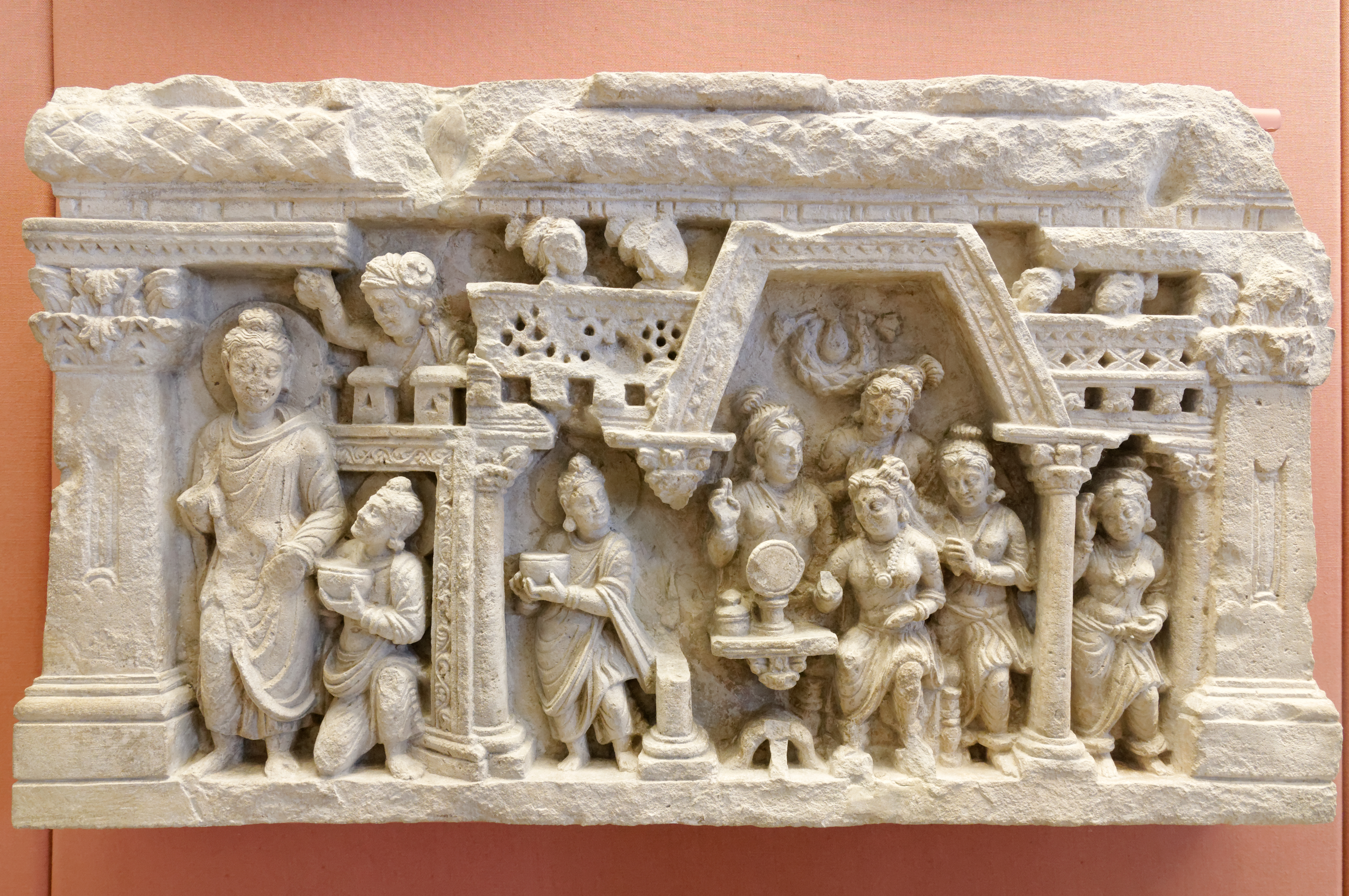
La conversion du prince Nanda[N 15] Fragment de frise. Grès, H. 30 L. 52 cm. Hadda, IIe – IIIe siècle. Afghanistan. British Museum.
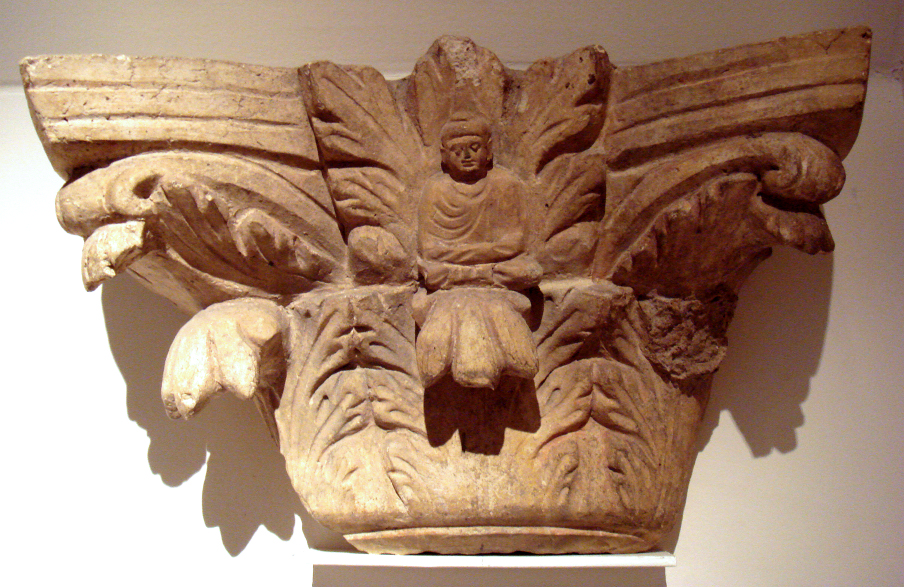
Chapiteau composite au bouddha, Hadda[40], Afghanistan, IIIe siècle-IVe siècle. Musée Guimet
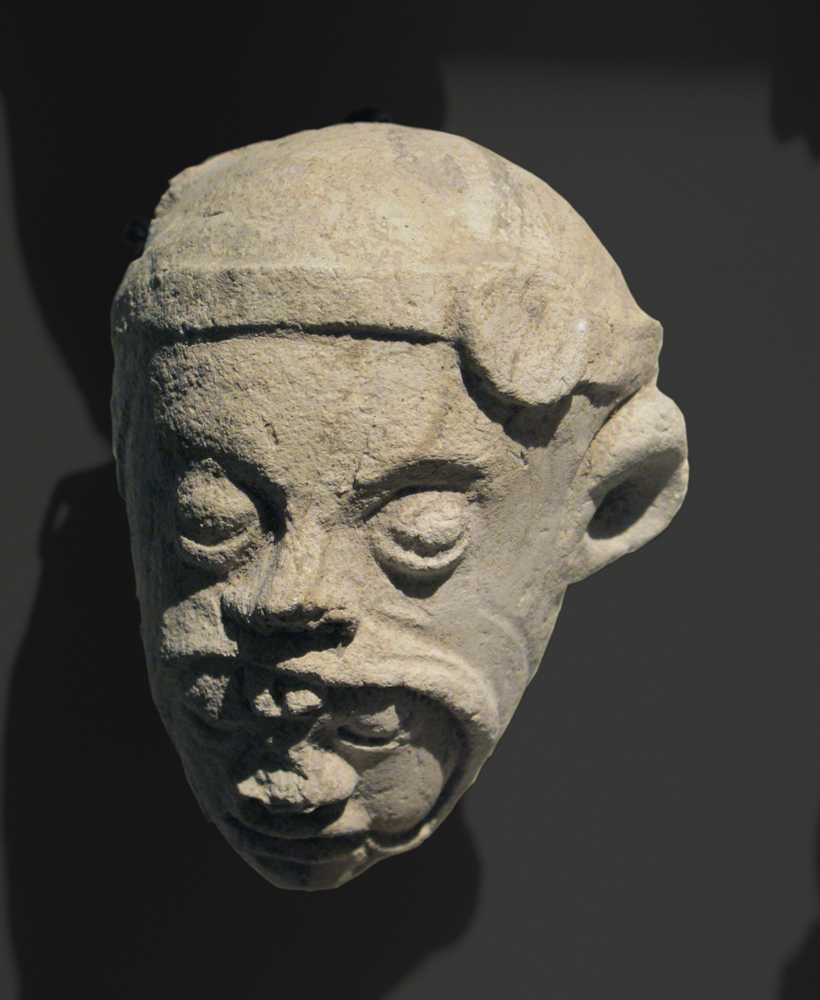
Démon. Monastère de Tapa-Kalan. Hadda. stupa TK67 ou TK68. IIIe – IVe siècle. Stuc. H.: 8 cm. env. Musée Guimet
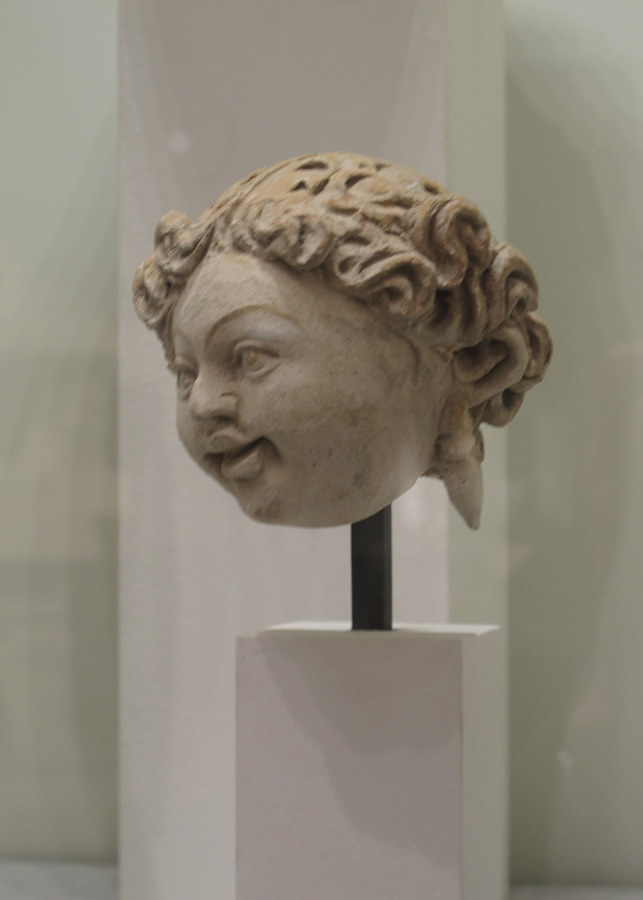
Donateur ou fidèle[N 16]. Hadda, monastère de Tapa-Kalan. IIIe – IVe siècle. Stuc. H.: 8 cm. env. Musée Guimet
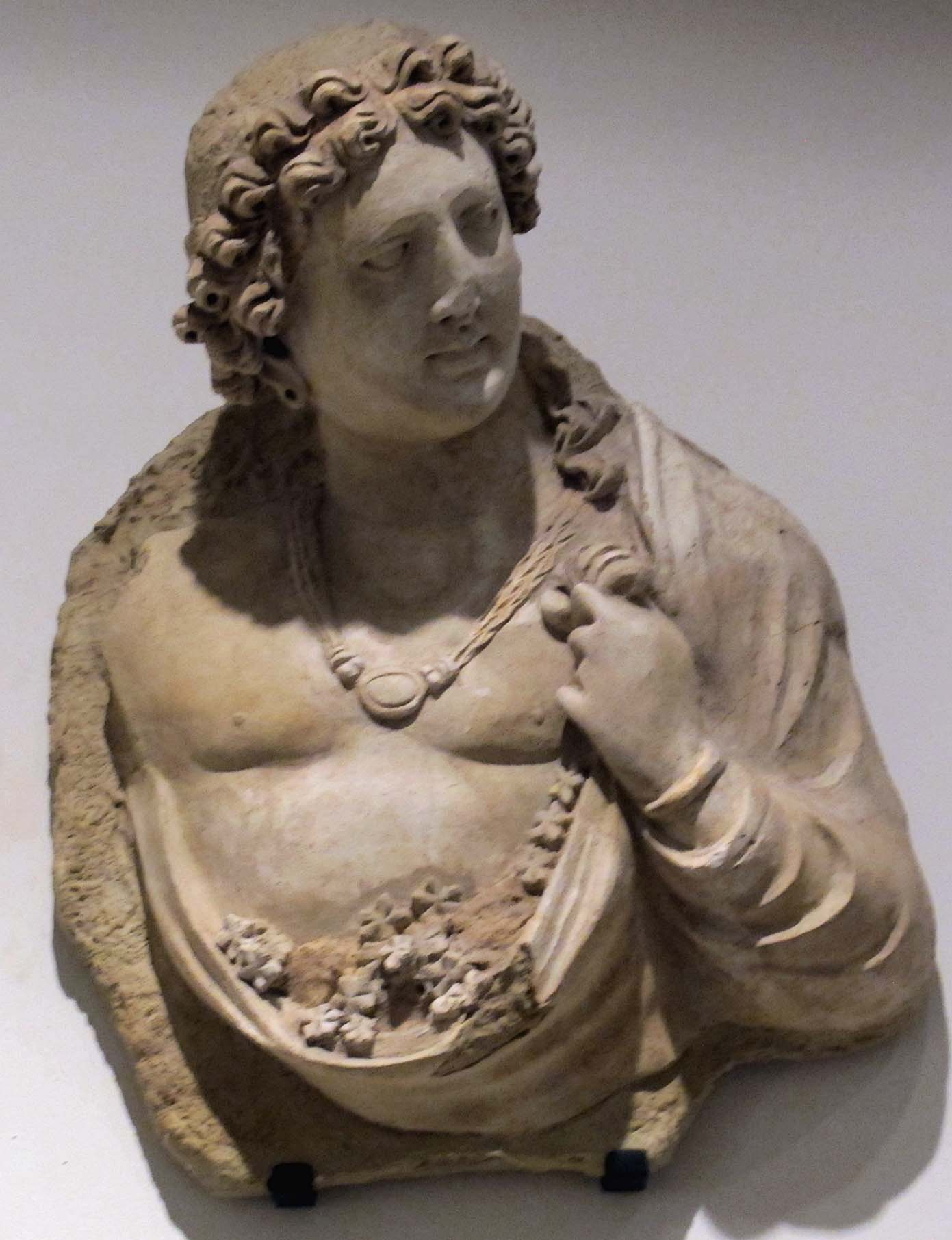
Le Génie aux fleurs. Afghanistan, Hadda, monastère de Tapa-Kalan. IVe – Ve siècle. Stuc, H : 55 cm[41]. Musée Guimet
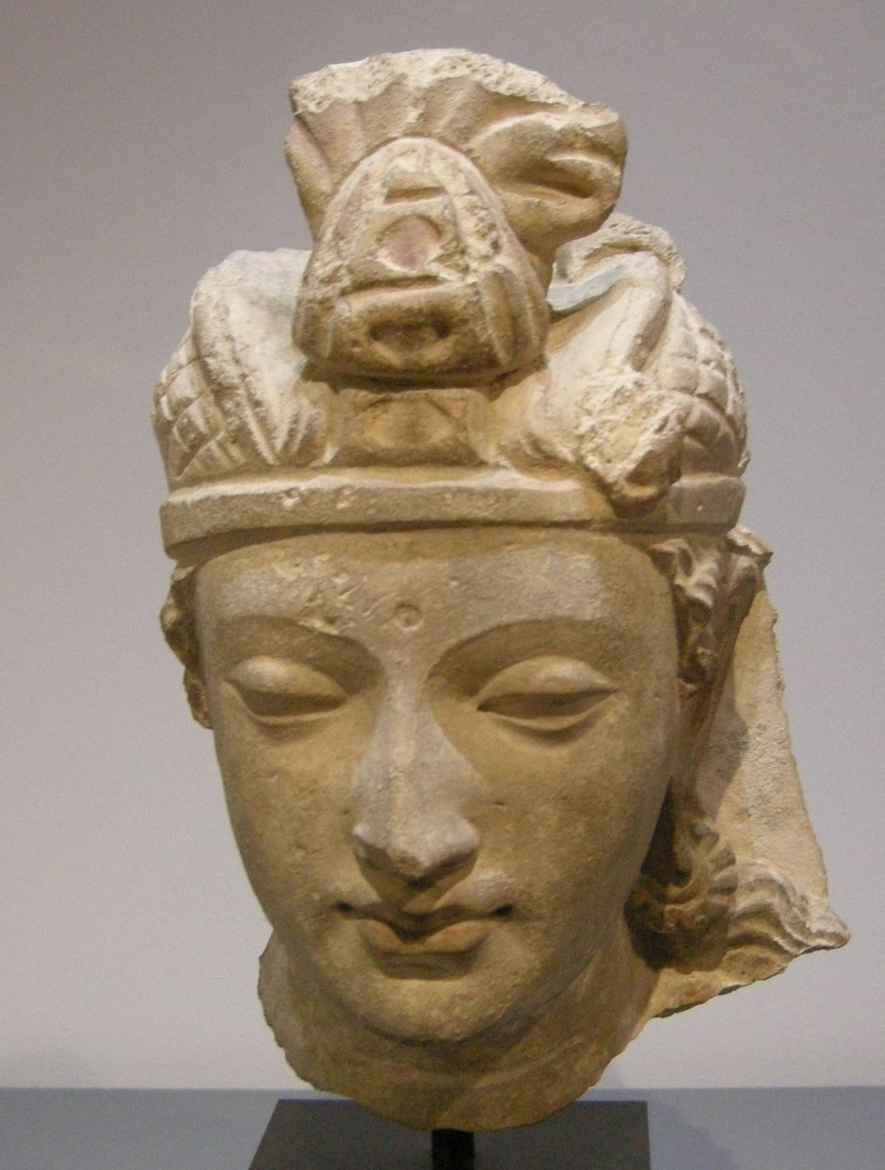
Tête de bodhisattva. Hadda. IVe ou Ve siècle. National Gallery of Victoria - Asian art. Melbourne, Australie.
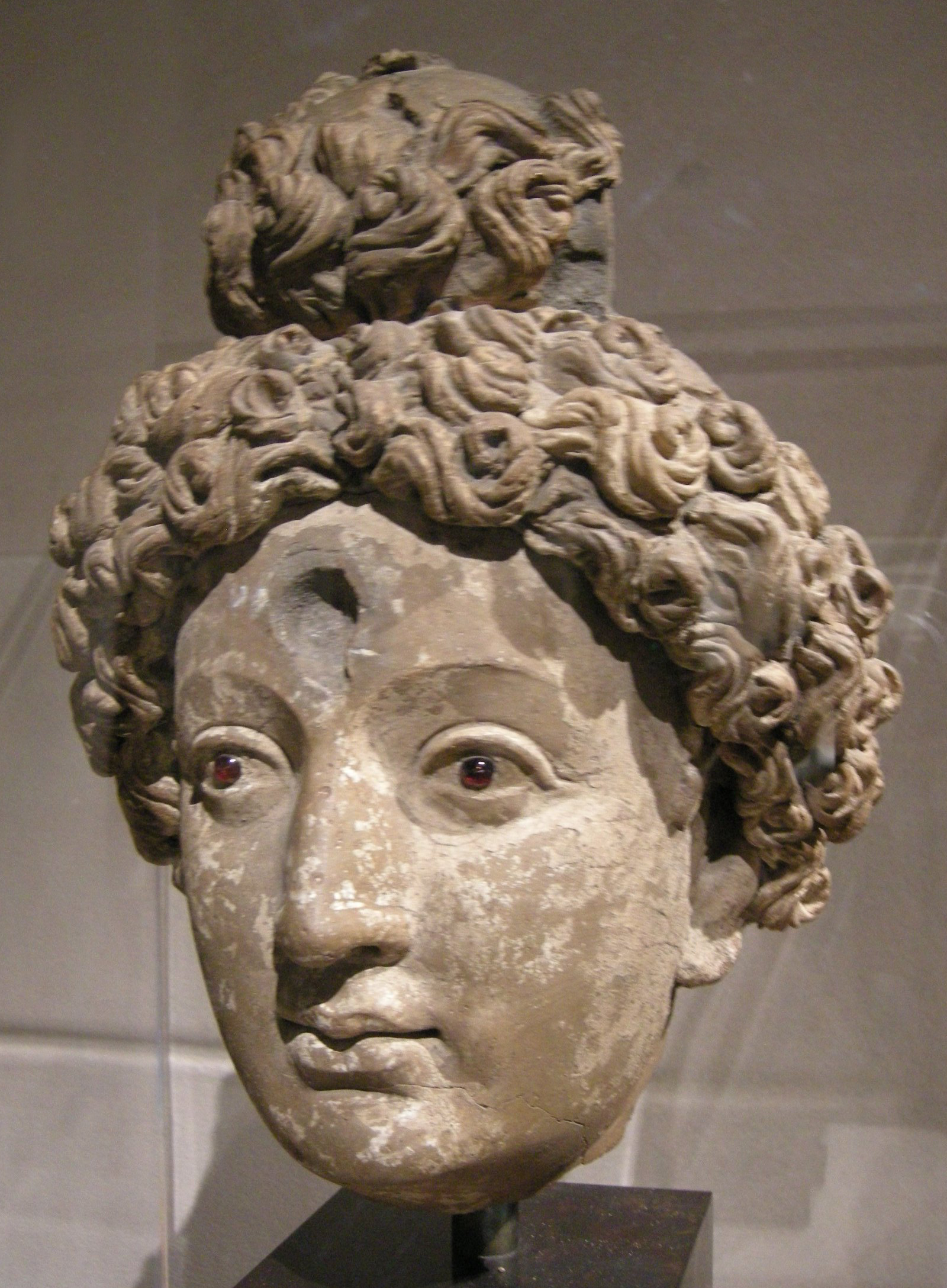
Tête de Buddha ou d'un bodhisattva. Ve ou VIe siècle. Afghanistan (probablement Hadda). Argile et inclusion de grenats (yeux). H 31,1 x L 22,5 x P 18,4 cm[42]. Metropolitan Museum of Art

### Taxila
Monastères tardifs.

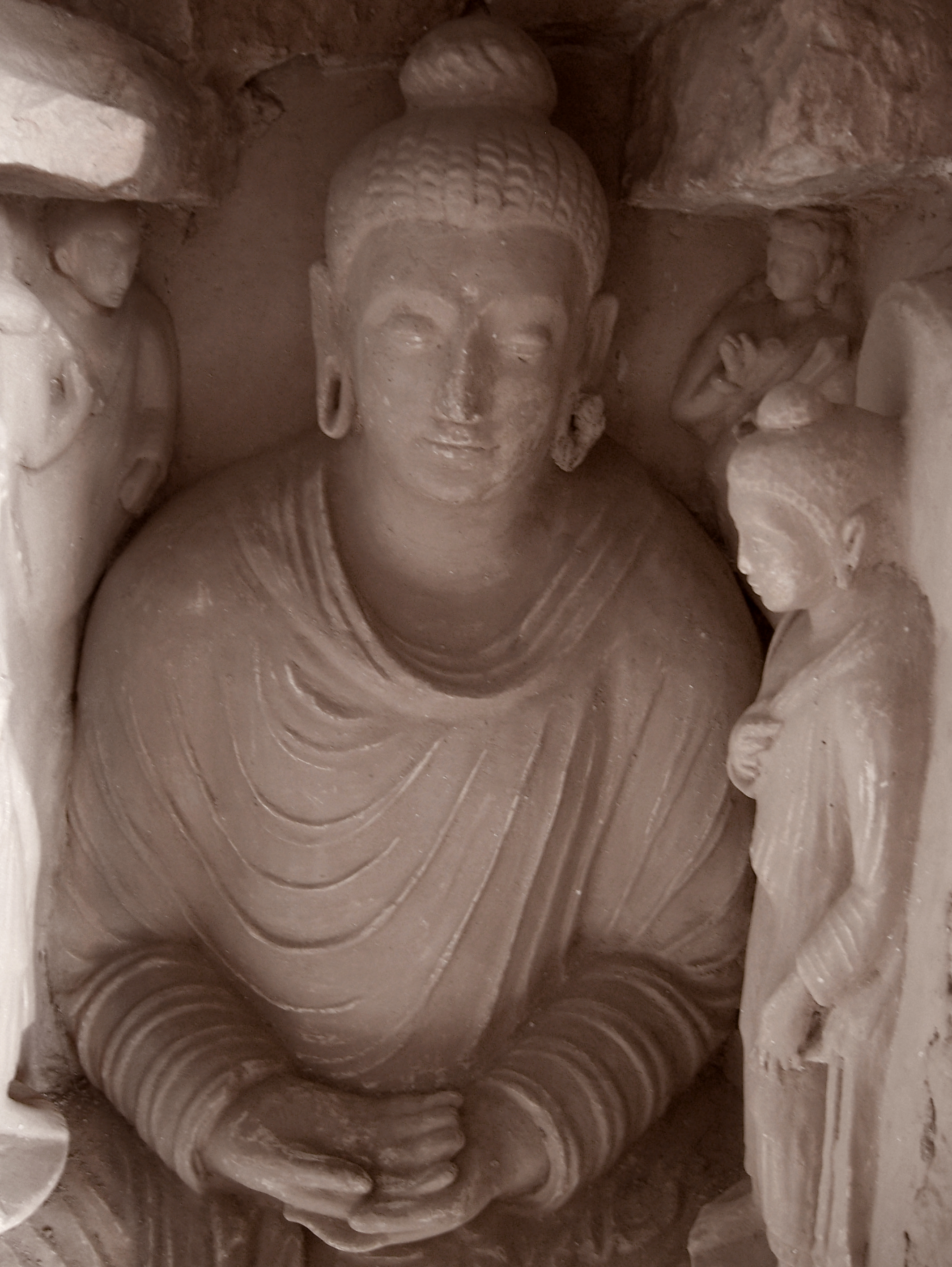
Bouddha, niche de la « Chambre parfumée » (gandhakuti), monastère de Jaulian Ve siècle, proche de Taxila[43].

### La vallée duGhorbandet le monastère de Fondukistan
À l'influence indienne marquée.

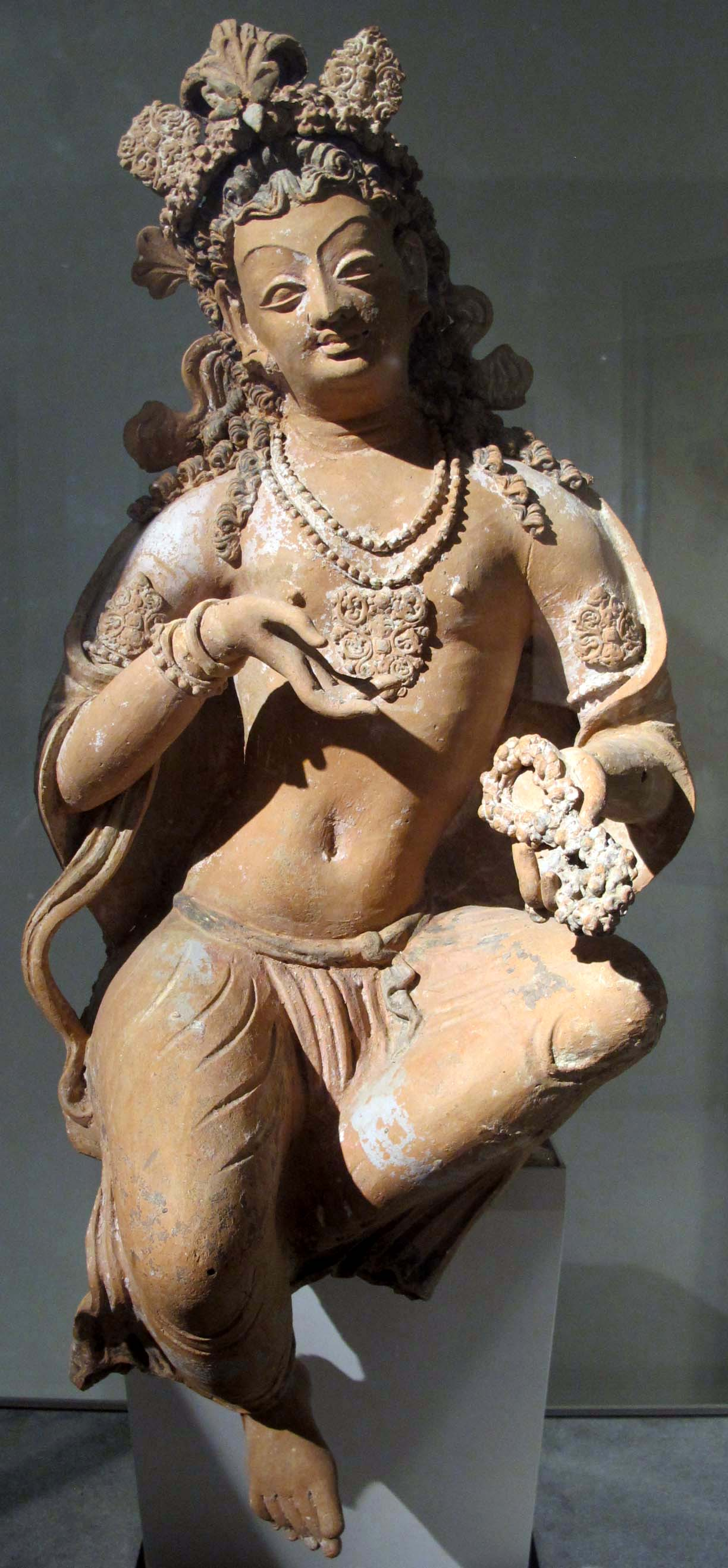
Deva (ou bodhisattva) assis dans la pose de délassement. VIIe – VIIIe siècle[44]. Fondukistan (N-E Kaboul), Afghanistan. Terre séchée polychrome, H. 72, L. 24 cm. Musée Guimet.
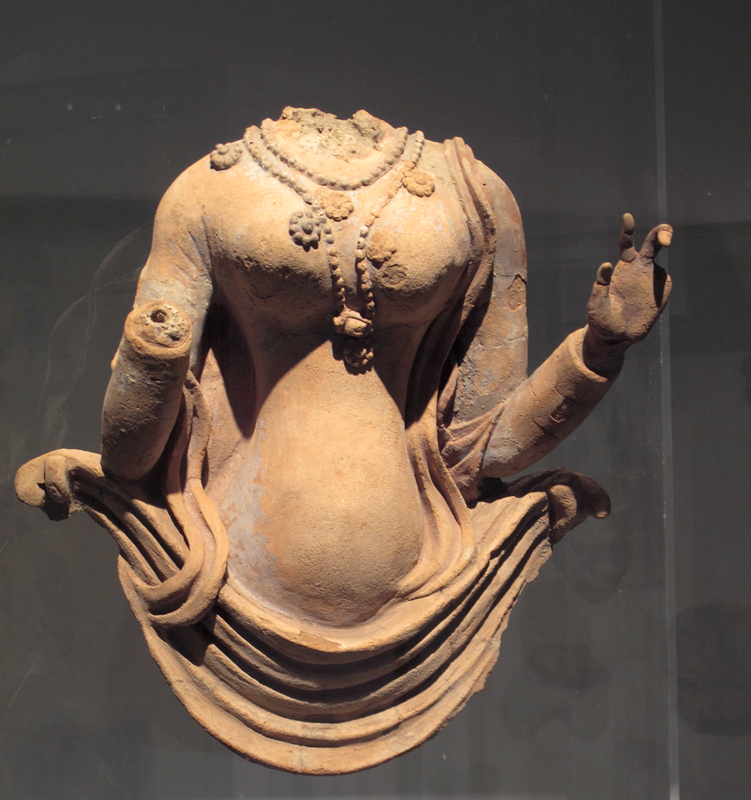
Buste féminin émergeant d'une draperie. Terre séchée, VIIe siècle. Monastère de Fondukistan, niche E. Vallée du Ghorband. Afghanistan. Musée Guimet.
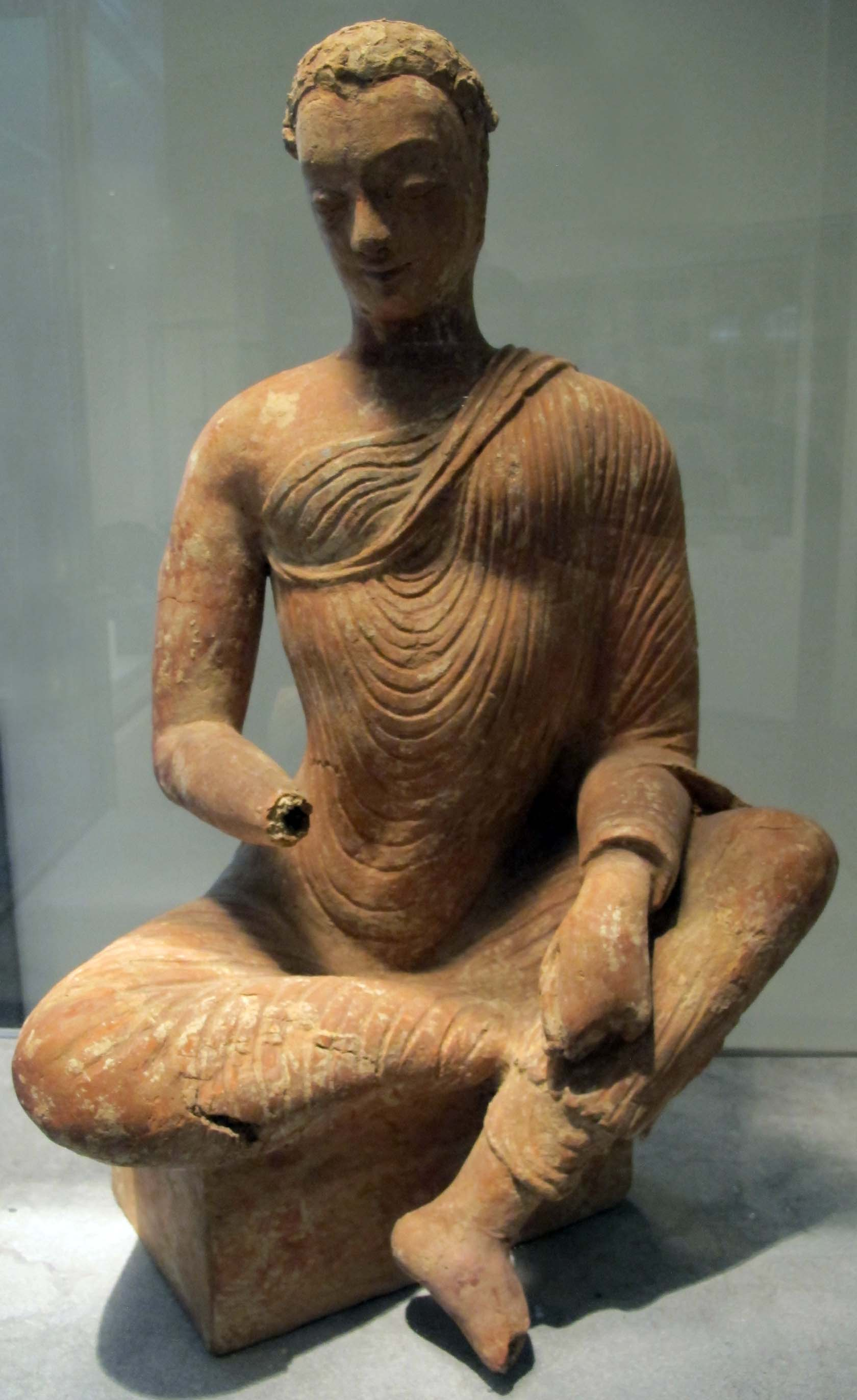
Buddha assis en délassement royal. Vallée de Ghorband, Monastère de Fondukistan. VIIe siècle. Musée Guimet.
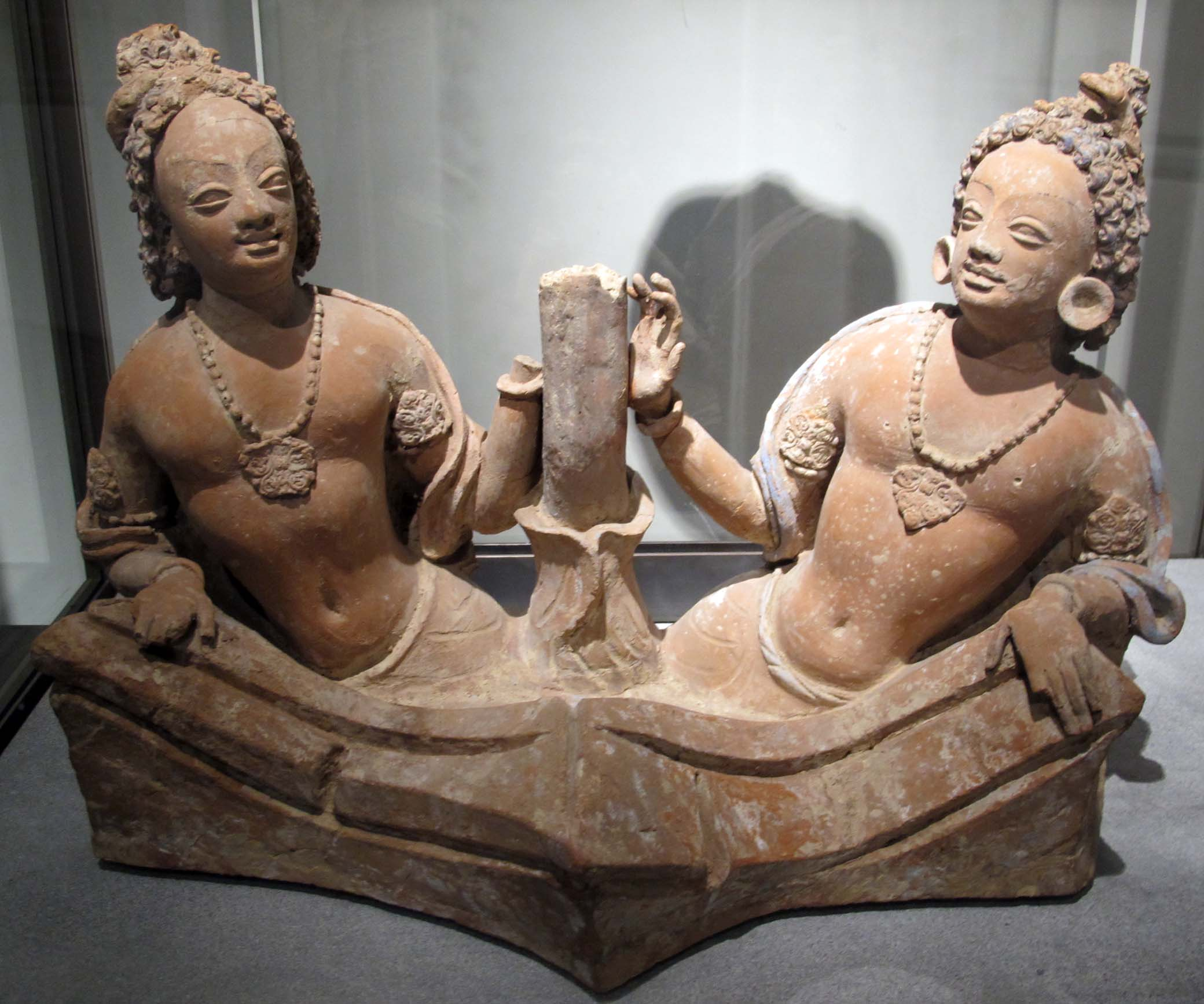
Deux rois nāga émergeant à mi-corps d'un bassin, de part et d'autre de la tige d'un lotus. Vallée du Ghorband. Monastère de Fondukistan, niche D. VIIe siècle. Terre séchée. Musée Guimet, Paris.
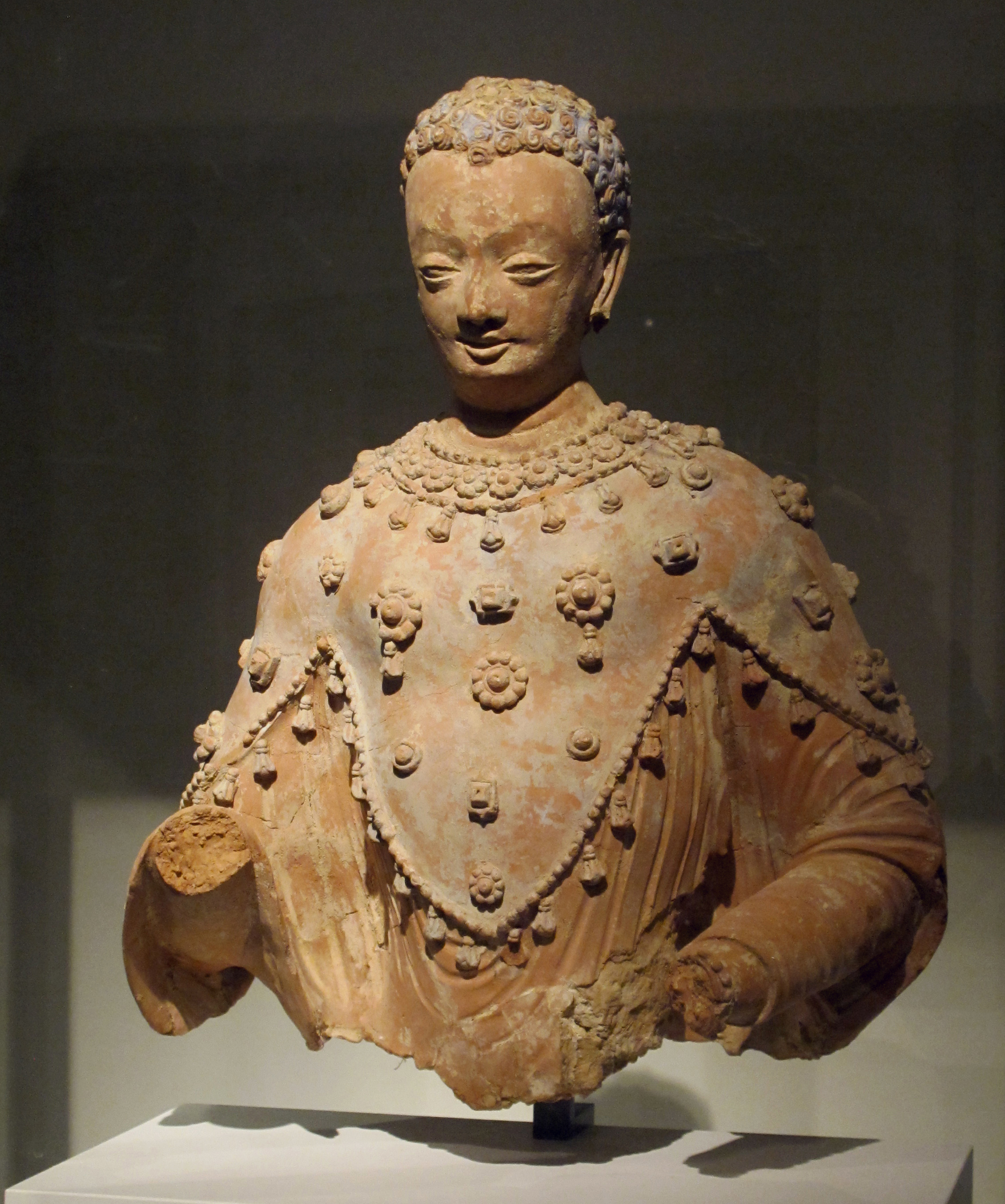
Buddha paré, vêtu du camail à trois pointes. Vallée du Ghorband. Monastère de Fondukistan, niche D. VIIe siècle. Terre séchée. Musée Guimet.

### Bamiyan

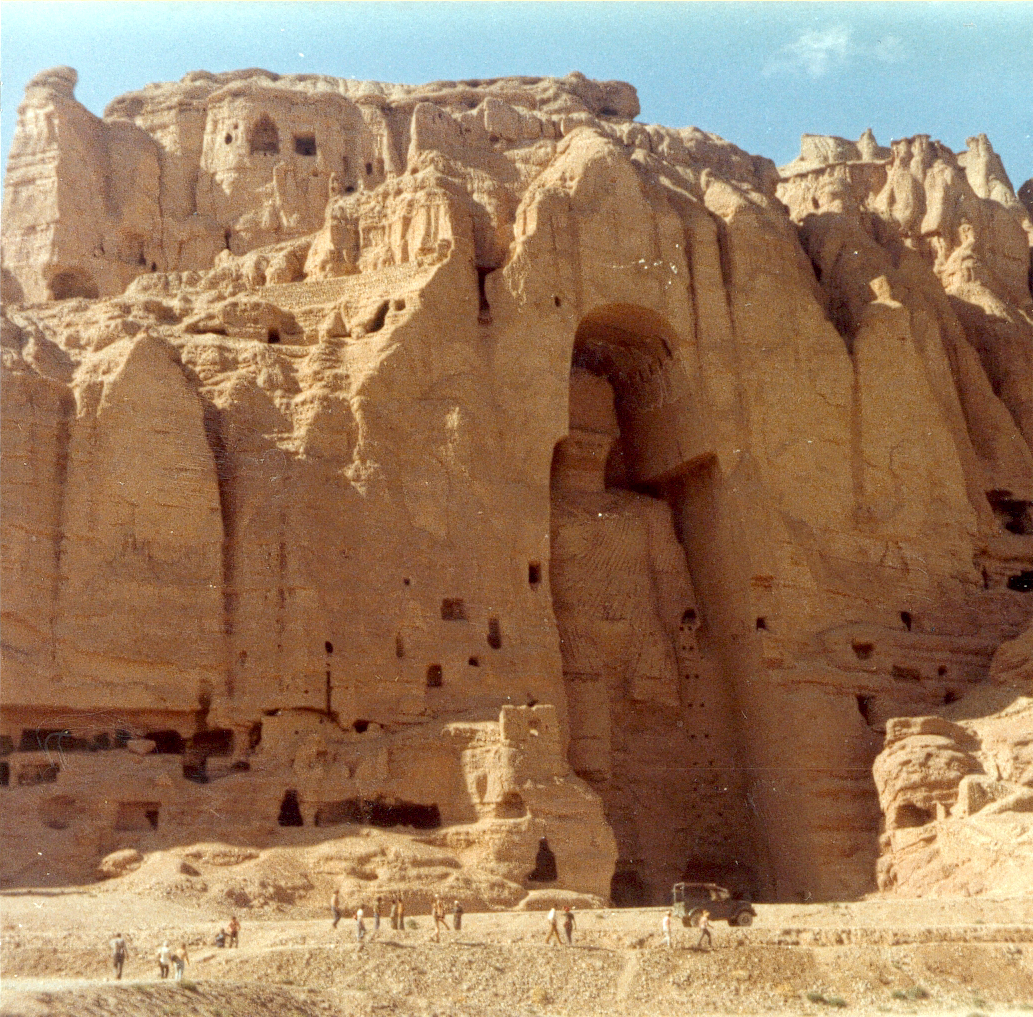
Le grand Buddha de Bamiyan. H. 53 m. IVe – Ve siècle[N 17]. (Photographie non datée, avant 2001)
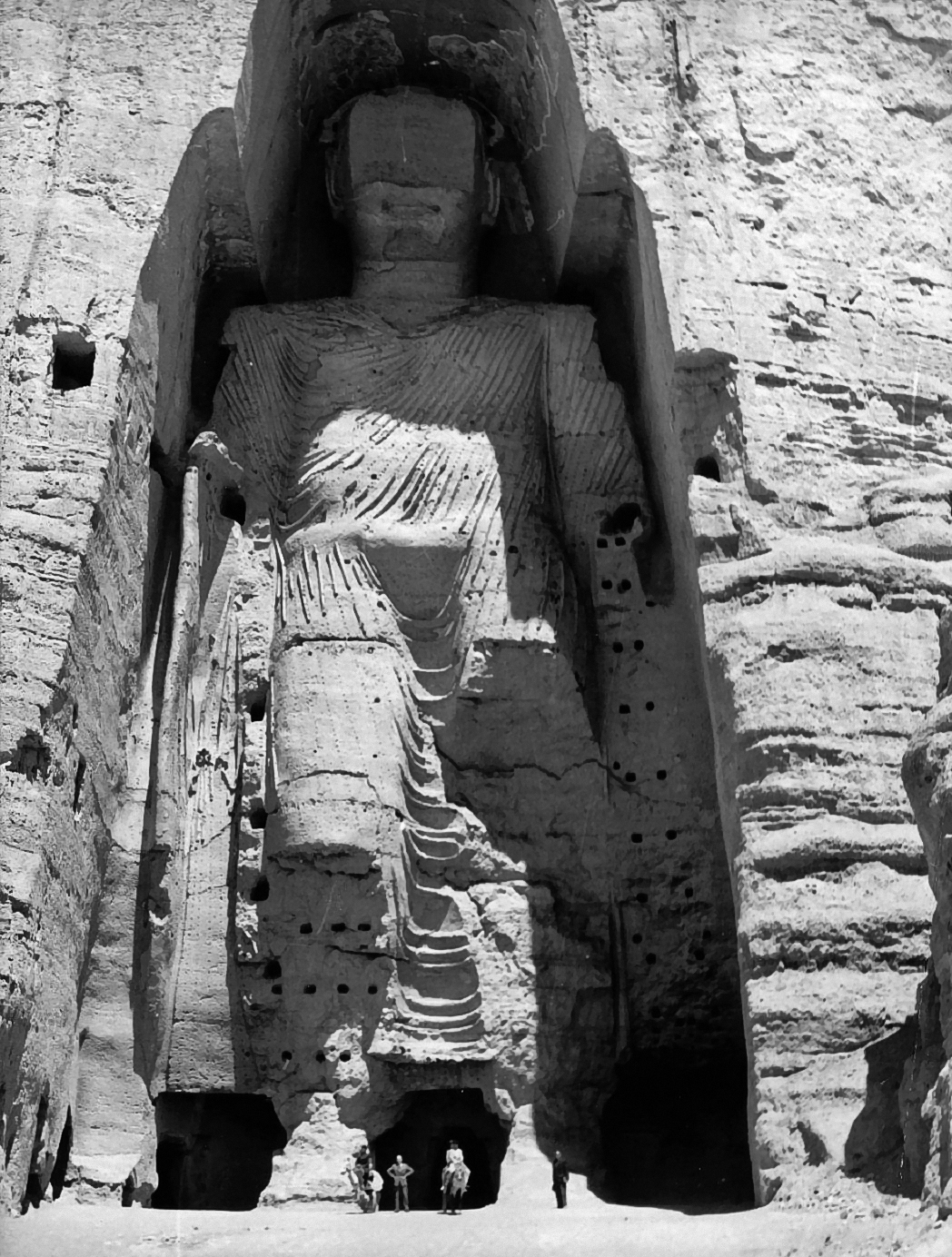
Le grand Buddha de Bamiyan dans sa niche trilobée. Vue prise en 1963[N 18].
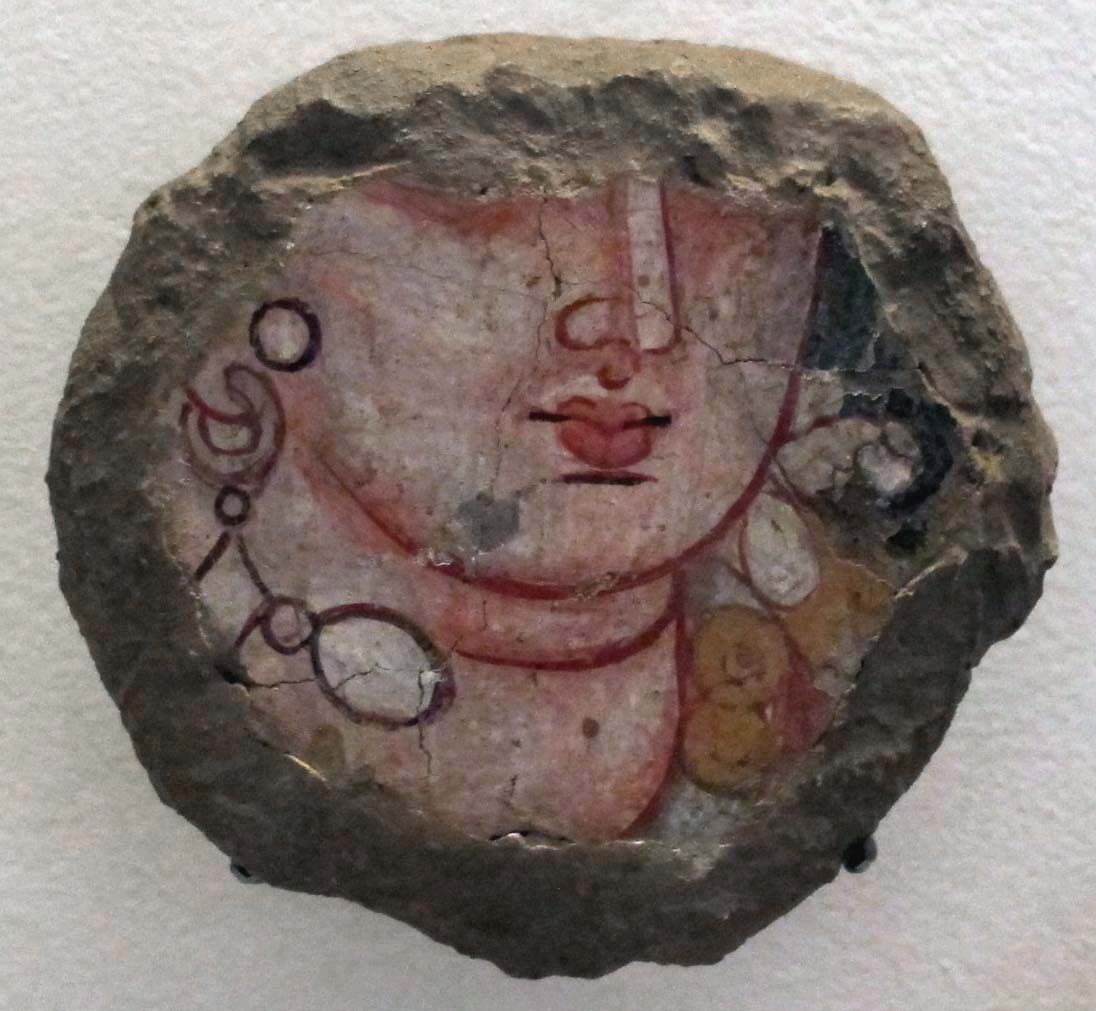
Fragment d'une tête féminine. Peinture murale, grotte G Bamiyan. VIe – VIIe siècle. Musée Guimet

### Mathura

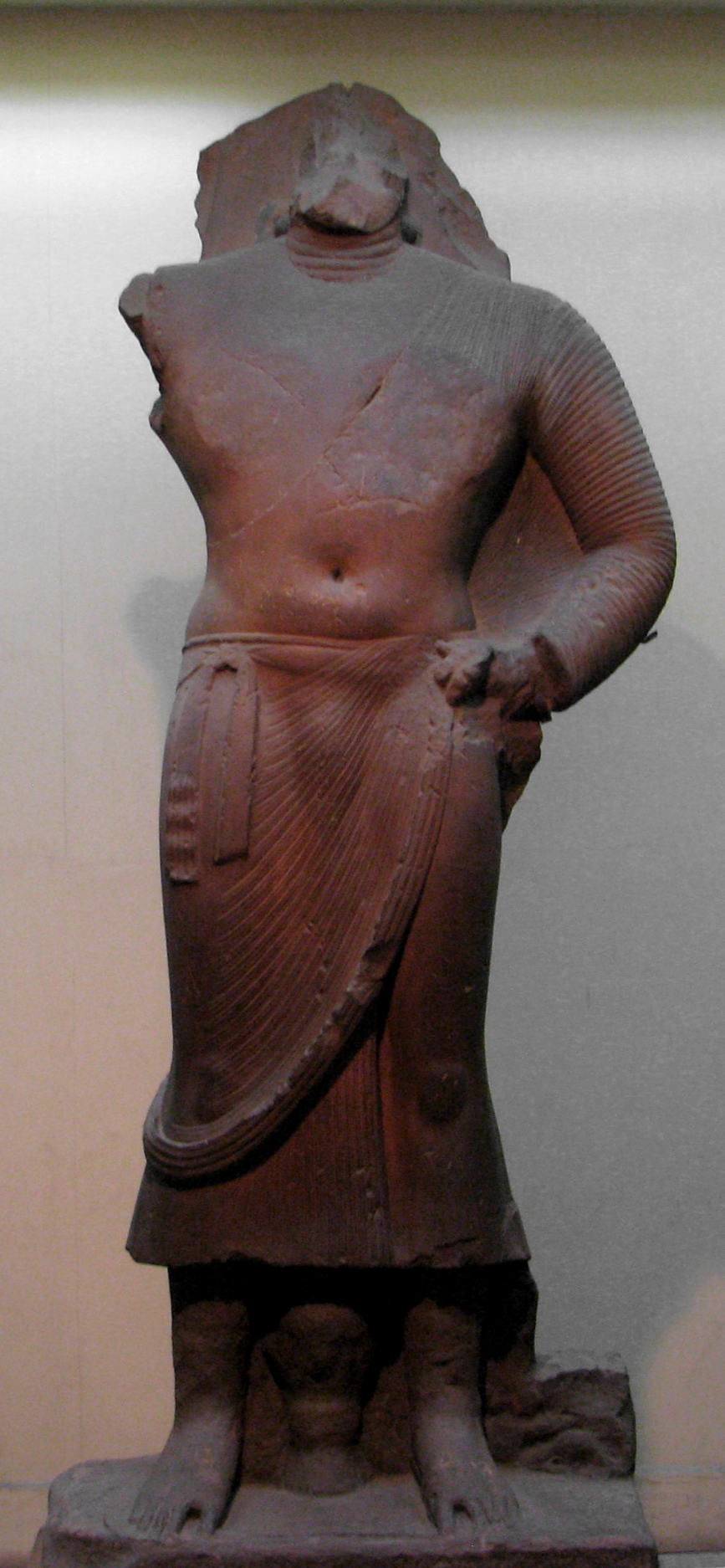
Bodhisattva de l'Indian Museum de Calcutta, Mathura, empire kouchan, fin du Ier siècle, H. 289,5 cm sans la tête
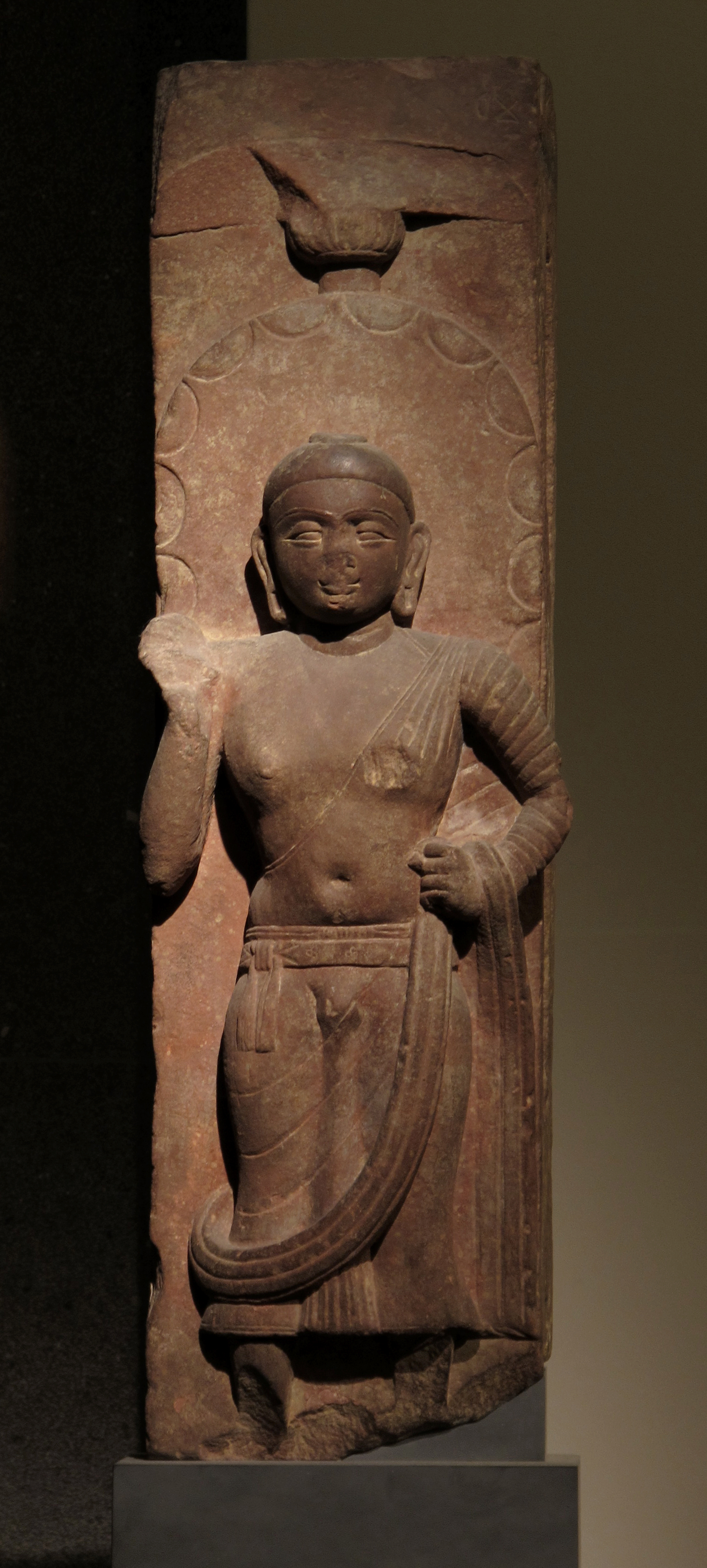
Buddha. Montant de balustrade de stupa. Inde, Mathura, empire kouchan, fin du Ier siècle début du IIe siècle. Grès rouge. Musée Guimet.
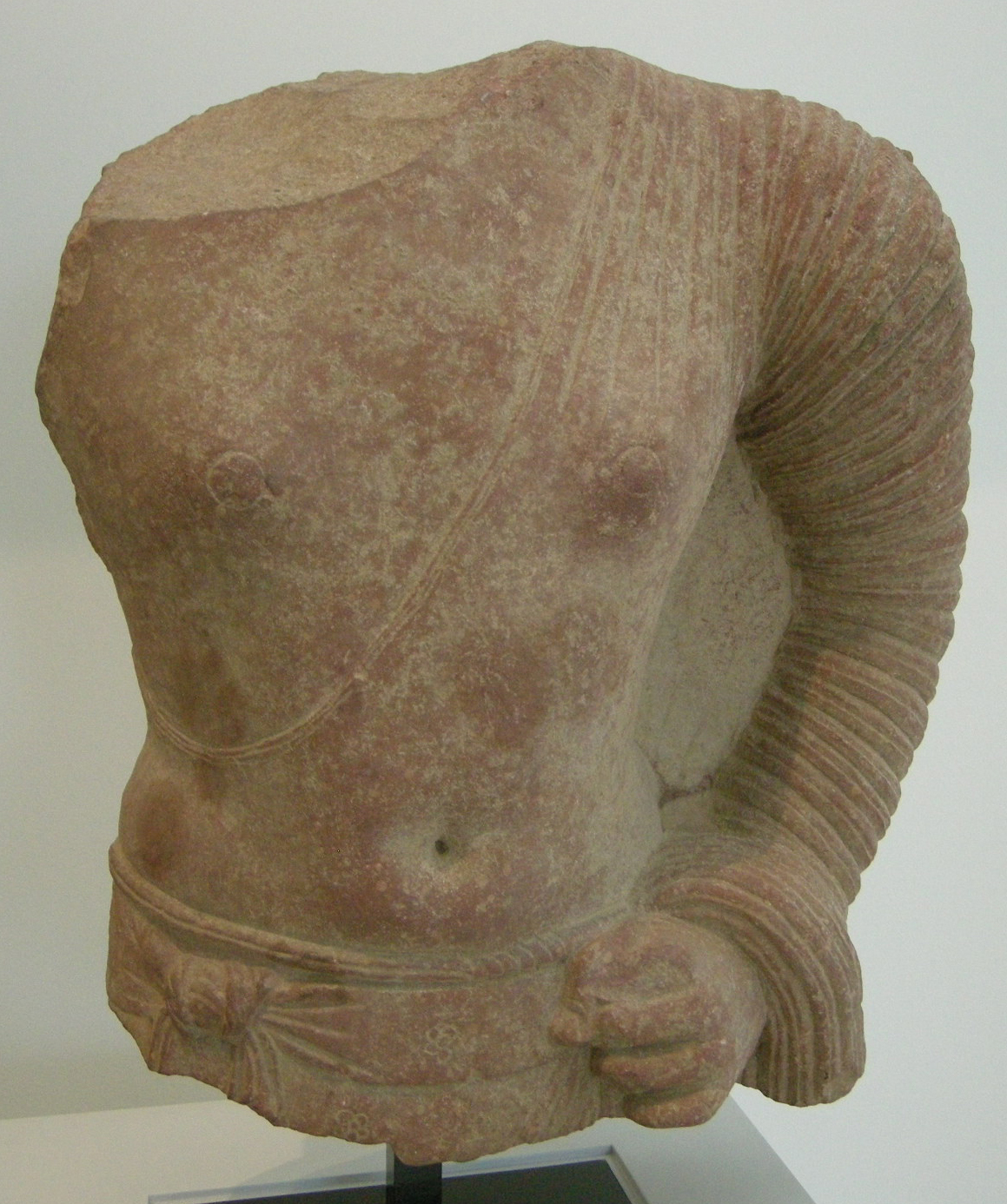
Torse de Buddha. Région de Mathura, fin du Ier siècle début du IIe siècle. Grès rouge. Galerie d'art de Nouvelle-Galles du Sud, Sydney, Australie
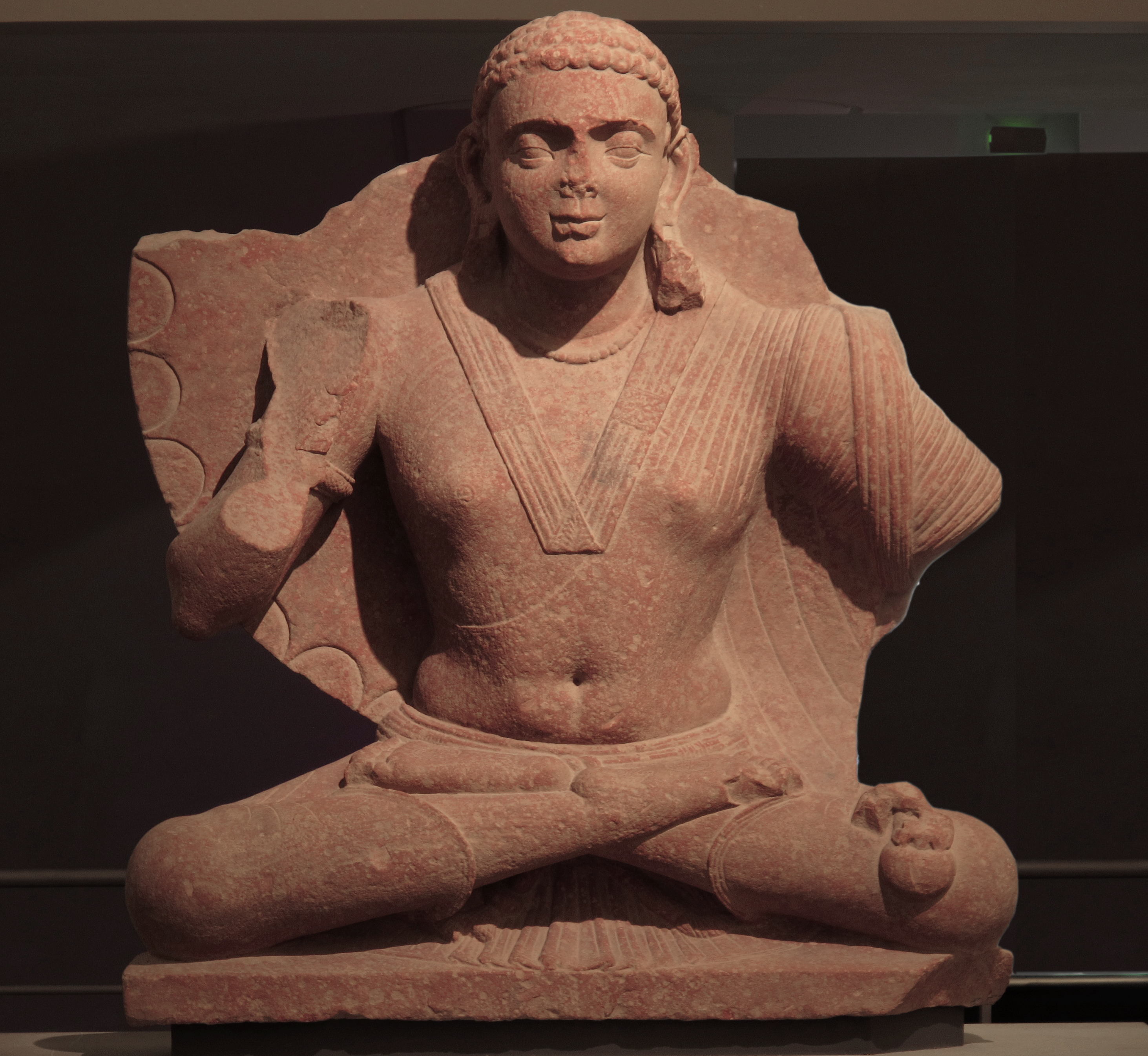
Le bodhisattva Maitreya, en dhoti. Uttar Pradesh, région de Mathura, empire kouchan, fin Ier ou début IIe siècle. Grès rouge, H. 115 ; L. 95 cm. Musée Guimet.
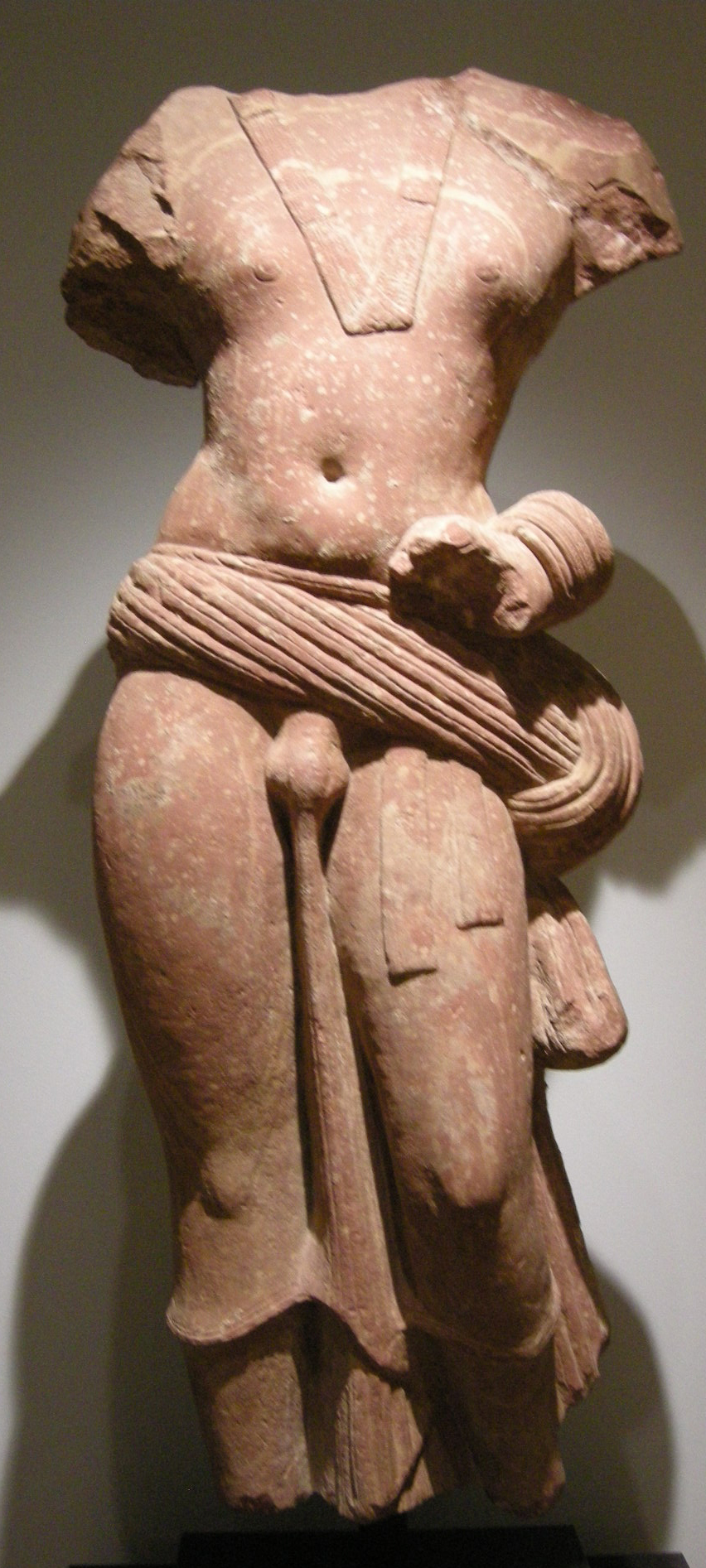
Bodhisattva, empire kouchan, IIe siècle. Mathura. National Museum of Victoria, Melbourne, Australie. H. 86.9 cm

### Tumshuq
À Toqquz-saraï, Turkestan chinois (Xinjiang), région de Kashgar.

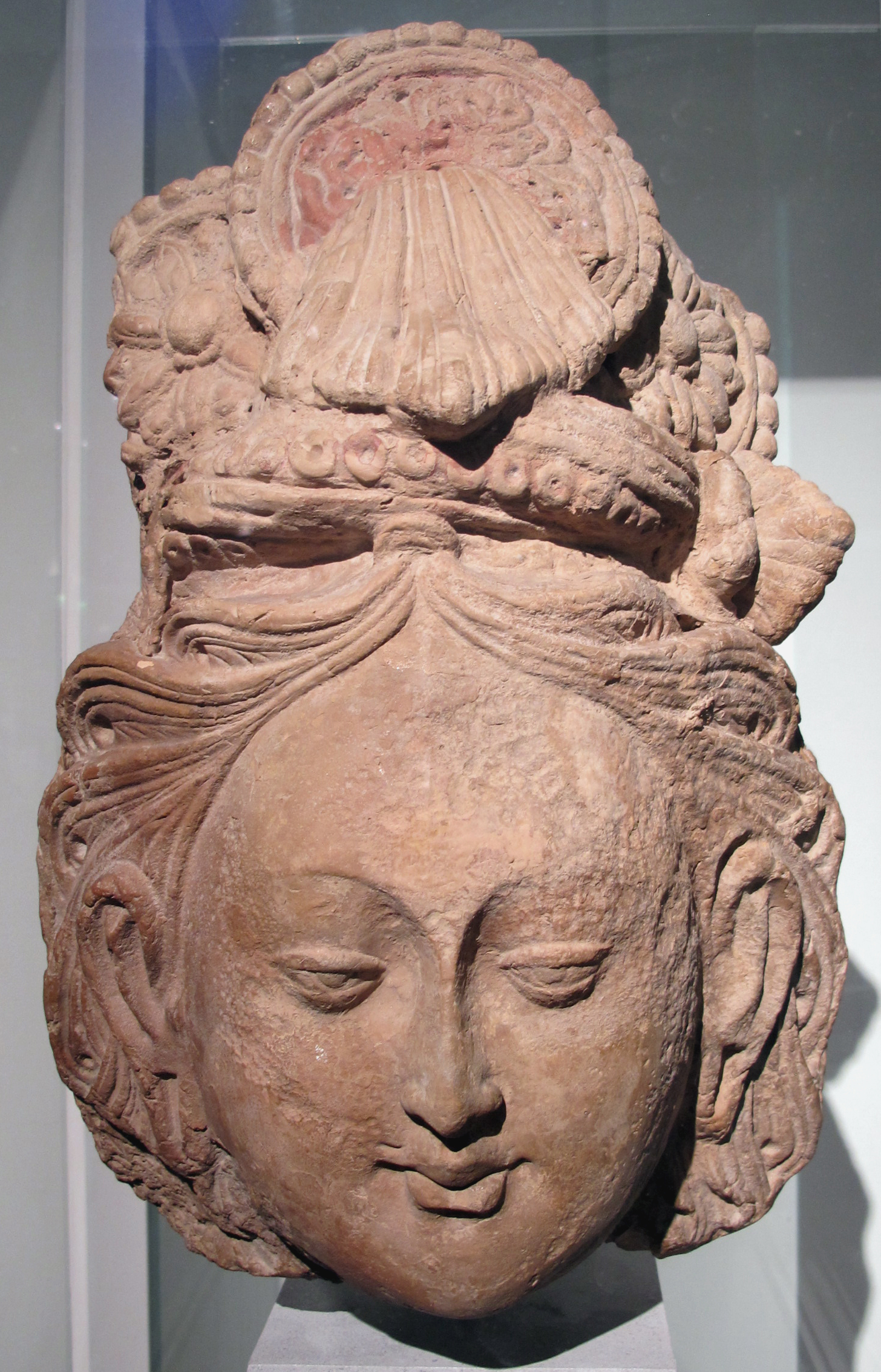
Tête de bodhisattva. Tumshuq, Toqquz-Saraï, grand temple B. Xinjiang. Terre séchée, 43 × 25 cm. VIe siècle - début VIIe siècle. Musée Guimet
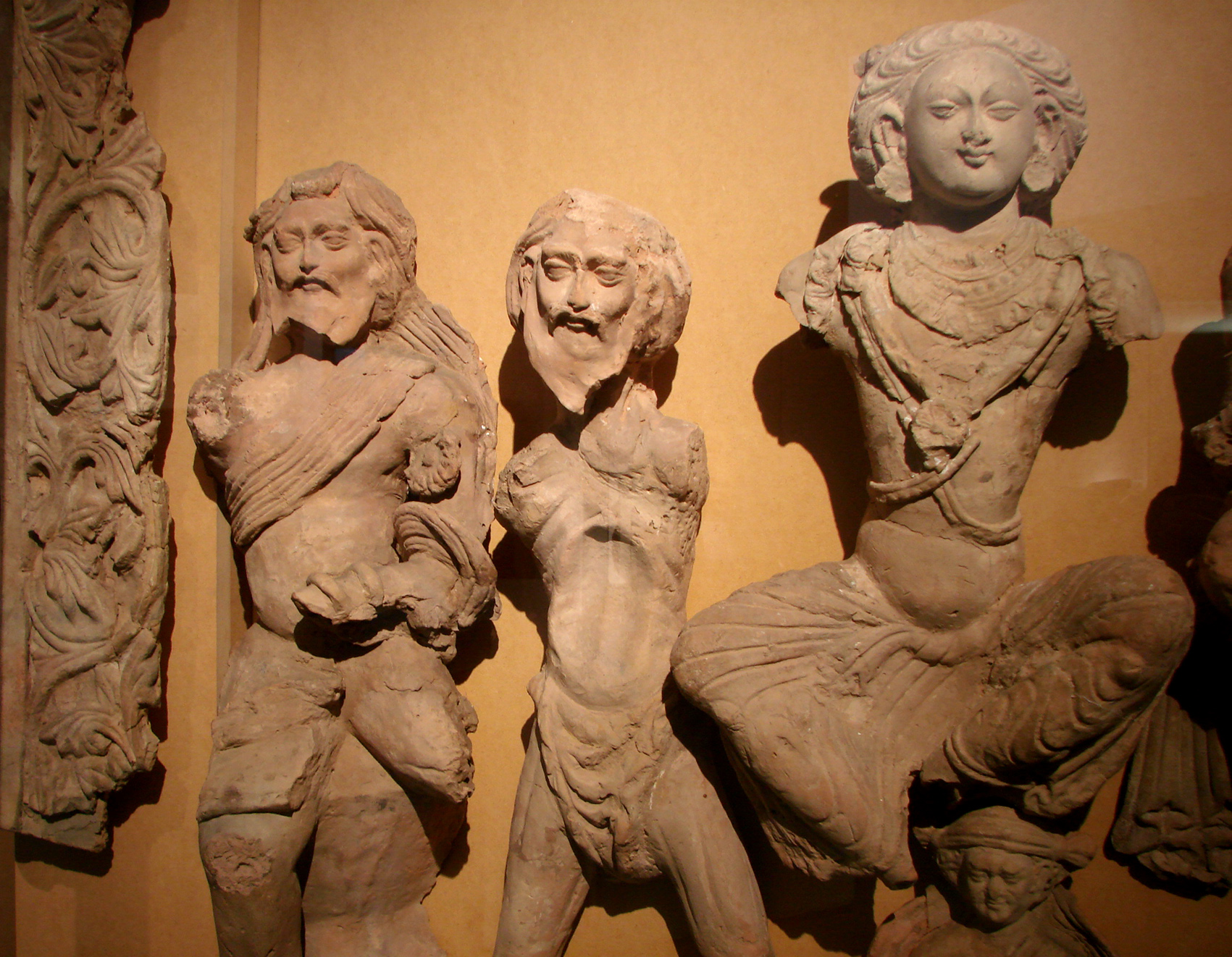
Illustration du Vishvamtara jataka ou Sudana jataka extrait des vies antérieures de Buddha. Tumshuq, Toqquz-Saraï, grand temple B. Xinjiang. Terre séchée, VIe siècle - début VIIe siècle. Musée Guimet
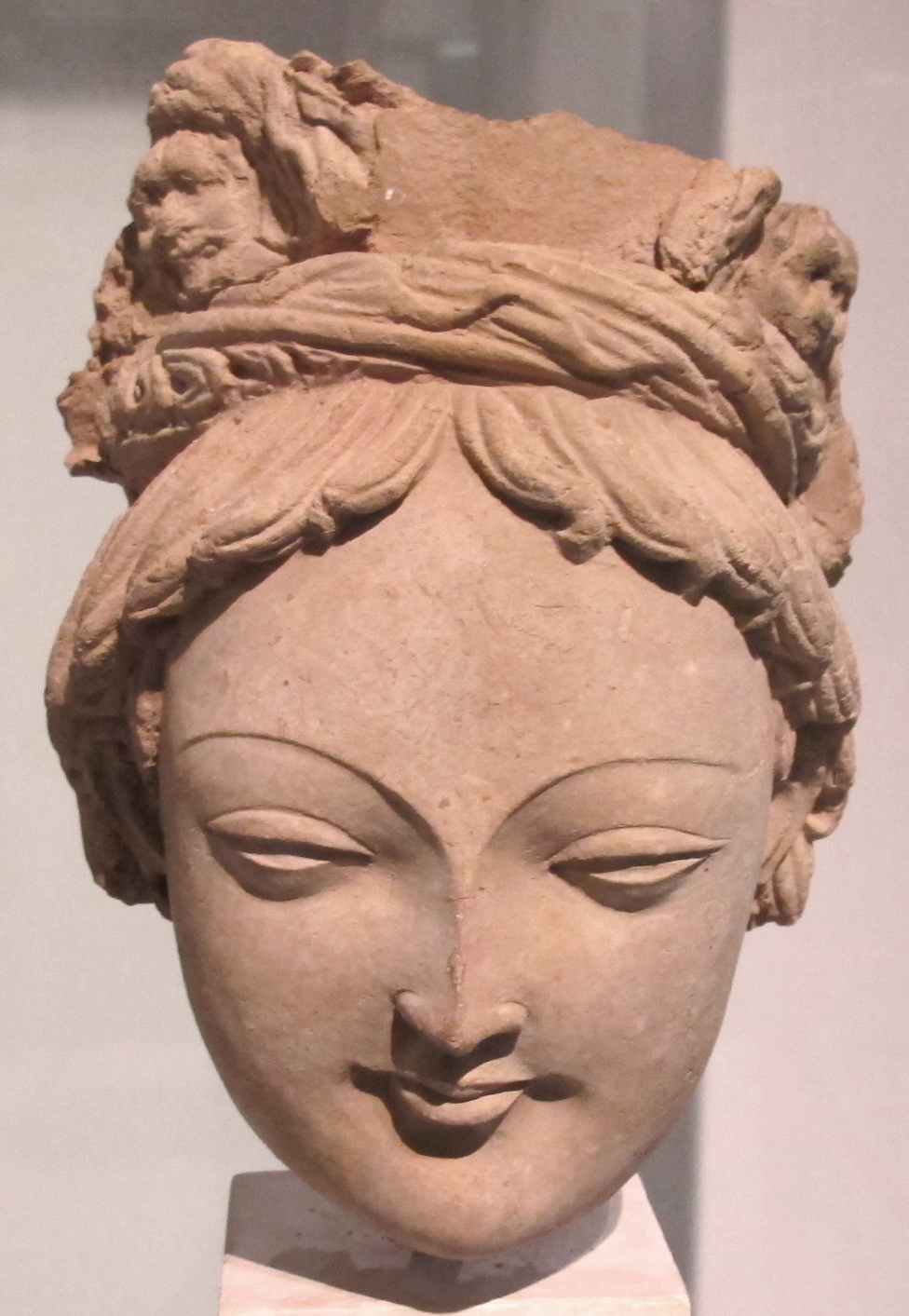
Tête de bodhisattva à la tiare ornée de grotesques. Tumshuq, Toqquz-Saraï, IVe – Ve siècle[45]. H. 16 cm. Musée Guimet
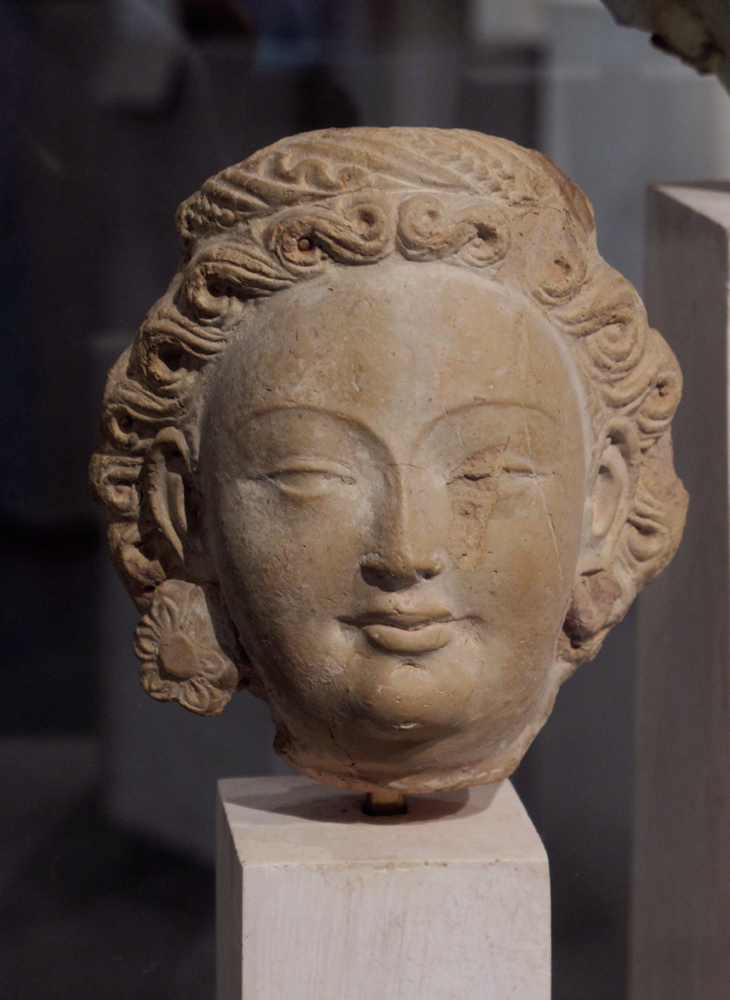
Bodhisattva ou deva à boucle d'oreille. Tumshuq. Toqquz-saraï, petit temple I, IVe – Ve siècle. Terre séchée. Musée Guimet